# États-Unis
« USA » redirige ici.  Pour les autres significations, voir USA (homonymie).
Pour les articles homonymes, voir États unis (homonymie), EUA et Amérique (homonymie).
Ne doit pas être confondu avec Amérique.
États-Unis d'Amérique
(en) United States of America 
Les États-Unis (prononcé : [etazyni]), en forme longue les États-Unis d'Amérique,, également appelés de manière informelle les US, les USA ou moins exactement l'Amérique (en anglais : United States, United States of America, US, USA, America), ou familièrement les States, sont un État transcontinental dont une large majorité du territoire se situe en Amérique du Nord. Les États-Unis ont la structure politique d'une république et d'un État fédéral à régime présidentiel, composé de cinquante États. La capitale fédérale, Washington, est située dans le district de Columbia, une zone enclavée dans l'Union, mais hors des cinquante États. Les États-Unis adoptent l'anglais comme langue officielle le 1er mars 2025, l'anglais américain ayant servi de facto de langue nationale depuis l'indépendance du pays. La monnaie est le dollar américain.
48 des 50 États sont adjacents et forment le Mainland. Celui-ci est encadré par l'océan Atlantique à l'est, le golfe du Mexique au sud-est et l'océan Pacifique à l'ouest, et se trouve bordé au nord par le Canada et au sud-ouest par le Mexique. Les deux États de l’Union non limitrophes sont l'Alaska, au nord-ouest du Canada, et Hawaï, un archipel au milieu de l'océan Pacifique nord. De plus, le pays comprend quatorze territoires insulaires disséminés dans la mer des Caraïbes et l'océan Pacifique. La géographie et le climat du pays sont extrêmement diversifiés, abritant une grande variété de faune et de flore, faisant des États-Unis l'un des 17 pays mégadivers de la planète.
Avant d'être exploré et conquis par les Européens, le territoire du pays est d'abord occupé par les Amérindiens, qui ont migré depuis l'Eurasie il y a environ 15 000 ans. La colonisation européenne débute au XVIe siècle. Le 14 mai 1607, la colonie anglaise de Virginie est fondée ; par la suite, douze autres colonies britanniques sont fondées le long de la côte atlantique, tandis que d'autres puissances européennes explorent le reste du territoire américain. Une série de conflits entre les Treize Colonies et la Grande-Bretagne mènent à la guerre d'indépendance en 1775.
La déclaration d'indépendance est proclamée le 4 juillet 1776, dans laquelle les treize colonies se fédèrent pour former les États-Unis d'Amérique, la première nation décolonisée du monde,, reconnue par la Grande-Bretagne à la fin de la guerre en 1783. L'histoire contemporaine des États-Unis est marquée par la rivalité entre New York et Philadelphie, puis par la conquête de l'Ouest, les guerres indiennes et la guerre de Sécession. La fin de l'esclavage des Afro-Américains en 1865 est suivie d'un siècle de ségrégation raciale. Au début du XXe siècle, le pays devient une puissance industrielle qui a les moyens d'intervenir à l'extérieur de ses frontières. Il participe ainsi à la Première Guerre mondiale puis subit la Grande Dépression au début des années 1930. Vainqueurs de la Seconde Guerre mondiale aux côtés des Alliés, les États-Unis sont une puissance nucléaire depuis 1945. Devenus superpuissance mondiale, ils sont en rivalité avec le système communiste de l'URSS et de ses alliés pendant une quarantaine d’années : la « guerre froide ».
En 2024, les États-Unis ont une population de plus de 340 millions d'habitants, les plaçant au troisième rang mondial après la Chine et l'Inde. Le pays s'étend sur 9,8 millions de kilomètres carrés, ce qui en fait, selon les critères, le troisième ou quatrième pays du monde en superficie après la Russie, le Canada et la Chine. La population américaine augmente grâce à un solde naturel et à un solde migratoire positifs. Elle est marquée par une grande diversité ethnique en raison d'une immigration ancienne et diversifiée. L'économie nationale, de type capitaliste, est la plus importante au monde, avec le PIB le plus élevé en 2025 ; elle est notamment alimentée par une productivité du travail élevée.
Les secteurs qui reflètent la puissance américaine sont l'agriculture, les industries de pointe et les services. L'économie américaine est aussi l'une des plus grandes manufacturières du monde. Le pays représente 39 % de la dépense militaire mondiale ; il est aussi une force politique et culturelle majeure ainsi qu’un leader mondial dans la recherche scientifique et l'innovation technologique,,,,. Les États-Unis sont membres de l'Organisation du traité de l'Atlantique nord (OTAN), de la Coopération économique pour l'Asie-Pacifique (APEC), de l'Accord Canada–États-Unis–Mexique (ACEUM), de l'Organisation des États américains (OEA), de l'ANZUS, de l'Organisation de coopération et de développement économiques (OCDE), du G7, du G20, et membres permanents du Conseil de sécurité des Nations unies.

## Étymologie

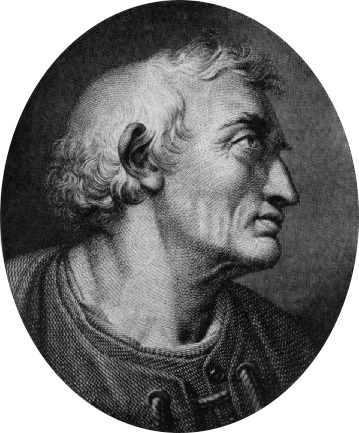
Amerigo Vespucci.

En 1507, dans la ville vosgienne de Saint-Dié, le cartographe lorrain Martin Waldseemüller produit un planisphère (dit planisphère de Waldseemüller) représentant notamment la région méridionale de l'hémisphère ouest. Il y inscrivit alors le prénom féminisé « America », en l'honneur du navigateur florentin Amerigo Vespucci.
Le nom du pays fut suggéré par Thomas Paine et adopté pour la première fois par les Treize Colonies de l'Empire britannique dans la Déclaration d'indépendance des États-Unis le 4 juillet 1776.
La désignation en forme courte — d'usage dans la vie courante, l'enseignement et la cartographie — de ce pays est « États-Unis » (en anglais United States, abrégé en « US ») et la forme longue — d'usage dans les documents officiels — est « États-Unis d'Amérique » (en anglais : United States of America, abrégé en « USA »). La forme longue « États-Unis d'Amérique » ne ressemble pas à la grande majorité des formes longues qui commence par « République de », « Royaume de », etc. Elle est en revanche proche de celle du pays voisin, les États-Unis mexicains. En France et dans de nombreux autres pays, le pays est également désigné en forme courte, dans le langage courant, mais aussi parfois dans des discours officiels, par le terme informel d'« Amérique ». En anglais, la forme courte « America » est largement utilisée, y compris dans les discours officiels.
En français, dans le langage courant, le pays est parfois également désigné par « les US », « les USA », « les States » ou « les États » (ce dernier est usité au Canada, principalement au Québec).

## Histoire

### Période précolombienne (avant 1492)

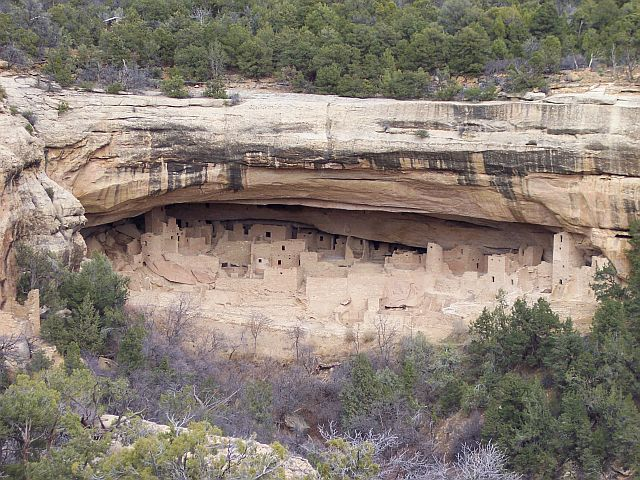
Cliff Palace, habitations Anasazis (XIIIe siècle), parc national de Mesa Verde (Colorado).

Le débat sur l'origine et la date de l'arrivée des Amérindiens en Amérique du Nord n'est pas clos. Les découvertes archéologiques indiquent que l'Est des États-Unis est habité depuis plus de 12 000 ans, alors que l'arrivée des premiers habitants du continent remonterait à plus de 30 000 ans. Depuis 1927, la théorie la plus communément admise est celle de l'immigration de peuples asiatiques il y a 12 000 ans par le détroit de Béring (à l’époque de la fin du Tardiglaciaire, le détroit pouvant être pris par les glaces). Toutefois, certaines découvertes archéologiques relevées au cours des dernières années donnent de nouvelles orientations quant au processus de colonisation préhistorique de l'Amérique du Nord.
Certains scientifiques pensent que d'autres peuples auraient pu arriver sur les côtes nord, 17 000 ans avant notre ère[réf. nécessaire], lors de la déglaciation des régions du Nord. D'autres spécialistes croient que les premiers habitants auraient traversé l'océan Pacifique par bateau pour arriver d'abord en Amérique du Sud.
Avant l'arrivée des Européens, plusieurs civilisations se sont développées sur le territoire actuel des États-Unis : les Mound Builders ont aménagé les premiers tertres vers 3400 av. J.-C.. La cité de Cahokia, près de Saint-Louis comptait au XIIe siècle (de notre ère) quelque 15 000 à 30 000 habitants et 120 tumulus.
Malgré les difficultés à établir des statistiques, la plupart des historiens s'accordent pour estimer la population — nécessairement autochtone — pour le territoire actuel des États-Unis, dans une fourchette comprise entre 7 et 8 millions de personnes en 1492. Au XVIe siècle, les terres situées à l'est des montagnes Rocheuses sont peuplées par des tribus amérindiennes : Cheyennes, Crows, Sioux, Hurons-Wendats, Iroquois, Cherokees et Creeks qui chassent du bison mais aussi pratiquent l'agriculture, la cueillette, l'élevage et la pêche. Les Iroquois vivent dans la vallée du Saint-Laurent, dans le secteur des lacs Érié et Ontario, dans la vallée du fleuve Hudson et dans la partie ouest des Appalaches. Ils comptent six grandes tribus.
Des tribus d'éleveurs et d'agriculteurs — Apaches, Comanches ou Pueblos — habitent les Rocheuses.

### Période coloniale (1492-1775)

Carte de l'Amérique du Nord en 1755.

Carte des Treize Colonies vers 1775.

Christophe Colomb découvre le continent américain en 1492 et explore l'actuelle Porto Rico l'année suivante. Au XVIe siècle, les puissances européennes à la recherche du passage du Nord-Ouest et de richesses, naviguent puis s'installent le long du littoral atlantique. Ici se succèdent des colonies espagnoles, anglaises, françaises, néerlandaises et scandinaves plus ou moins permanentes. Les établissements les plus célèbres et les plus anciens sont ceux de Saint Augustine (Floride, 1565), Jamestown (1607) et Plymouth (fondée par les Pères pèlerins puritains en 1620). Au sud-ouest, les Espagnols agrandissent la Nouvelle-Espagne en menant des expéditions depuis le Mexique. Au nord-ouest, les Russes s'installent le long de la côte Pacifique. Les Blancs entrent en contact avec les peuples autochtones et font du commerce avec eux. Mais les Amérindiens résistent mal aux épidémies introduites par les Européens (variole, rougeole), à l'acculturation (alcool, armes à feu), aux massacres et aux guerres coloniales.
Au cours des XVIIe et XVIIIe siècles se forment progressivement les Treize Colonies britanniques de la côte orientale, ancêtres des États-Unis (voir la carte jointe). La colonisation est assurée par des compagnies et un système de chartes. Les Français explorent la vallée du Mississippi et fondent la Louisiane. L'Amérique du Nord devient rapidement un enjeu entre les puissances coloniales : l'Angleterre (devenue la Grande-Bretagne en 1707 à la suite de son unification avec l'Écosse) assure peu à peu sa suprématie en remportant les guerres anglo-néerlandaises puis la guerre de Sept Ans (1763) contre la France, qui perd ses possessions de l'est du Mississippi (carte). Le peuplement se fait essentiellement par des migrants britanniques et par la traite négrière. Les esclaves noirs sont employés dans les plantations de tabac du Sud mais aussi pour le développement des infrastructures. Vers 1775, les Treize Colonies sont prospères et comptent plus de deux millions d'habitants issus de l’immigration européenne.

### Révolution, indépendance et nouvelles institutions (1775-1800)

La Déclaration d'indépendance, par John Trumbull (tableau de 1819).

Dans le courant des années 1770, les colons américains s'opposent de plus en plus à leur métropole : Londres leur refuse les terres indiennes situées à l'ouest des montagnes Appalaches. Les taxes et les impôts sont augmentés alors que les sujets américains ne sont pas représentés au Parlement britannique. Le système de l'exclusif lèse les marchands de la côte est. De nouvelles troupes britanniques sont envoyées en Amérique et un climat révolutionnaire s'installe en Nouvelle-Angleterre, à Philadelphie et en Virginie. En 1770, les soldats britanniques tirent sur les manifestants (massacre de Boston). En décembre 1773, les colons détruisent une cargaison de thé (c’est le Boston Tea Party) : la guerre d'indépendance éclate l'année suivante.
Les insurgés envoient des représentants au Congrès continental à Philadelphie qui approuvent la Déclaration d'indépendance des États-Unis le 4 juillet 1776. Ce texte, essentiellement rédigé par Thomas Jefferson, proclame les principes de liberté, d'égalité et de droit à la recherche du bonheur. La Déclaration d'indépendance américaine fonde aussi la première nation décolonisée du monde, bien que dans un premier temps, la Grande-Bretagne refuse de la reconnaître. La France fut le premier pays à reconnaître l'indépendance des États-Unis, en 1778 ; selon le représentant de l'Illinois Donald Manzullo, il s'agirait du Maroc en 1777[source insuffisante]. Pendant la guerre entre la Grande-Bretagne et ses anciennes colonies, plusieurs milliers de loyalistes fuient le pays. L'armée américaine, commandée par George Washington, finit par vaincre les Britanniques avec le renfort de la France (ainsi que de l'Espagne et des Pays-Bas) ; le traité de Paris est signé en 1783, dans lequel la Grande-Bretagne reconnaît l'indépendance des États-Unis, mettant fin à la guerre.
Le Second Congrès continental qui a ratifié les Articles de la Confédération en 1781, rédige la Constitution américaine à la Convention de Philadelphie en 1787. Ce texte, auquel sont ajoutés dix amendements (Déclaration des droits) en 1789 (définitivement ratifiés en 1791), demeure aujourd'hui encore le fondement de la démocratie américaine. George Washington est choisi comme premier président des États-Unis en 1789. Les institutions s'installent définitivement dans la ville de Washington en 1800.

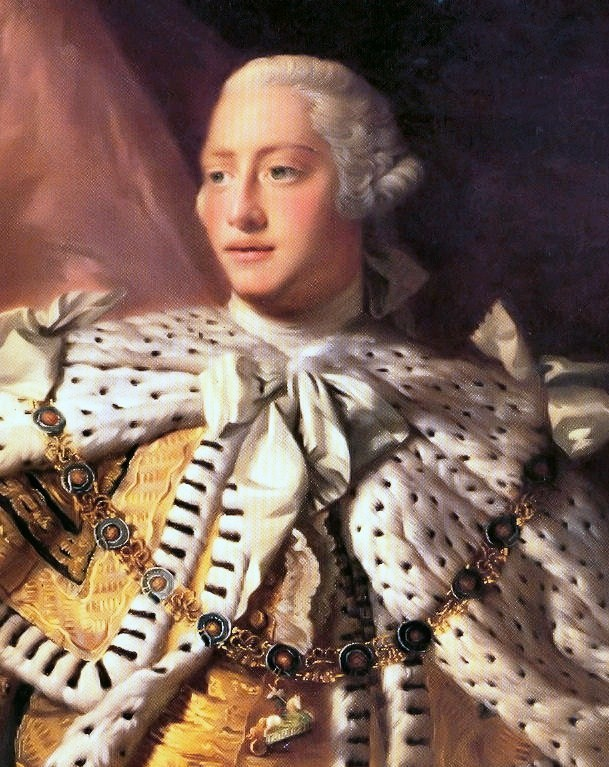
Le roi du Royaume-Uni George III perd le territoire lors de la révolution américaine.

La Déclaration d'indépendance, la Déclaration des droits de l'État de Virginie, ainsi que la Déclaration des droits de 1789 influencèrent les rédacteurs de la Déclaration des droits de l'homme et du citoyen de 1789 en France. Aux XIXe et XXe siècles, pendant les processus de décolonisation, elles servirent de référence à des chefs indépendantistes, comme ce fut le cas pour Hô Chi Minh au Nord-Vietnam.

### Conquête de l'Ouest, industrialisation et fin de l'esclavage (1800-1917)

Processus d'entrée dans l'Union des différents États.

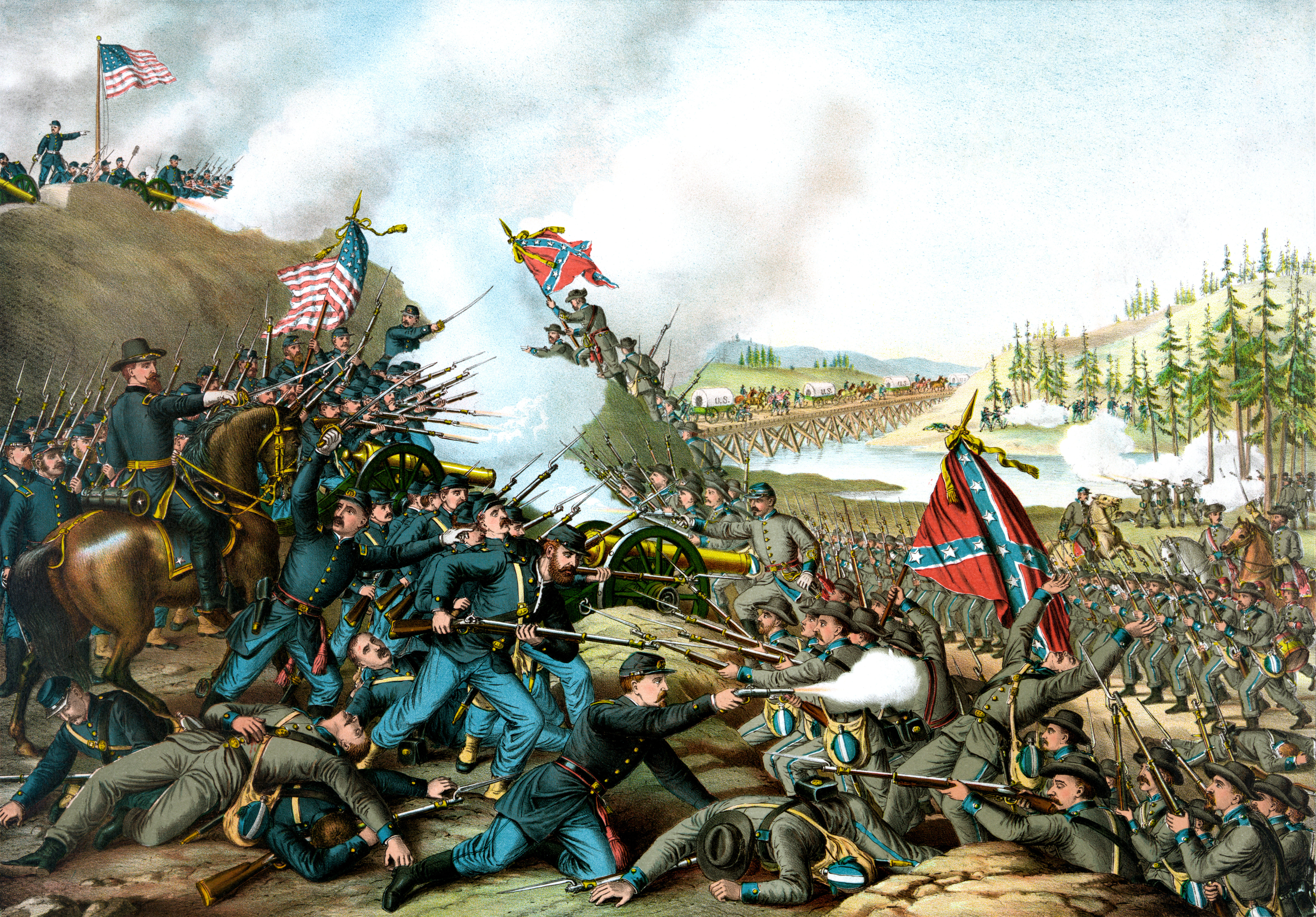
Illustration de la bataille de Franklin (1864).

L'histoire américaine au XIXe siècle est marquée par quatre questions majeures : la conquête de l'Ouest, l'esclavage dans le Sud, l'industrialisation et l'immigration.
Le territoire américain s'agrandit progressivement vers l'ouest par des achats (Louisiane à la France en 1803, Alaska à la Russie en 1867) et des conflits. Poussés par la doctrine de la « Destinée manifeste » et par le « Mythe de la Frontière », les Américains font la guerre aux Amérindiens et s'étendent vers l'Ouest. La guerre contre le Mexique (1846-1848) et le traité de Guadalupe Hidalgo entraînent l'annexion du Texas puis de la Californie. Le traité de l'Oregon (1846) définit le tracé de la frontière entre le Canada et les États-Unis à l'ouest des montagnes Rocheuses. La ruée vers l'or à partir du milieu du XIXe siècle accélère la colonisation blanche de l'Ouest. En 1859, la découverte des plus importants filons d'argent de l'histoire provoque l'afflux d'aventuriers dans le Nevada, sur le Comstock Lode.
Enfin, la construction du premier chemin de fer transcontinental (1869) facilite l'intégration des nouveaux territoires. La conquête de l'Ouest s'achève avec le massacre de Wounded Knee (1890), l'annexion d'Hawaï (1898) et l'entrée de l'Arizona dans l'Union (1912).

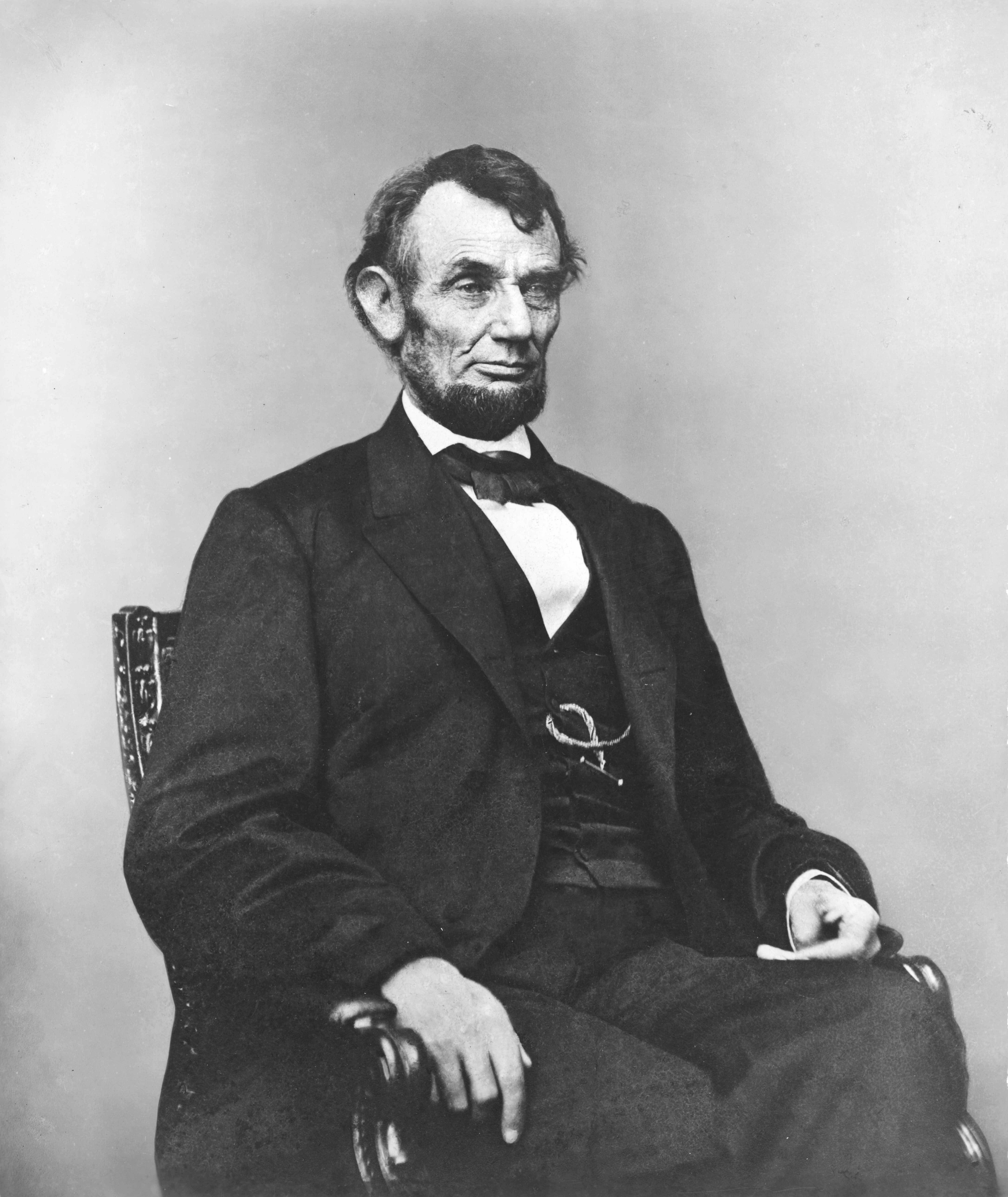
Le président Abraham Lincoln a ordonné la fin de l'esclavage.

Alors que la traite des Noirs est supprimée au niveau fédéral en 1808 et que les États du Nord ont aboli l'esclavage entre 1777 et 1804, les planteurs du Sud continuaient de défendre cette institution. Ont lieu entre 1801 et 1815 les Guerres barbaresques afin de protéger les navires américains des pirates barbaresques qui les capturent et mettent en esclavage les marins, ce sont les premières guerres extérieures des États-Unis. En 1860, Abraham Lincoln, candidat du parti antiesclavagiste, remporte l'élection présidentielle : sept États esclavagistes font alors sécession et forment les États confédérés d'Amérique. La bataille de Fort Sumter (avril 1861) marque le début de la guerre de Sécession qui fit 970 000 victimes (3 % de la population américaine), dont 620 000 soldats. La guerre se termina en 1865, à l'avantage des États du Nord, protectionnistes et égalitaires face à ceux du Sud, libre-échangistes et esclavagistes. Après cette victoire, trois nouveaux amendements à la constitution sont votés pour abolir l'esclavage, libérer les quatre millions d'esclaves, leur donner la citoyenneté et le droit de vote. Mais les lois Jim Crow introduisent la ségrégation raciale dans le Sud, jusque dans les années 1950-1960. La guerre de Sécession a également pour conséquence de renforcer le pouvoir fédéral.
L'industrialisation débute à partir des années 1850. Elle entraîne des bouleversements démographiques, économiques et sociaux. Les villes américaines se multiplient et grandissent rapidement. L'immigration s'accélère et se diversifie. À la fin du XIXe et au début du XXe siècle, la deuxième révolution industrielle voit l'apparition de la société de consommation et de l'automobile. Les premiers gratte-ciel sont construits dans les centres-villes de Chicago et New York. La presse écrite pénètre dans de nombreux foyers grâce aux gros tirages permis par l'invention de la rotative.
Le pays remporte la guerre hispano-américaine en 1898 : Porto Rico et les Philippines passent sous contrôle de Washington, et Cuba devient un protectorat des États-Unis.

### Élévation du pays au rang d'hyperpuissance à travers les guerres (1917-1991)

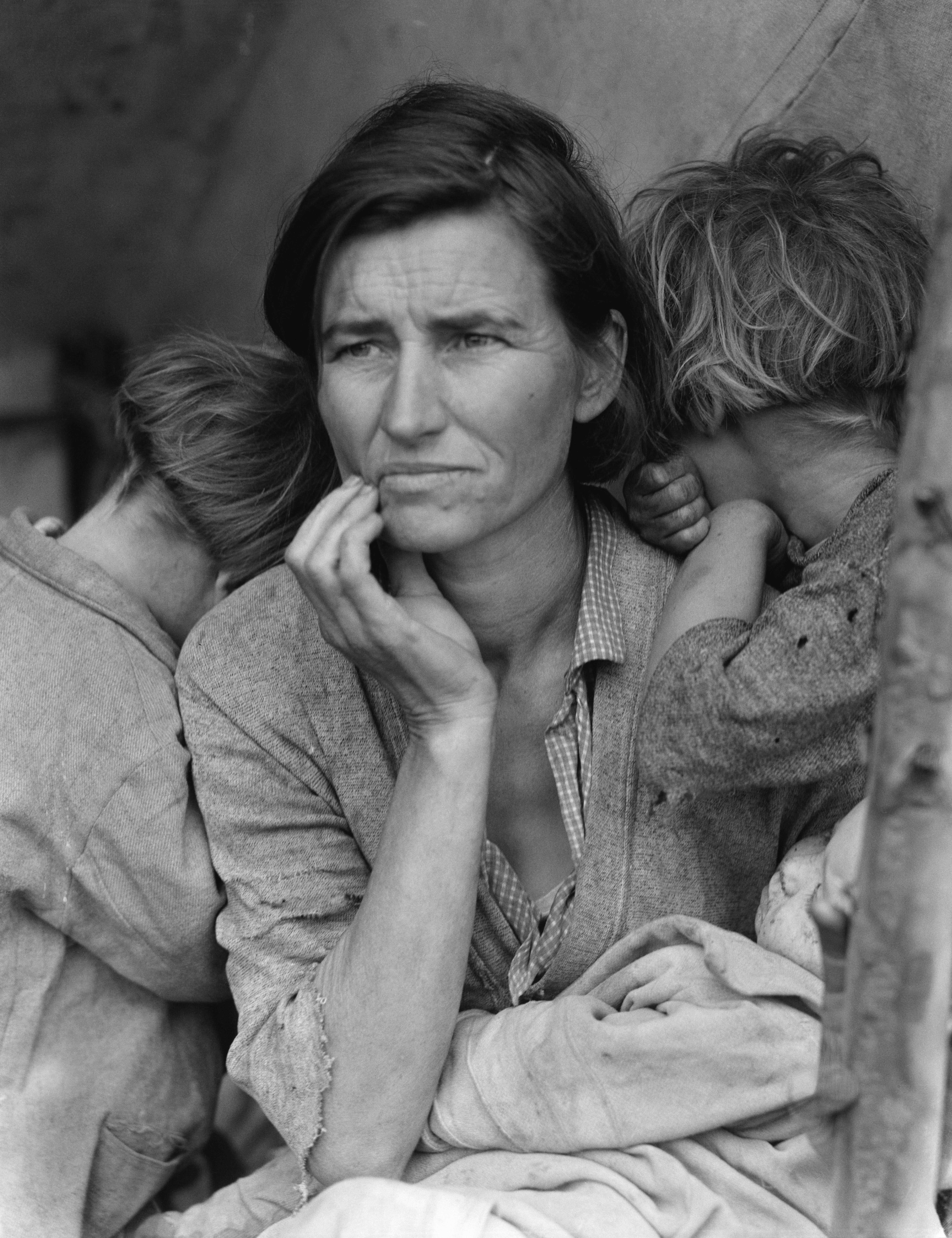
Mère migrante, photographie de Dorothea Lange (1936).

C'est véritablement la Première Guerre mondiale qui consacre la puissance américaine ; au XXe siècle, les États-Unis deviennent la première puissance économique, culturelle, politique et militaire du monde. D'abord neutre au début de la Première Guerre mondiale, le pays s'engage dans la Triple-Entente sous la présidence de Woodrow Wilson et entre en guerre le 6 avril 1917. Le pays dès lors renverse le rapport de force dans le conflit. Le Congrès des États-Unis refuse de ratifier le traité de Versailles (1919) et d'intégrer la Société des Nations, fidèle au principe de l'isolationnisme. L'entre-deux-guerres est d'abord une période de prospérité matérielle et d'effervescence culturelle appelée les « Roaring Twenties ». Les femmes puis les Amérindiens obtiennent le droit de vote. C'est également le temps de la Prohibition et de la mise en place de grands travaux publics par divers présidents (le barrage Hoover et le pont du Golden Gate dans les années 1930 notamment).
La Grande Dépression de 1929 qui suit le krach de Wall Street a en effet, provoqué une montée du chômage. Le Dust Bowl affecte le sud du pays et accroît la misère des paysans. Franklin Delano Roosevelt est élu en 1932 et propose un New Deal (« Nouvelle Donne ») pour combattre la crise, en posant les bases de l'État-providence, au contraire de ses prédécesseurs Calvin Coolidge et Herbert Hoover qui menaient une politique de laissez-faire. Le chômage ne se résorbe totalement que pendant la Seconde Guerre mondiale. L'attaque japonaise contre Pearl Harbor le 7 décembre 1941 provoque l'entrée en guerre des États-Unis dans le camp des Alliés contre l'Axe, mettant fin de facto aux lois des années 1930 sur la neutralité. L'armée américaine joue un grand rôle dans la libération de l'Europe occidentale et durant la guerre du Pacifique. En août 1945, le président Harry S. Truman décide d'envoyer deux bombes atomiques sur l'empire du Japon pour le faire capituler. Les États-Unis deviennent une superpuissance aux côtés de l'URSS. La charte des Nations unies signée en juin 1945 à San Francisco, pose les bases de l'ONU, dont l'Assemblée générale siège à New York.

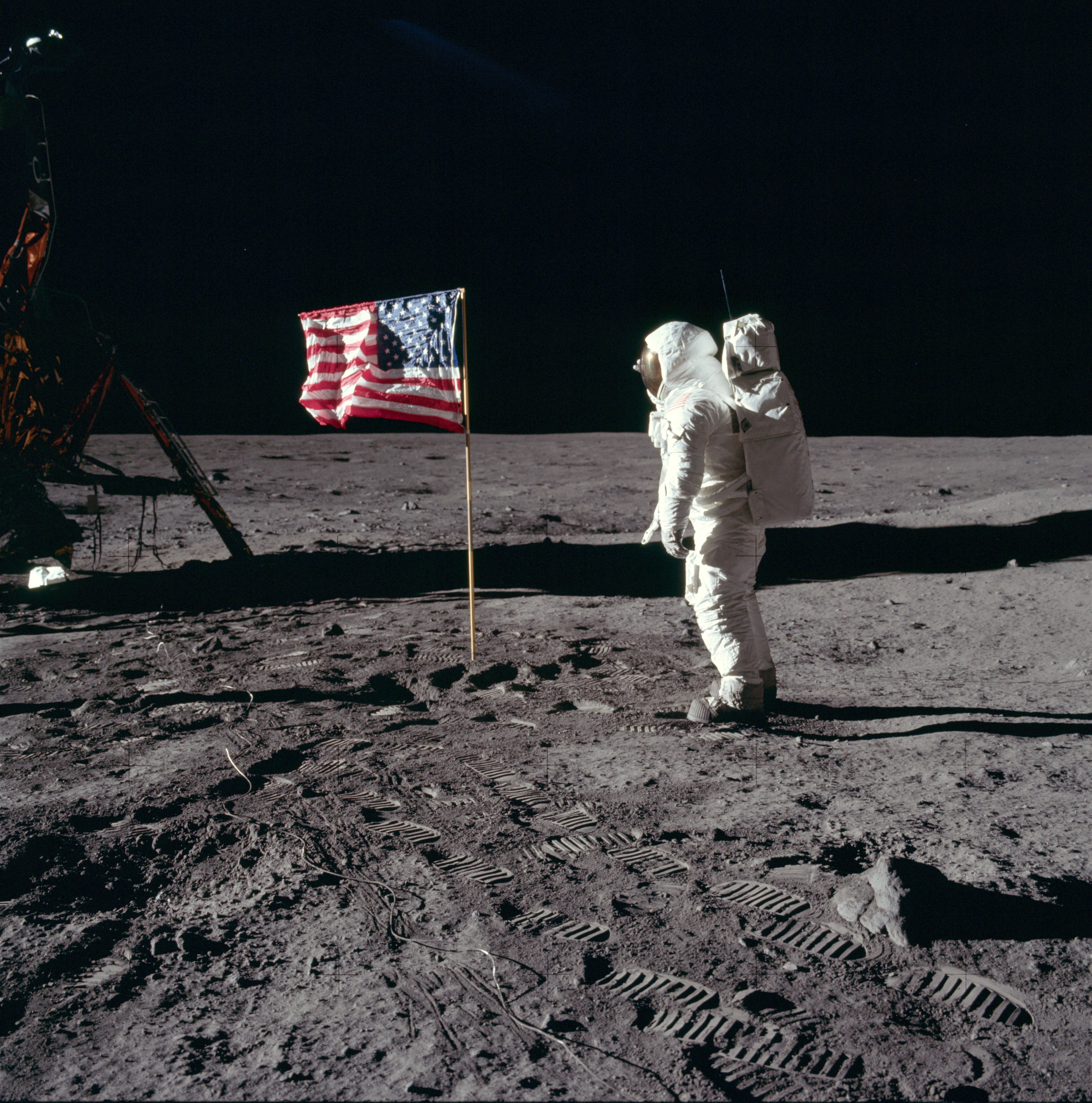
Les premiers humains sur la Lune : Buzz Aldrin est photographié par Neil Armstrong en 1969.

Dans les années qui suivent le conflit, les États-Unis se posent en meneurs du camp capitaliste face à l'Union soviétique : la guerre froide oppose alors deux modèles politiques et économiques. Afin d'endiguer le communisme, les Américains interviennent en Europe par le biais du plan Marshall — finançant la reconstruction après la guerre, mais aussi par leur présence militaire dans la capitale allemande lors du blocus de Berlin — et la création de l'Organisation du traité de l'Atlantique nord et en Asie (guerre de Corée et du Viêtnam). Dans le même esprit, en 1949, Truman affirme sa volonté d'aider les pays sous-développés à accroître leur niveau de vie par l'industrialisation, grâce à l'apport de connaissance technique des États-Unis. Depuis 1948 en outre, les États-Unis protègent diplomatiquement et fournissent en armes l'État d'Israël qu'ils ont soutenu à sa création comme un refuge pour les Juifs après le génocide qu'ils ont subi. Les États-Unis se lancent également dans la course à l'armement et à l'espace (création de la NASA en 1958, premiers pas sur la lune en 1969). En 1962, la crise des missiles de Cuba manque d'être l'élément déclencheur d'une Troisième Guerre mondiale et entraîne un embargo total des États-Unis sur Cuba décidé par John Fitzgerald Kennedy, toujours en vigueur, même si assoupli depuis.
L'histoire intérieure du pays est marquée par le mouvement afro-américain des droits civiques dans les années 1950 et 1960, mené par des Afro-Américains tels que Martin Luther King et Malcolm X et le scandale du Watergate touchant le président Richard Nixon en 1974, qui le contraint à la démission. La nouvelle politique de Ronald Reagan (dite des Reaganomics), élu en 1980, est un succès autant dans le pays qu'à l'étranger, où il favorise les relations, notamment avec l'URSS, et diminue les armements. Les États-Unis sont généralement perçus comme les vainqueurs de la guerre froide après l'effondrement du bloc communiste.

### Époque contemporaine

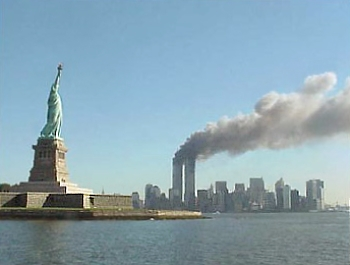
En 2001, les États-Unis sont, pour la première fois depuis la Seconde Guerre mondiale, attaqués sur leur territoire, hormis si l'on considère l'attentat du World Trade Center de 1993 et les attentats des ambassades américaines en Afrique du 7 août 1998 comme des attaques.

Depuis la fin de la Guerre froide et le démantèlement de l'Union soviétique entre 1989 et 1991, les États-Unis sont la seule hyperpuissance dans le monde. Le pays s'engage dans le réchauffement des relations diplomatiques au Proche-Orient, et participe à la guerre du Golfe. La présidence de Bill Clinton sera marquée par les guerres de Yougoslavie, par l'affaire Monica Lewinsky, l'explosion de la bulle Internet et une croissance économique continue.
George W. Bush arrive au pouvoir en 2001 après l'une des élections les plus controversées de l'histoire du pays, mais c'est une décision de la Cour suprême des États-Unis qui lui permettra de l'emporter sur Al Gore. Le 11 septembre de la même année, les États-Unis sont victimes d'une vague d'attentats terroristes islamistes qui font près de trois mille morts. En réponse, le gouvernement fédéral lance une « guerre contre le terrorisme » en Afghanistan puis en Irak. En 2005, le sud du pays est frappé par Katrina, l'un des ouragans les plus ravageurs de l'histoire. Dès 2007, le pays est touché par une crise économique et financière, provoquée par la crise des subprimes et qui deviendra mondiale. De grandes compagnies comme Lehman Brothers ou General Motors sont en faillite.
En 2008, Barack Obama est élu à la présidence et devient le premier Afro-Américain chef de l'État américain. Sa politique tranche avec son prédécesseur, notamment sur le plan intérieur, où il réussit à faire adopter une réforme du système de santé, un plan de relance de l'économie et le mariage homosexuel après une décision de la Cour suprême. En 2010, le golfe du Mexique et les plages du Sud des États-Unis sont touchés par la pire marée noire que le pays ait connue à la suite de l'explosion d'une plate-forme pétrolière de BP. Les États-Unis se réengagent militairement au Moyen-Orient dès 2014 avec une guerre contre l'État islamique en Irak et en Syrie ; deux ans plus tard, Donald Trump est élu président. Sur le plan extérieur, sa présidence sera notamment marquée par le retrait des troupes américaines d'Afghanistan. Joe Biden lui succède en 2021.
Le 21 janvier 2025, les Républicains envoient au Congrès des États-Unis une initiative visant à mettre fin à la coopération avec les Nations unies (ONU).

## Politique et administration

### Organisation des pouvoirs
| |  |  |
| Donald Trump (gauche) et J. D. Vance (droite) président et vice-président des États-Unis depuis 2025. |  |  |

Les États-Unis sont une république fédérale présidentielle bicamériste. La forme du gouvernement est celle de la démocratie représentative : le droit de vote est accordé aux citoyens américains de plus de 18 ans ; il n'est pas obligatoire.
Les citoyens américains sont gouvernés à trois échelons : le niveau fédéral depuis la capitale Washington, D.C., le niveau des États fédérés et le niveau des autorités locales (comtés, municipalités). La monnaie, la politique étrangère, l'armée et le commerce extérieur relèvent de l'État fédéral. Le pays est constitué de cinquante États fédérés qui disposent d'une pleine souveraineté dans de nombreux domaines : justice, éducation, transport, etc. Chacun des 50 États a son drapeau, son gouverneur, son congrès et son gouvernement. La législation diffère d'une circonscription à l'autre. L'ensemble des états utilise la common law à l'exception de la Louisiane qui a conservé le principe du code napoléonien.
Alors qu'il n'y avait initialement aucune langue officielle aux États-Unis, l'anglais ayant été de facto la langue nationale depuis l'indépendance, un décret présidentiel officialise l'anglais comme langue officielle du gouvernement fédéral et des agences administratives depuis le 1er mars 2025.
La Constitution américaine est la plus ancienne constitution moderne encore en vigueur (1787). Complétée par la Déclaration des Droits et de nombreux amendements, elle garantit des droits individuels aux citoyens américains. Pour être adopté, un amendement doit recueillir l'approbation des trois quarts des États fédérés après validation par une super majorité au Congrès.
Les trois pouvoirs (législatif, exécutif et judiciaire) sont séparés :
- Le pouvoir exécutif est assuré par le président et le vice-président. Ils sont élus ensemble pour quatre ans, au suffrage universel indirect. Chaque État est représenté par son collège de grands électeurs dont le nombre est approximativement proportionnel au nombre d'habitants de l'État en question. Depuis 1951, le président ne peut exercer que deux mandats. Le président est le commandant en chef, mais ne peut déclarer la guerre. Il réside à la Maison-Blanche et possède un droit de veto sur les projets de loi. Il nomme les membres de son cabinet et dirige l'Administration.
- Le pouvoir législatif revient à un Congrès composé de deux chambres, le Sénat et la Chambre des représentants, qui siègent au Capitole. La chambre des représentants compte 435 membres, élus dans le cadre de districts (congressional district) pour un mandat de deux ans. Le nombre de représentants dépend du poids démographique des États : les moins peuplés envoient un représentant au Congrès, alors que la Californie y dispose de 53 sièges. Chaque État élit deux sénateurs pour six ans, quelle que soit sa population. Le Sénat est renouvelé par tiers tous les deux ans.
- Le système judiciaire fédéral est composé de 90 courts de districts, de 13 cours d'appels et de la Cour suprême, cette dernière a un fonctionnement discrétionnaire. Les juges, choisis par le président avec l'accord du Sénat, sont nommés à vie. Les juridictions ont compétence sur les infractions fédérales. Le système judiciaire est composé d'autres tribunaux pour des questions administratives (dits Article I) et pour les territoires (dits Article IV)[44].

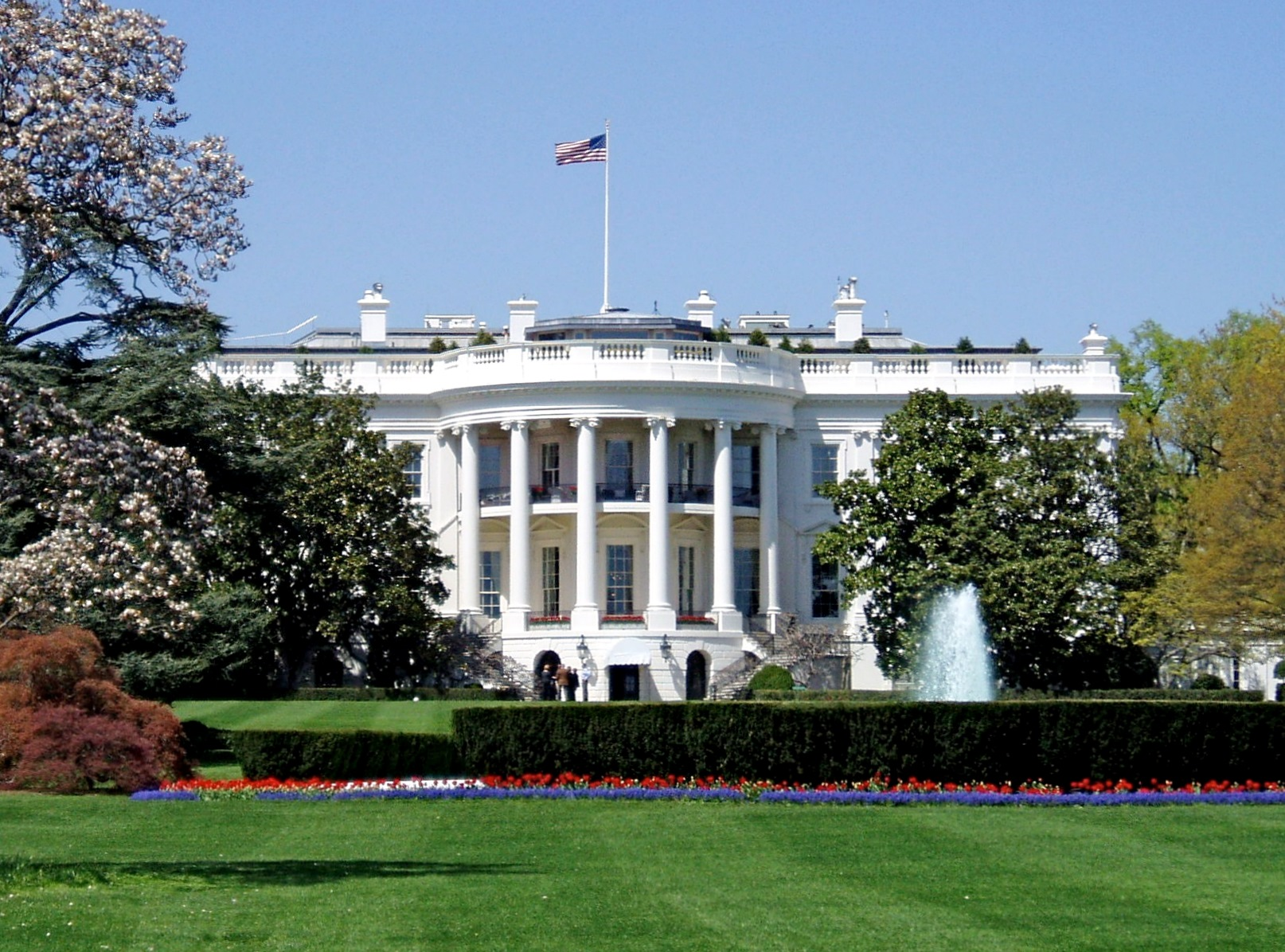
La Maison-Blanche, symbole du pouvoir exécutif.
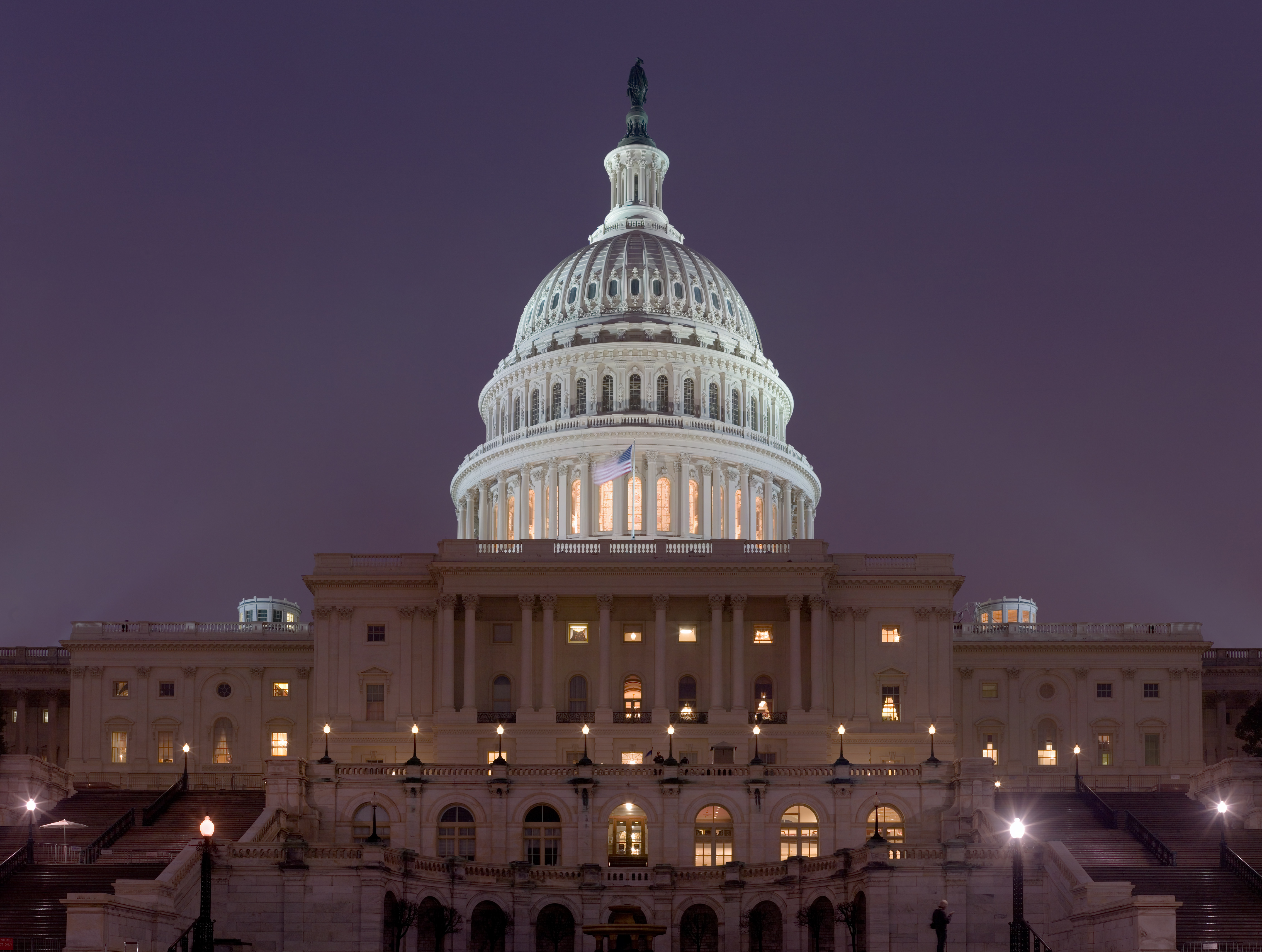
Le Capitole, siège du pouvoir législatif.
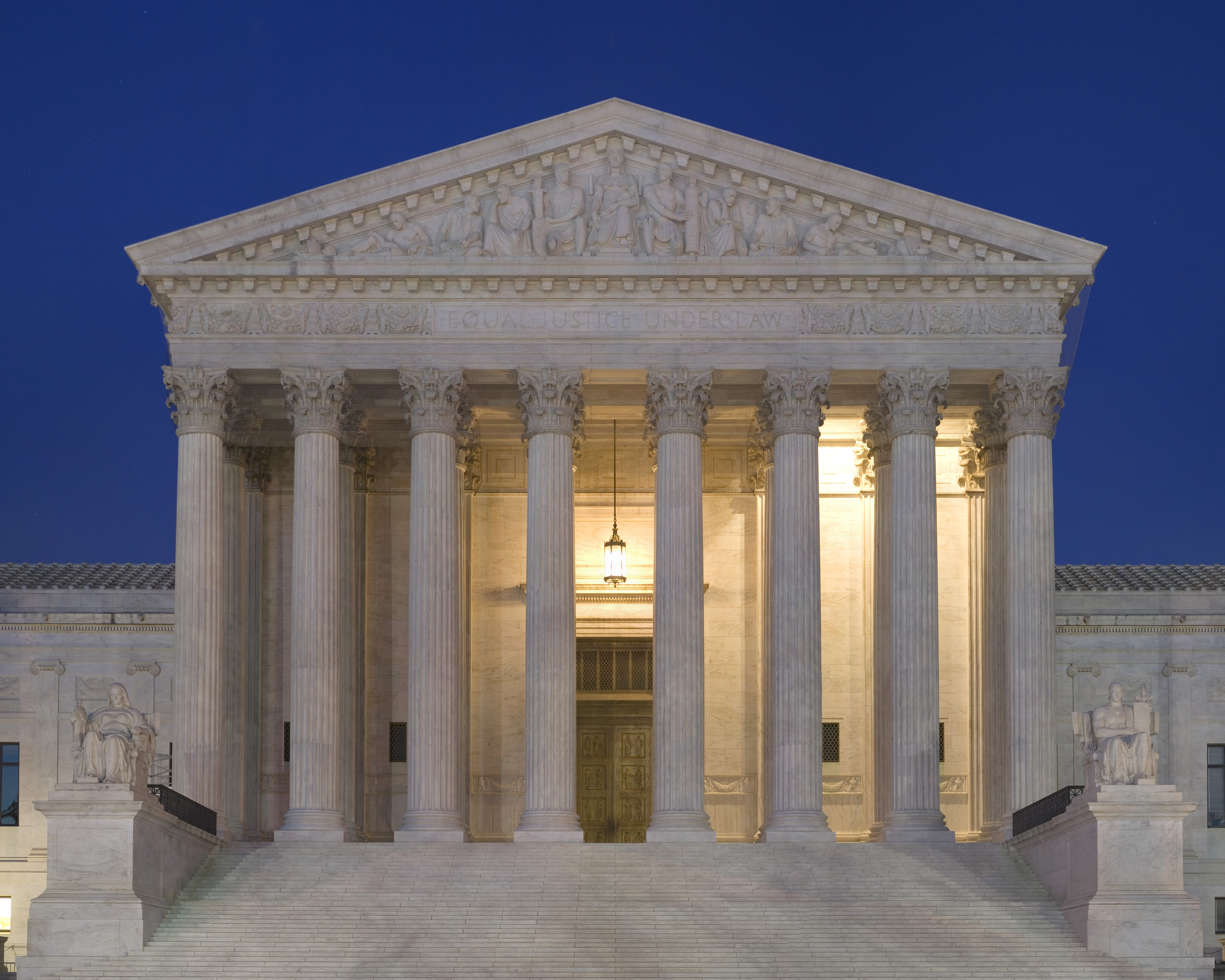
La Cour suprême, représentative du pouvoir judiciaire.

#### Conférence des maires des États-Unis
La Conférence des maires des États-Unis est une organisation officielle et non-partisane qui réunit toutes les villes américaines de 30 000 habitants ou plus. Aujourd'hui, elles sont au nombre de 1 408 villes. Ces villes sont représentées au sein de la Conférence par leur élu, le maire.

### Finances publiques

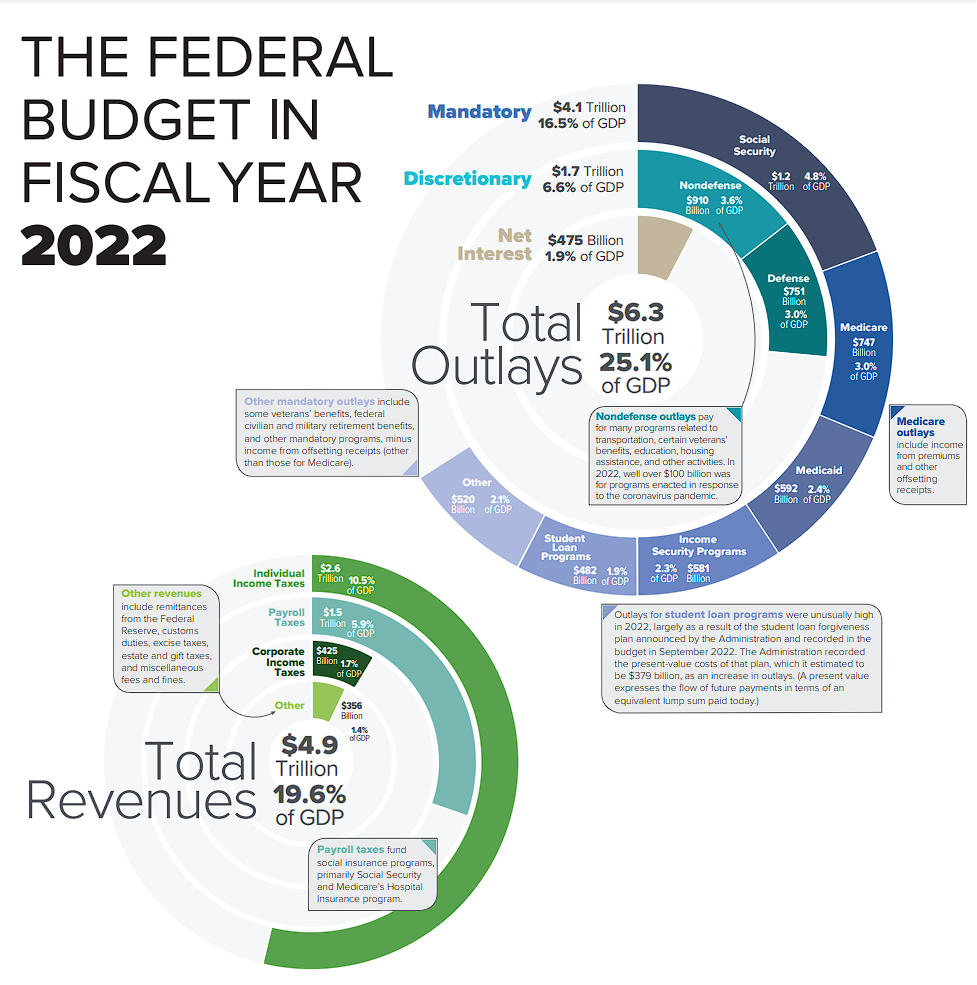
Infographie : le budget fédéral des États-Unis en 2022

Le budget fédéral des États-Unis est déficitaire. La dette des administrations publiques du pays s'élève à 161 % du PIB en 2020.
On distingue deux types de dépenses :
- les dépenses obligatoires ou automatiques (retraites, protection sociale dont Medicare et Medicaid, programmes d’aide de l’État comme les coupons alimentaires ou encore le Paycheck Protection Program) dépendent de lois existantes et sont reconduites chaque année de manière automatique. Elles sont en augmentation structurelle pour des raisons démographiques et de coûts des traitements médicaux.
- les dépenses discrétionnaires (discretionary spending), représentant moins de 40 % du budget dont les niveaux sont fixés chaque année par les lois de budget (« appropriations ») votées par les parlementaires du Congrès. Elles concernent donc le budget de la Défense (la moitié de ces dépenses), la diplomatie, l’aide extérieure, l’éducation, la justice, la santé, les transports, la recherche, etc.

Aux États-Unis, l’impôt est progressif et est prélevé aux niveaux fédéral, étatique et local. Les impôts sont prélevés sur le revenu, la masse salariale, la propriété, les ventes, les importations, les successions et les donations.
En 2020, les recettes fiscales des États-Unis s’élevaient à 25,54 % du PIB, soit le 6e pays de l’OCDE où le taux d’imposition est le plus faible.
En 2020, les cotisations pour la sécurité sociale représentaient 6,34 % du PIB, un chiffre relativement bas, mais plus élevé qu’au Canada, en Irlande ou encore en Islande.

### Découpage territorial: États et territoires
Les États-Unis sont composés de cinquante États et un district fédéral, le district de Columbia. Les quarante-huit États attenants — tous les États sauf l'Alaska et Hawaï — sont appelés États-Unis contigus (abrégé en CONUS (CONtiguous United States)) ou « lower 48 » (« les 48 plus bas ») et occupent la majeure partie du centre de l'Amérique du Nord. L'Alaska est séparé des États-Unis contigus par le Canada ; ensemble, ils forment les États-Unis continentaux. Hawaï, le cinquantième État, est situé dans le Pacifique.
En plus des territoires (Porto Rico, Guam, îles Mariannes du Nord, îles Vierges des États-Unis, Samoa américaines), les États-Unis comprennent aussi plusieurs autres espaces peu propices, voire interdits à l'habitat. L'atoll Palmyra est un territoire non incorporé, mais il est inhabité. Les îles mineures éloignées des États-Unis sont des îles inhabitées et des atolls du Pacifique et de la mer des Caraïbes. De plus, l'US Navy a établi une importante base navale dans la baie de Guantánamo à Cuba depuis 1898 et sur l'atoll Diego Garcia dans l'océan Indien depuis 1971.

### Tendances politiques, partis politiques et élections
La vie politique est dominée par deux partis : le Parti républicain et le Parti démocrate. Le Parti républicain, fondé en 1854, est actuellement considéré comme conservateur ou de droite, son symbole est l'éléphant et sa couleur le rouge depuis les années 2000. Le Parti démocrate, fondé en 1828, est qualifié de libéral (dans le sens américain du terme) : il est classé au centre-gauche et sa couleur est le bleu. Des partis de moindre importance existent, parmi lesquels le Parti libertarien, le Parti vert des États-Unis, le Parti de la réforme et le Parti de la Constitution. Les États du Nord-Est, des Grands Lacs et de la côte ouest sont réputés plus progressistes que ceux du Sud et des Montagnes Rocheuses.

### Politique étrangère et diplomatie

#### Politique étrangère

Les États-Unis sont un membre permanent au Conseil de sécurité des Nations unies.

Les États-Unis exercent une influence économique et politique sur le monde entier. Ils sont un membre permanent du Conseil de sécurité des Nations unies et la ville de New York accueille le siège des Nations unies. Quasiment tous les pays ont une ambassade à Washington, D.C. et plusieurs consuls à travers le pays. De même, presque tous les pays accueillent une mission diplomatique américaine. En revanche, l'Iran, la Corée du Nord, le Bhoutan, le Soudan, et Taïwan n'ont pas de relations diplomatiques formelles avec les États-Unis.
Les États-Unis bénéficient d'une relation spéciale avec le Royaume-Uni et des liens étroits avec l'Australie, la Nouvelle-Zélande (dans le cadre de l'ANZUS), la Corée du Sud, le Japon, Israël, et les membres de l'OTAN. Ils travaillent également en étroite collaboration avec leurs voisins par l'intermédiaire de l'organisation des États américains et d'accords de libre-échange, telles que la coopération trilatérale accord de libre-échange nord-américain avec le Canada et le Mexique. En 2005, les États-Unis ont dépensé 27 milliards de dollars en aide publique au développement, la plupart à travers le monde. Toutefois, comme part du revenu national brut (RNB), la contribution américaine représente 0,22 % et au vingtième rang de vingt-deux pays donateurs. Les sources non gouvernementales telles que des fondations privées, des sociétés, et de l'éducation et les institutions religieuses donnent pour un total de 96 milliards de dollars. Le total combiné est de 123 milliards de dollars, soit le plus important dans le monde et le septième en pourcentage du RNB.

#### Défense et forces armées

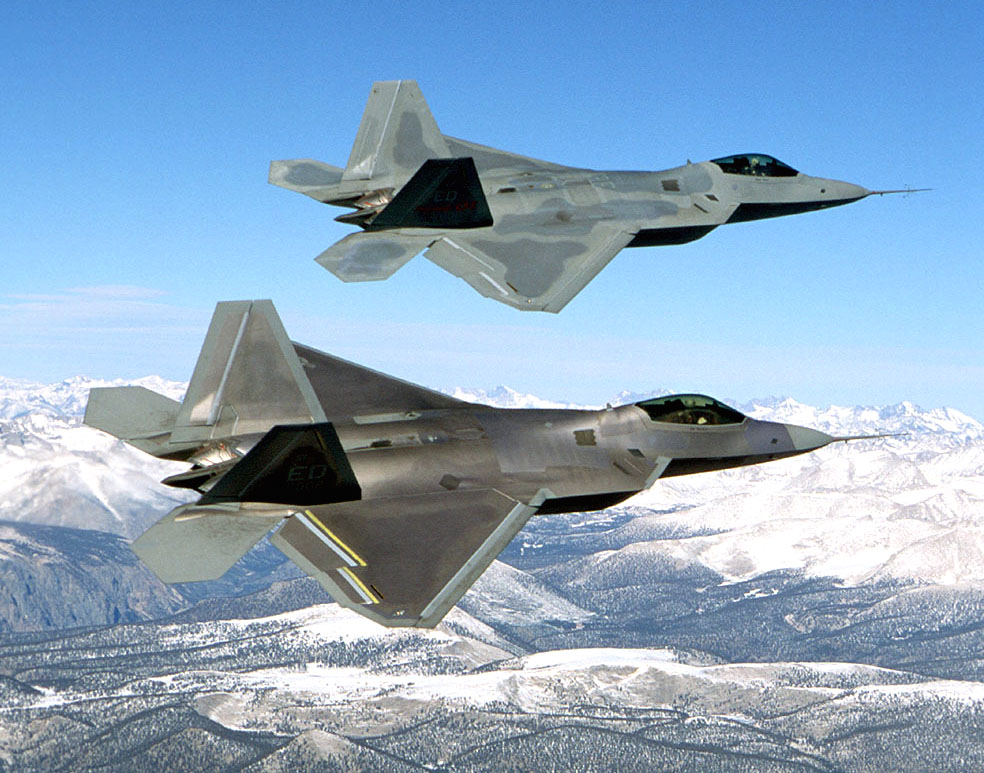
Le F-22, seul avion de combat furtif de cinquième génération opérationnel au monde.

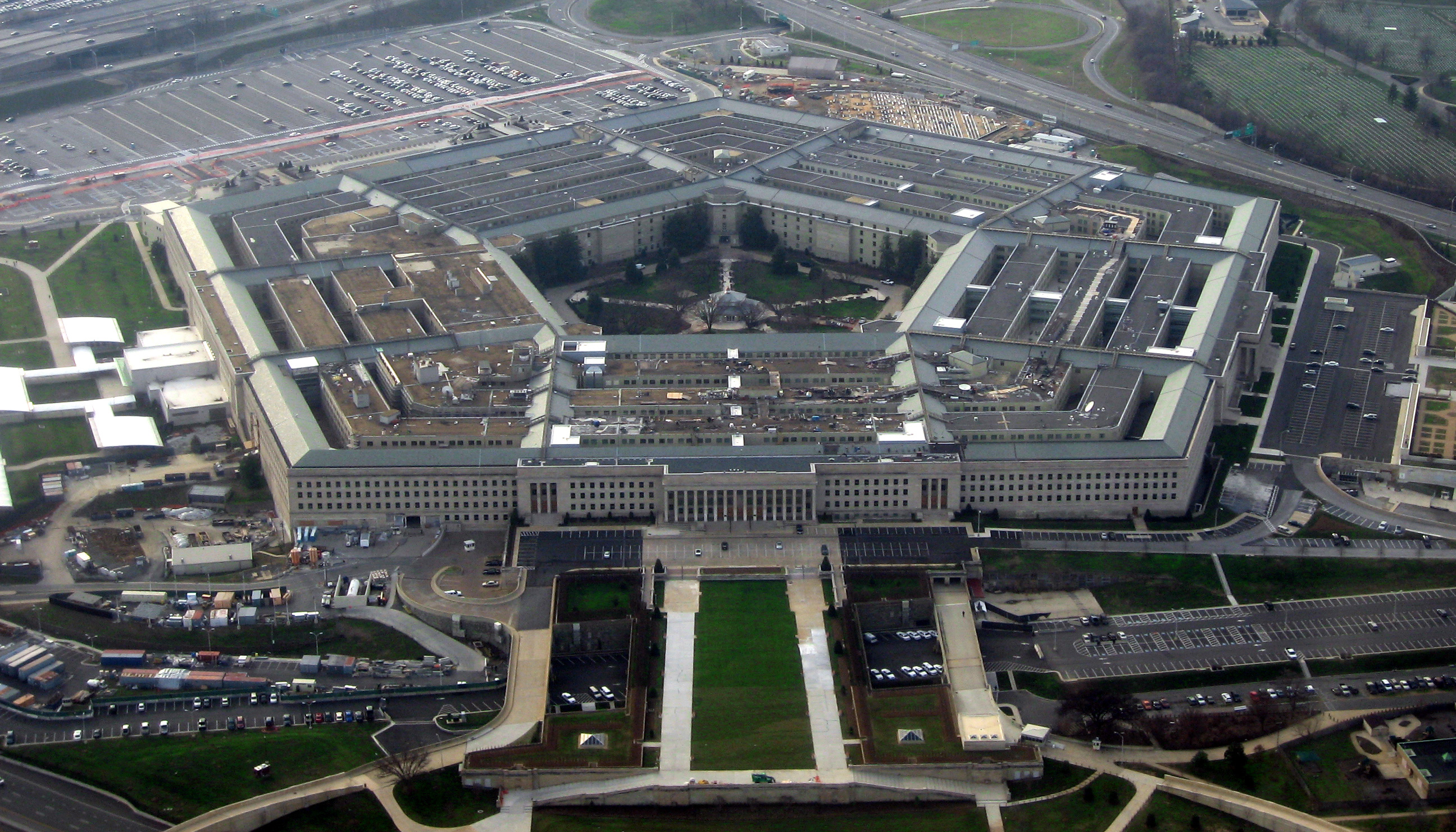
Le Pentagone, siège du département de la Défense des États-Unis.

Le président détient le titre de commandant en chef de la nation et peut à ce titre selon son seul avis utiliser la bombe atomique. Il dirige les forces armées et nomme ses dirigeants, le secrétaire à la Défense et ceux du Comité des chefs d'état-major interarmées. Le département de la Défense des États-Unis administre les forces armées, y compris l'armée, la marine, le Marine Corps, et la force aérienne. La garde côtière est dirigée par le département de la Sécurité intérieure en temps de paix et par le département de la Marine en temps de guerre. En 2005, les forces armées avaient 1,38 million de personnels en service actif, en plus de plusieurs centaines de milliers dans la réserve et la Garde nationale, pour un total de 2,3 millions de soldats. Le ministère de la Défense emploie également environ 700 000 civils, sans compter ceux des services sous-traitants. Le service militaire est volontaire, bien que la conscription puisse se produire en temps de guerre par le biais du système de service sélectif. Les forces américaines peuvent être déployées rapidement par l'armée de l'air grâce à sa grande flotte d'avions de transport et de ravitaillement aériens, l'United States Navy composée de onze porte-avions, et les Marine Expeditionary Unit en mer sur tous les océans du globe. Hors des États-Unis, les forces armées sont déployées sur 770 bases et installations, sur tous les continents à l'exception de l'Antarctique.
Le total des dépenses militaires des États-Unis en 2013, plus de 640 milliards de dollars, comptait pour 36 % des dépenses militaires officielles mondiales et était égal à la somme des neuf autres budgets militaires les plus importants combinés. Les dépenses par habitant en 2006 étaient de 1 756 $, soit environ dix fois plus que la moyenne mondiale. À 4,06 % du PIB, les dépenses militaires des États-Unis sont cependant classées 27e sur 172 nations. Le coût estimé de la guerre d'Irak pour les États-Unis jusqu'en 2016 est de 2 267 milliards de dollars. En date du 17 octobre 2008, engagés dans deux opérations militaires majeures, les États-Unis ont subi pendant la guerre d'Irak des pertes de 4 500 militaires tués et plus de 30 000 blessés et 615 tués durant la guerre d'Afghanistan depuis 2001.

#### Relations avec le Royaume-Uni depuis la révolution américaine

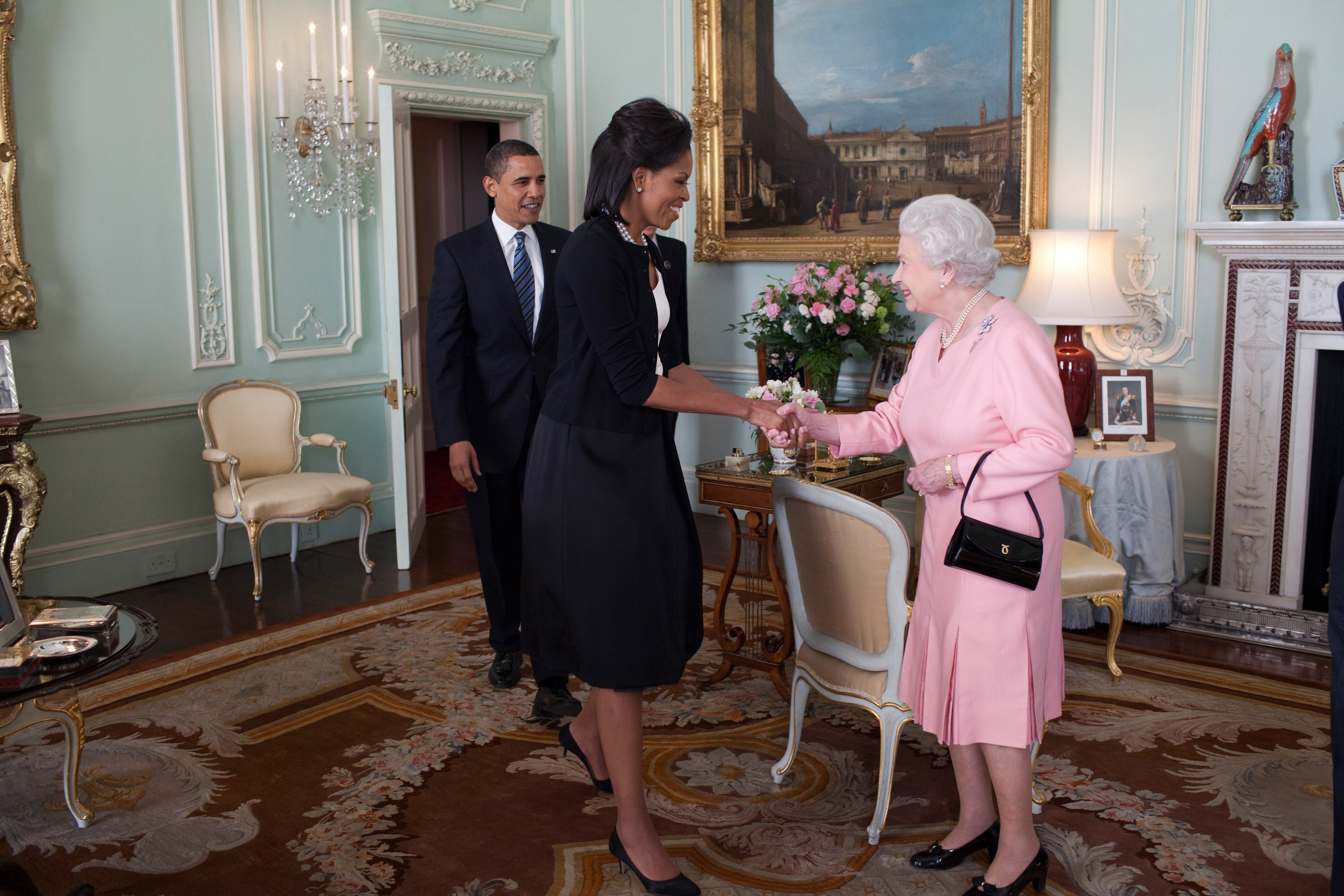
La reine Élisabeth II rencontre le président des États-Unis Barack Obama et sa femme Michelle (2009).

Quand le Royaume-Uni reconnaît l'indépendance des États-Unis en 1783, des relations diplomatiques officielles sont rapidement mises en place dès 1785. De cette période jusqu'à aujourd'hui, les États-Unis n'ont pas d'allié plus proche que le Royaume-Uni et la politique étrangère britannique met l'accent sur une coordination étroite avec les États-Unis. Reflétée par la langue commune, les idéaux et les pratiques démocratiques des deux nations, une coopération bilatérale est établie entre les deux États. Les États-Unis et le Royaume-Uni se consultent continuellement sur la politique étrangère et les problèmes mondiaux. Enfin les deux États partagent les principaux objectifs de politique étrangère et de sécurité.

### Politique systémique d'influence
Le gouvernement fédéral exerce une politique systématique d'influence, en s'appuyant sur la Common law, le soft power et la normalisation internationale. Le gouvernement américain cherche à influencer les organisations multilatérales mondiales (OCDE, ONU, OIT), les institutions européennes et en particulier la Commission européenne, les enceintes privées (Chambre de commerce internationale, Business Action for Sustainable Development, International Accounting Standards Board), et les organisations de protection de l'environnement. L'influence s'exerce aussi dans les pratiques commerciales et les doctrines de l'aide au développement. Elle s'exerce enfin dans la sphère socioculturelle, en utilisant la technique du social learning, par l'enseignement, la langue anglaise et le cinéma.

### Politiques environnementales

#### Protection de l'environnement et de la biodiversité
Le premier parc national, instauré aux États-Unis, est le parc national de Yellowstone (en 1872). En 2020, le pays compte 63 parcs nationaux ; le National Park Service gère 419 parcs et réserves et emploie plus de 20 000 salariés aux États-Unis ainsi que 315 000 bénévoles. Ils couvrent une superficie totale de 34,4 millions d’hectares (344 000 km2) soit environ 28 % du territoire américain.

#### Politiques fédérales

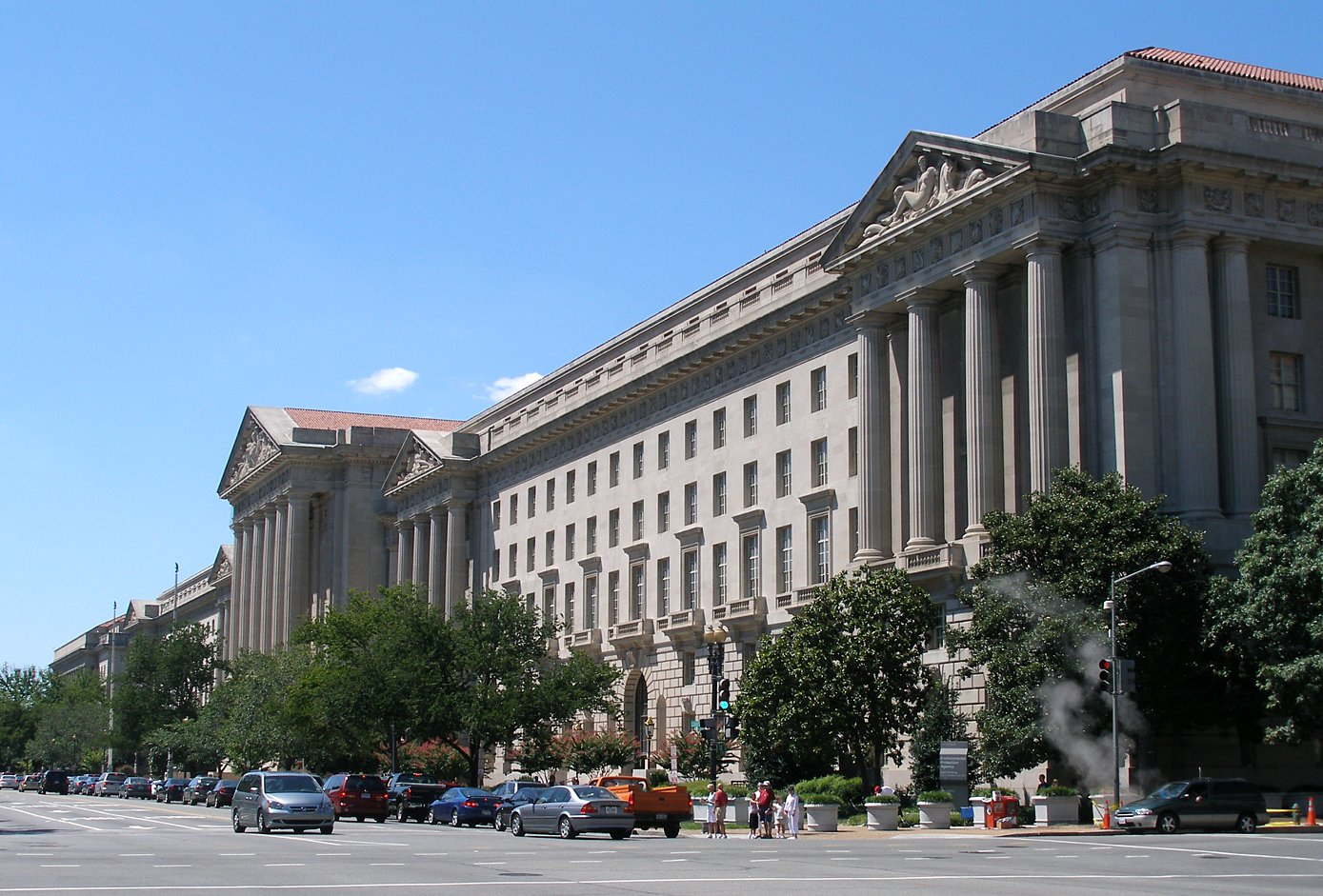
Siège de l'Agence de Protection de l'Environnement à Washington DC.

La protection de l'environnement aux États-Unis repose sur la réglementation par l’État (généralement désignée sous le nom de command and control) : elle est le fondement de la plupart des grandes lois de protection de l’environnement votées durant l’âge d’or législatif de l’environnementalisme américain dans les années 1960 et 1970. Elle se combine avec le rôle de l’EPA (Environmental Protection Agency), créée en 1970 pour permettre à l’État fédéral américain d'appliquer la politique de lutte contre la pollution.
Plusieurs lois environnementales sont votées dès les années 1960-1970 : Clean Air Act (loi sur la qualité de l’air), Wilderness Act (loi sur les aires protégées), National Environmental Policy Act (NEPA : stratégie nationale de préservation de l’environnement), Clean Water Act (loi sur l’eau, révision de la loi de 1972), Federal Insecticide, Fungicide and Rodenticide Act, etc. En 1973, la loi sur les espèces en danger (Endangered Species Act ou ESA) a été adoptée afin de protéger les animaux menacés d'extinction, mais aussi les écosystèmes fragilisés par les activités humaines. Deux agences fédérales sont chargées de la faire respecter : le United States Fish and Wildlife Service et les NOAA Fisheries pour les espèces aquatiques.
L'« Inflation Reduction Act », promulgué en 2022 par Joe Biden, prévoit 369 milliards $ de crédits sur dix ans pour réduire les émissions de gaz à effet de serre, avec l'objectif de les réduire de 50 à 52 % d'ici 2030 par rapport à 2005. Cette loi est présentée par le périodique Le Grand Continent comme « l’action la plus importante jamais entreprise aux États-Unis en matière de lutte contre le changement climatique. » La précédente loi comparable, l’American Recovery and Reinvestment Act de 2009, prévoyait 80 milliards de dollars d'investissements dans les technologies vertes et les énergies renouvelables. L'objectif global est de favoriser la transition énergétique aux États-Unis et de mettre en œuvre une réelle politique industrielle verte.

#### Engagements internationaux pour le climat

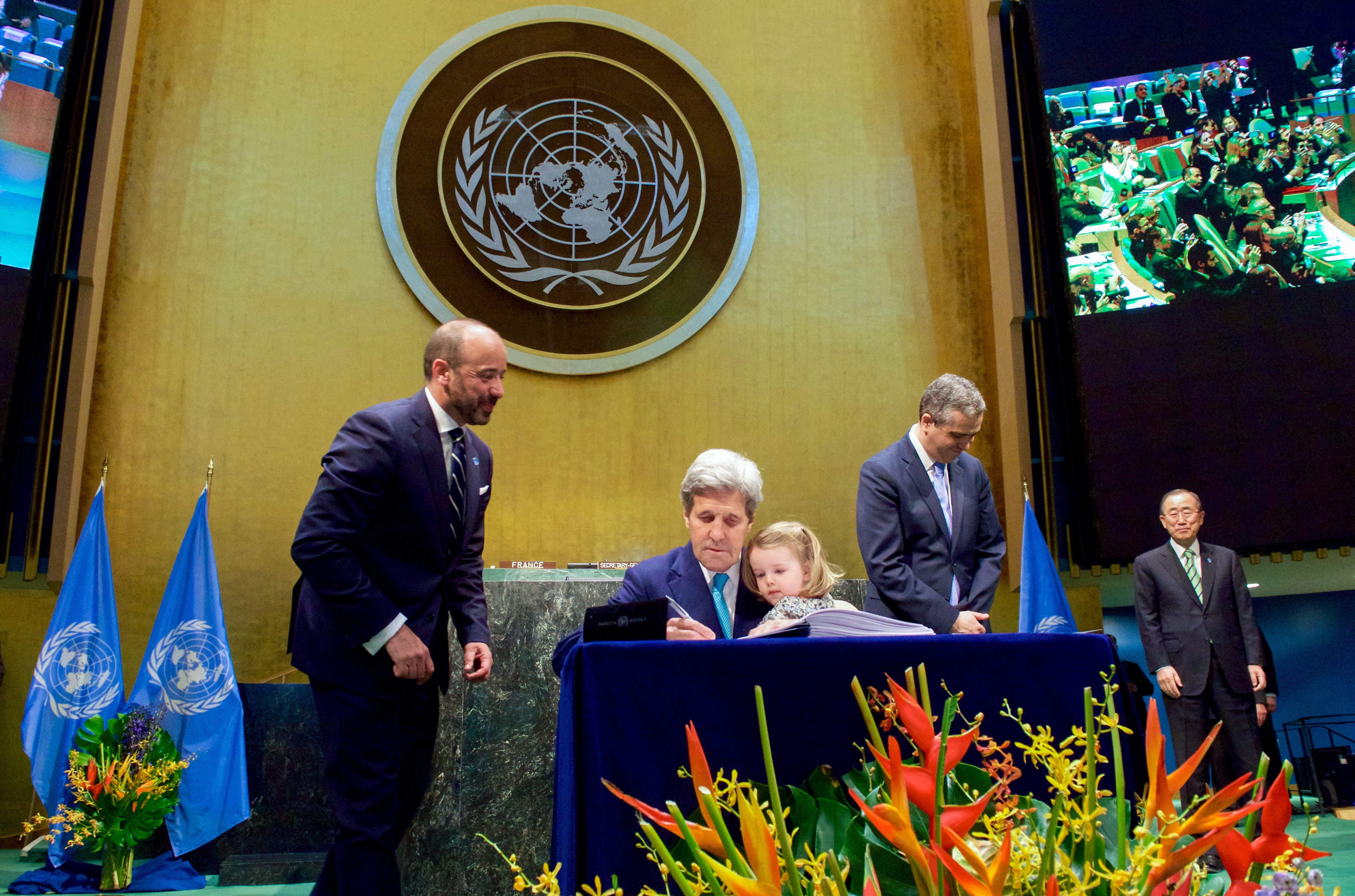
Signature de l'Accord de Paris sur le climat par John Kerry dans la salle de l'Assemblée générale des Nations unies pour les États-Unis

L'administration Clinton a signé le protocole de Kyoto en décembre 1997, mais celui-ci n'a pas été accepté par le Congrès. Les États-Unis sont le seul pays des Huit à n'avoir toujours pas ratifié ce protocole, même si la Californie s'est engagée à atteindre ses objectifs. La taxe carbone a également été envisagée à la fin des années 1990, sur la base des travaux de l’économiste William Nordhaus. Elle a été brièvement mise en avant par l’administration Clinton à ses débuts. Aujourd'hui, le principe de la taxe carbone a des soutiens dans le monde universitaire et parmi les experts en politique publique. Les émissions de gaz à effet de serre des États-Unis sont en rapport avec les distances qui séparent les grandes villes, l'étalement urbain des métropoles, la relative faiblesse de l'utilisation des transports en commun et les aléas climatiques : lorsque l'hiver est moins froid dans le Nord du pays, les émissions de dioxyde de carbone diminuent. Elles dépendent également du prix du pétrole : lorsque ceux-ci augmentent, les centrales thermiques se tournent vers le gaz dont la combustion émet moins de CO2. D'après l'EPA, les émissions de GES ont baissé de 1,1 % en 2006 aux États-Unis, le Texas étant dans le peloton de tête des États polluants.
Dès son investiture en janvier 2021, le président Joe Biden réintègre les États-Unis dans l'Accord de Paris sur le climat. Joe Biden décide aussi que soient examinées toutes les mesures prises par l’administration précédente en matière environnementale pour définir dans quelle mesure celles-ci contribuent à la protection de l'environnement. Durant le premier trimestre de la présidence Biden, 17 nouvelles mesures de protection de l’environnement ont été ajoutées et 22 des mesures régressives introduites par la Donald Trump ont été abrogées. En avril, Joe Biden organise un « Sommet des dirigeants sur le climat » au cours duquel il annonce un objectif de réduction des émissions de gaz à effet de serre américaines de 50 à 52 % d'ici à 2030, par rapport à 2005 ; l'engagement pris dans l'Accord de Paris en 2015 était une réduction de 26 à 28 % en 2025. L'administration Biden a pour ambition d’atteindre la neutralité carbone d'ici à 2050 et d'investir massivement dans les énergies renouvelables.

#### Politique environnementale locale

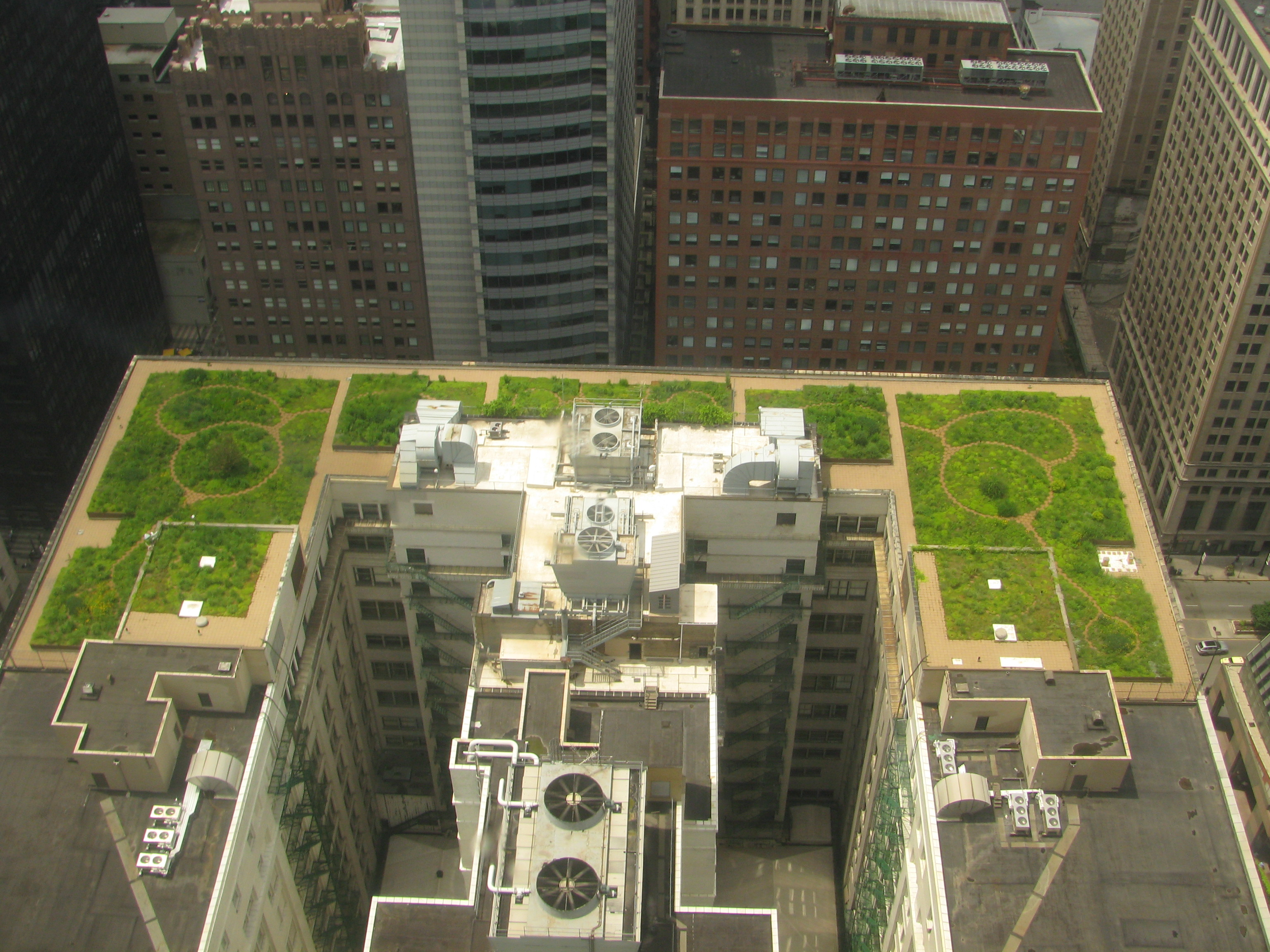
Toit vert de l'hôtel de ville de Chicago.

Une grande partie de la politique environnementale aux États-Unis se joue à l'échelon local. Fondé en 2007, le Mayors Climate Protection Center (en) est une institution de l'U.S. Conference of Mayors à laquelle participent de nombreuses municipalités américaines. Il a pour but d'encourager le développement durable dans les villes du pays. L'U.S. Mayors Climate Protection Agreement (« accord des maires des États-Unis sur la protection du climat »), lancé à l'initiative du maire de Seattle, est un accord qui vise à atteindre ou à dépasser les objectifs de réduction de gaz à effet de serre fixé par le protocole de Kyoto. Ils étaient 136 signataires en juin 2005 et 294 en 2006, représentant 49,2 millions d'habitants et quarante-quatre États (sur cinquante). En 2009, plus de 850 maires américains avaient signé l'accord. La Clean Energy States Alliance (CESA) est une organisation nationale à but non lucratif dont l'objectif est de développer la production d'énergie décarbonée aux États-Unis.

#### Opinion publique américaine
D'après James Stimson, les Américains sont majoritairement favorables à la mise en œuvre de politiques ambitieuses de protection de l’environnement, même si ces politiques ont un effet négatif sur la croissance économique. Le Yale Program on Climate Change Communication publie régulièrement des sondages et des enquêtes d'opinon qui vont aussi dans ce sens. La Green Attitude progresse parmi le peuple américain qui entraine les entreprises et les gouvernements locaux à prendre des initiatives en faveur du développement durable. L'engagement citoyen en faveur de l'environnement et pour la lutte contre le changement climatique a pu prendre à plusieurs reprises, la forme de manifestations et de grèves : en 2014 plus de 300 000 personnes ont défilé à New York. En 2017, les manifestants étaient plus d'un million dans tout le pays, 200 000 à Washington DC, contre la politique environnementale de Donald Trump. Le 15 mars 2019, plusieurs milliers de jeunes américains ont participé aux grèves scolaires pour le climat.

## Géographie, géologie, écologie

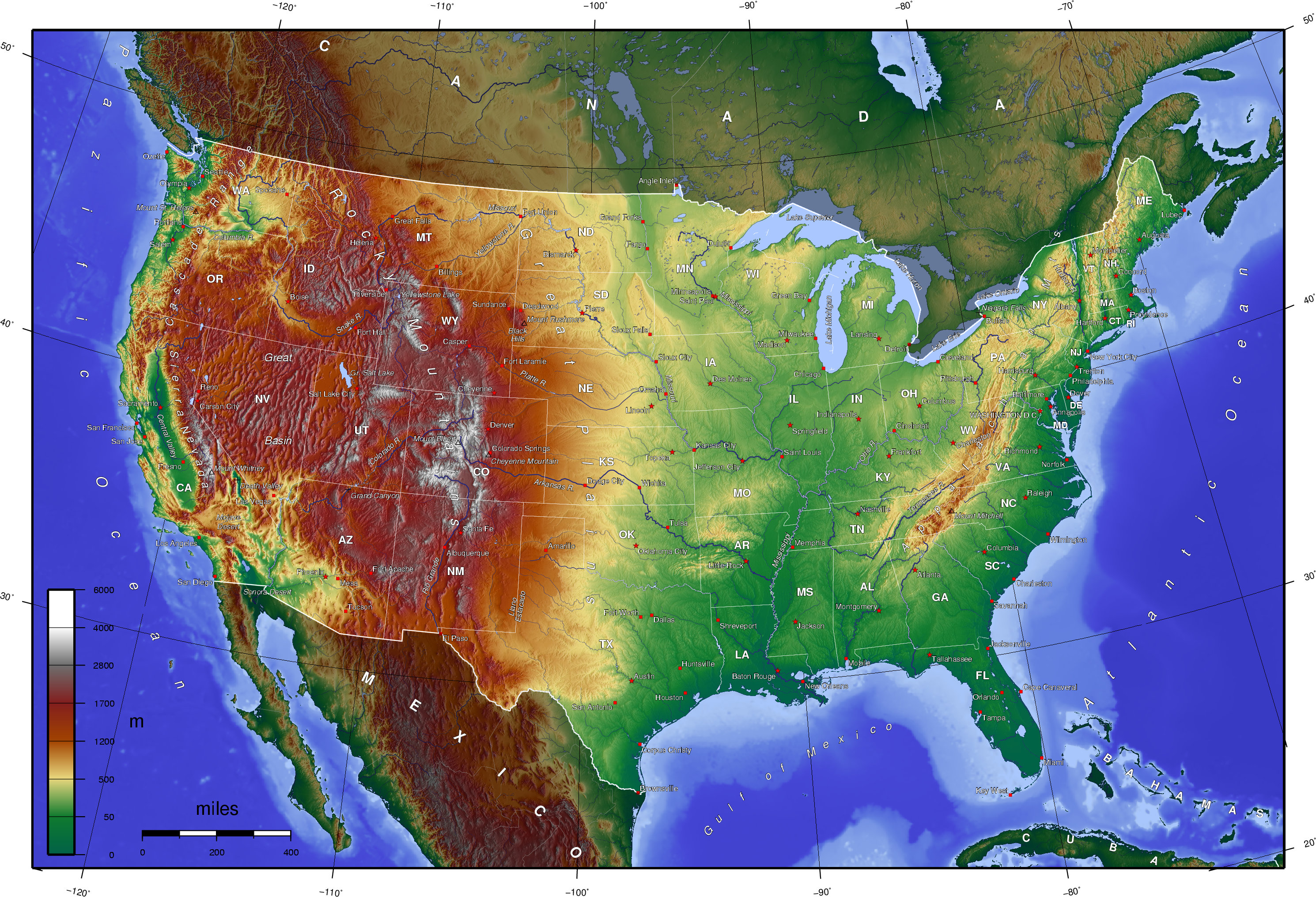
Reliefs.
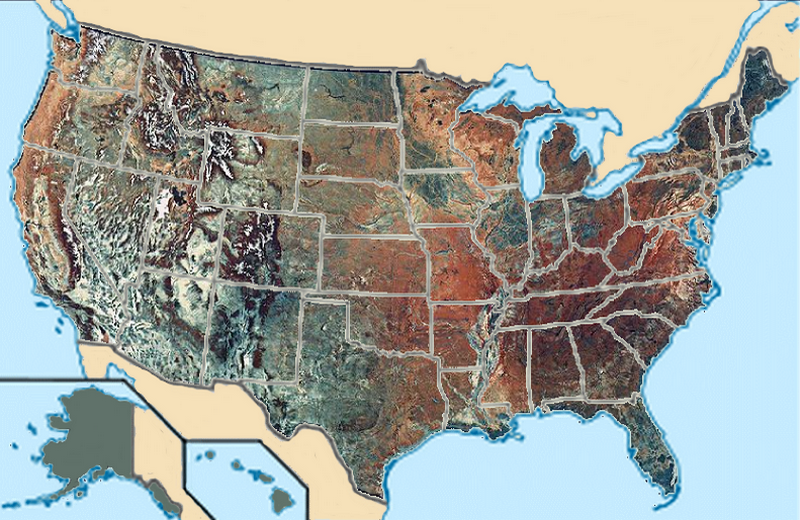
Cartographie.
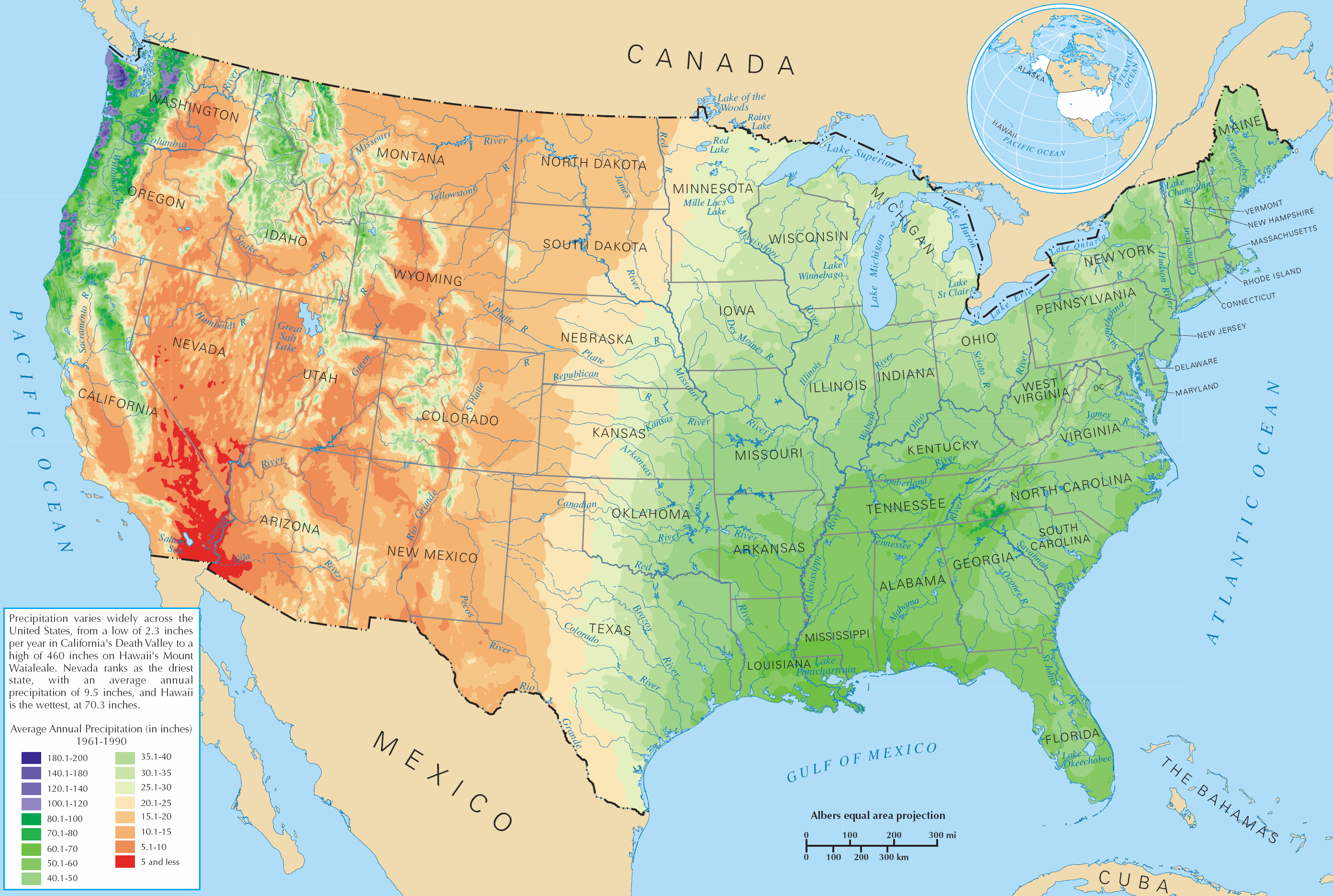
Précipitations moyennes annuelles.
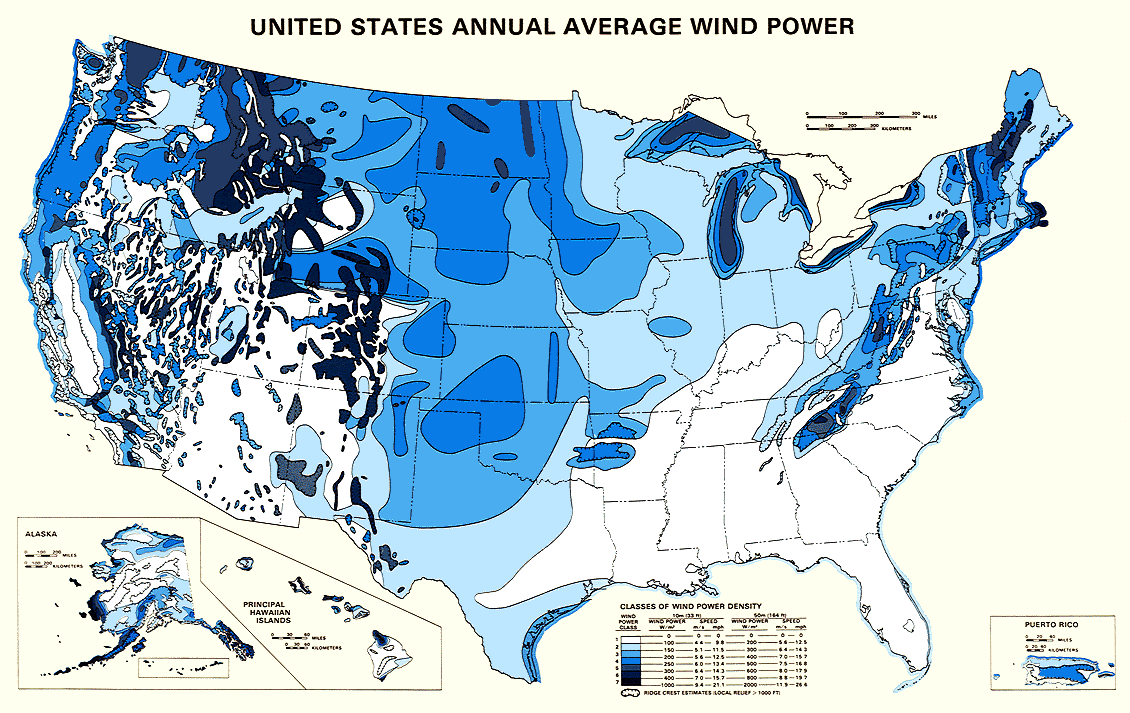
Vents.
Principales agglomérations.
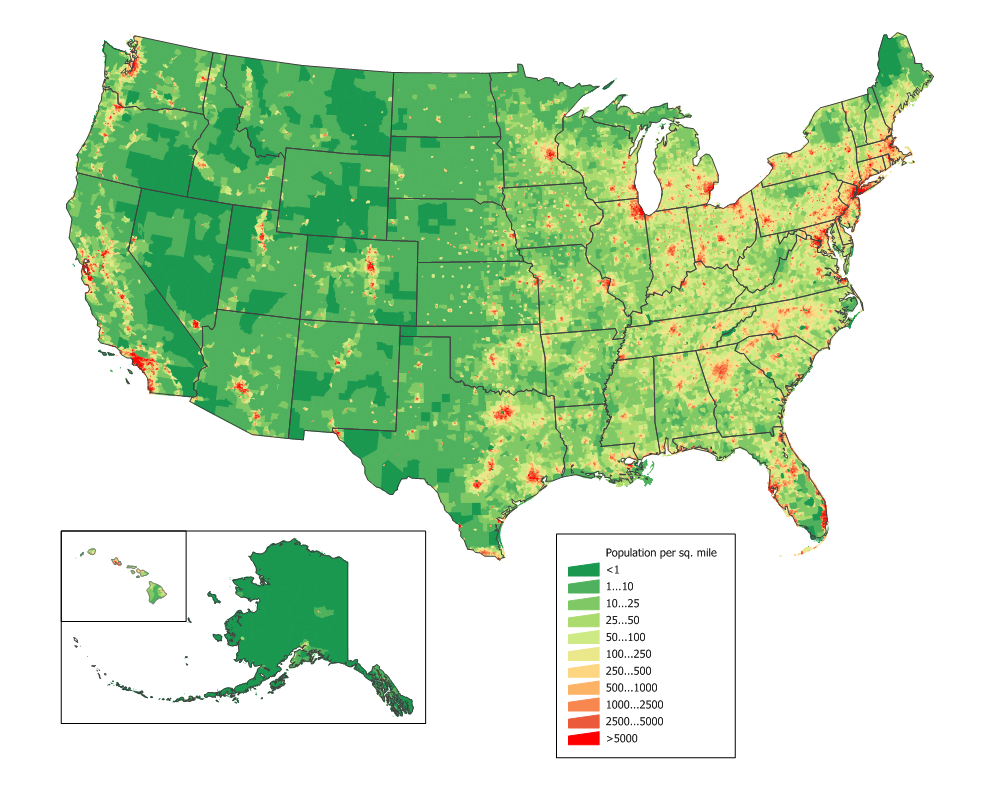
Densités de population.

### Caractéristiques générales

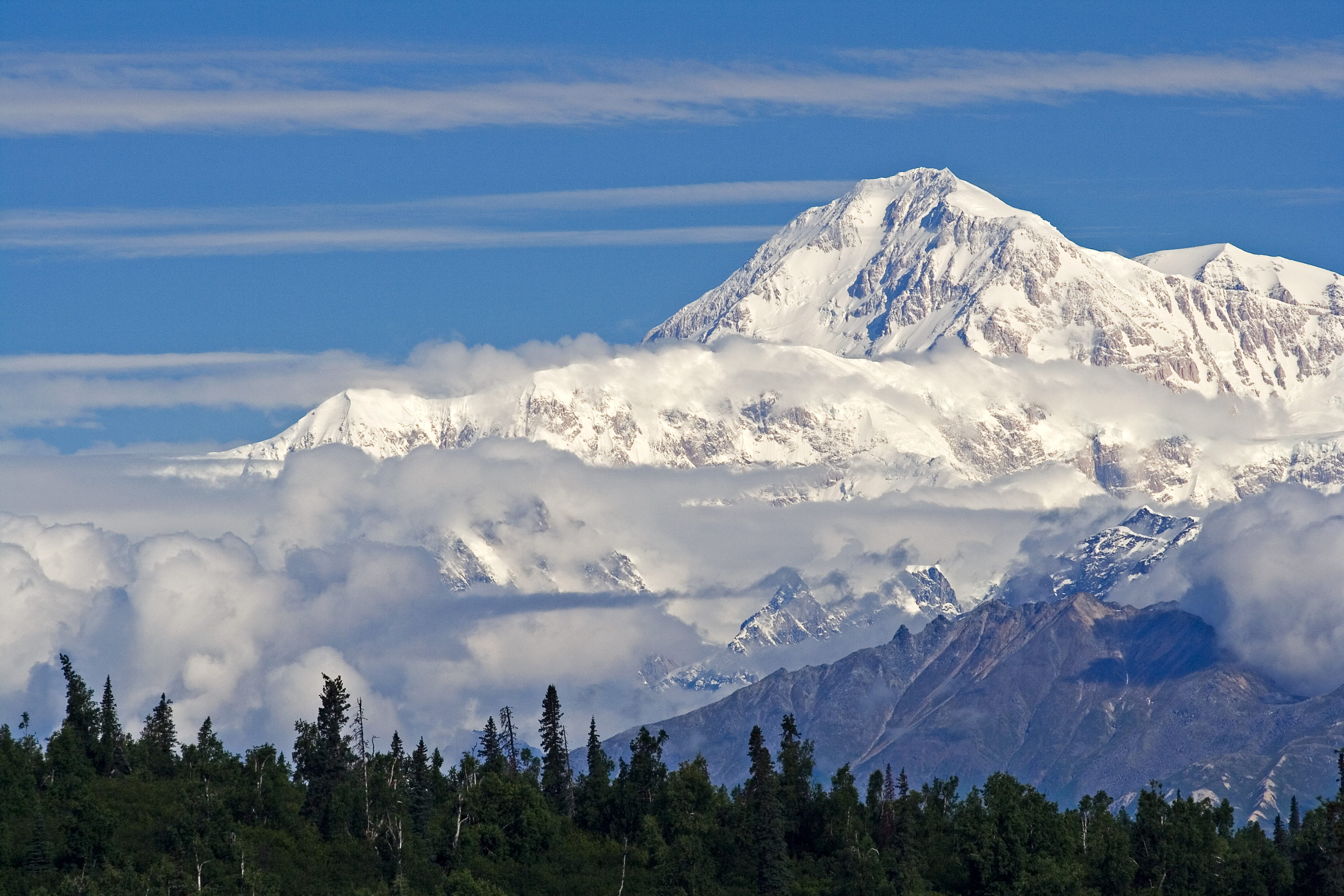
Le mont McKinley, point culminant des États-Unis (Alaska).

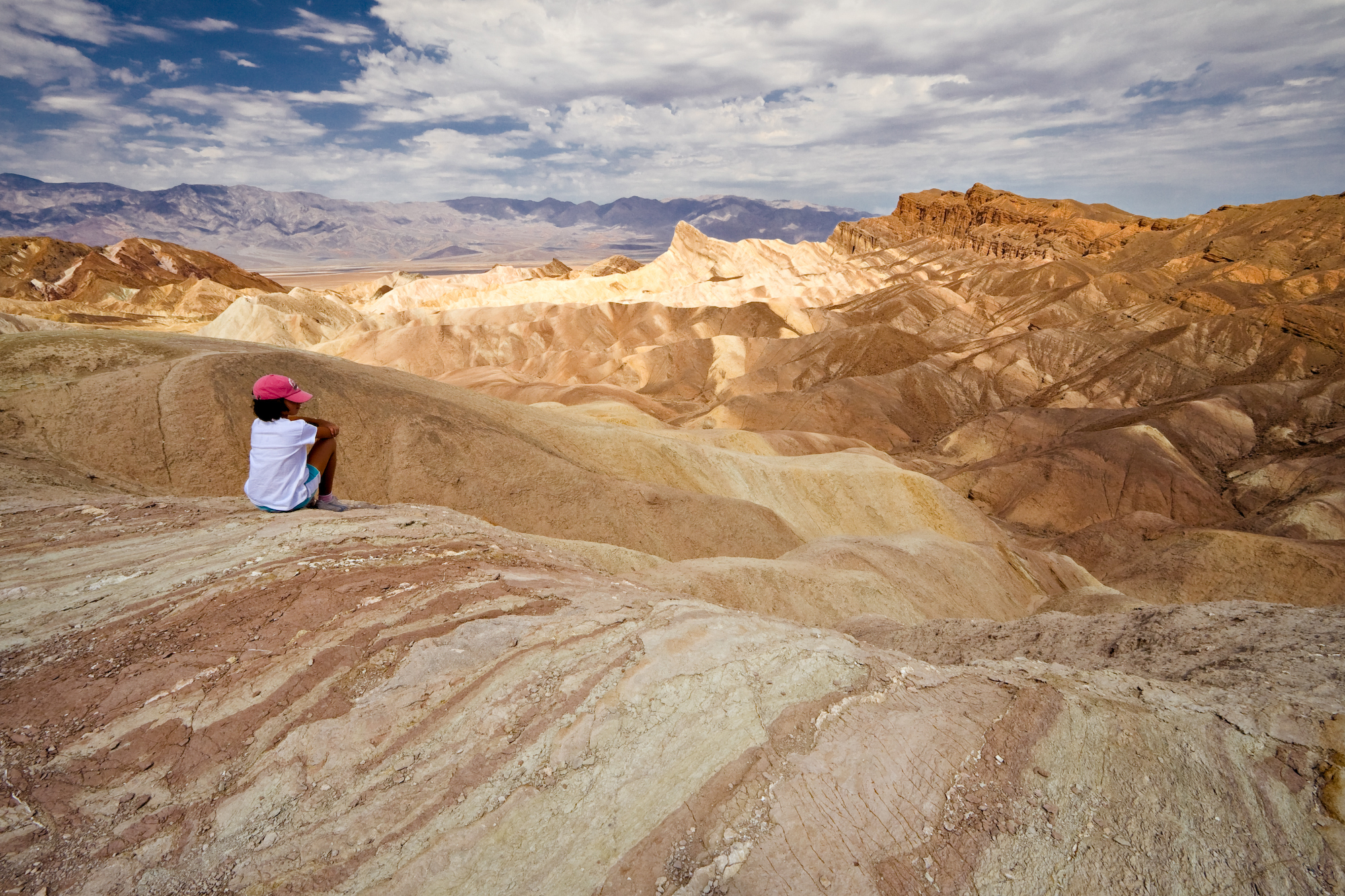
La vallée de la Mort comporte le point le plus bas des États-Unis (Californie).

Les États-Unis se classent au quatrième rang mondial en superficie (9 631 417 km2) derrière la Russie, le Canada et la Chine. Avec 7 % des terres émergées de la planète, la taille du territoire américain est comparable à celle du continent européen. Les États de l'Alaska et du Texas sont ainsi plus grands que tout autre pays européen (hors Russie). Situés en Amérique du Nord, les 48 États d'un seul tenant (appelés parfois « Mainland » ou « États-Unis continentaux »), dont la forme évoque un pentagone s'étirent sur quatre fuseaux horaires. Une distance de 4 280 km sépare la côte atlantique à l'est et la côte pacifique à l'ouest. À ces deux côtes, il faut ajouter celle qui borde le golfe du Mexique dans le Sud-Est du pays, entre la frontière mexicaine et l'extrême sud de la Floride. Il faut parcourir 2 500 km pour relier le Canada au Mexique. Les États-Unis possèdent 12 034 km de frontières terrestres, 8 893 km avec le Canada (dont 2 477 km avec l'Alaska), 3 141 km avec le Mexique et 28 km avec Cuba (base navale de la baie de Guantánamo). La longueur totale des côtes américaines est de 19 924 km.
L'ensemble des fleuves du Missouri et du Mississippi parcourt plus de 6 000 km dans le Mainland, l'équivalent du cours de l'Amazone en Amérique du Sud. Les deux derniers États fédérés sont Hawaï, un archipel volcanique de l'océan Pacifique Nord, et l'Alaska, au nord-ouest du Canada. Dans l'Est des Caraïbes, l'île de Porto Rico est un territoire non incorporé.
Le point culminant du pays, le mont McKinley (6 190 mètres), se trouve en Alaska. Hors Alaska, le principal sommet est le mont Whitney en Californie (4 421 mètres). L'altitude la plus basse est celle de Badwater dans le parc national de la vallée de la Mort en Californie (−86 mètres).
| Sommet            | État       | Chaîne ou massif    | Altitude en mètres |
| ----------------- | ---------- | ------------------- | ------------------ |
| McKinley (mont)   | Alaska     | Chaîne d'Alaska     | 6 190              |
| Saint-Élie (mont) | Alaska     | Chaîne Saint-Élie   | 5 489              |
| Whitney (mont)    | Californie | Sierra Nevada       | 4 421              |
| Elbert (mont)     | Colorado   | Montagnes Rocheuses | 4 401              |
| Rainier (mont)    | Washington | Chaîne des Cascades | 4 392              |

### Grands ensembles naturels

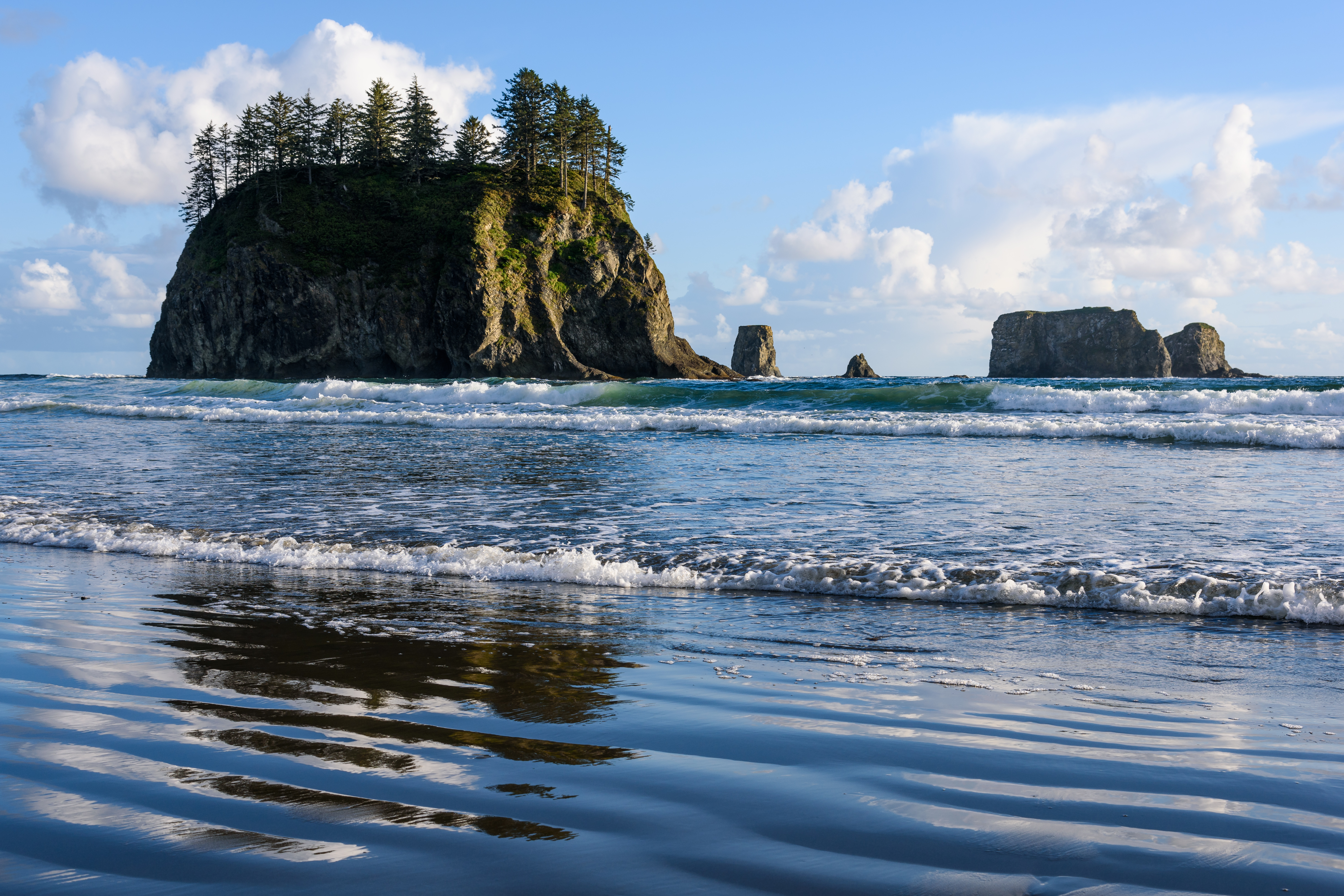
Climat océanique (Parc national d'Olympic, État de Washington).

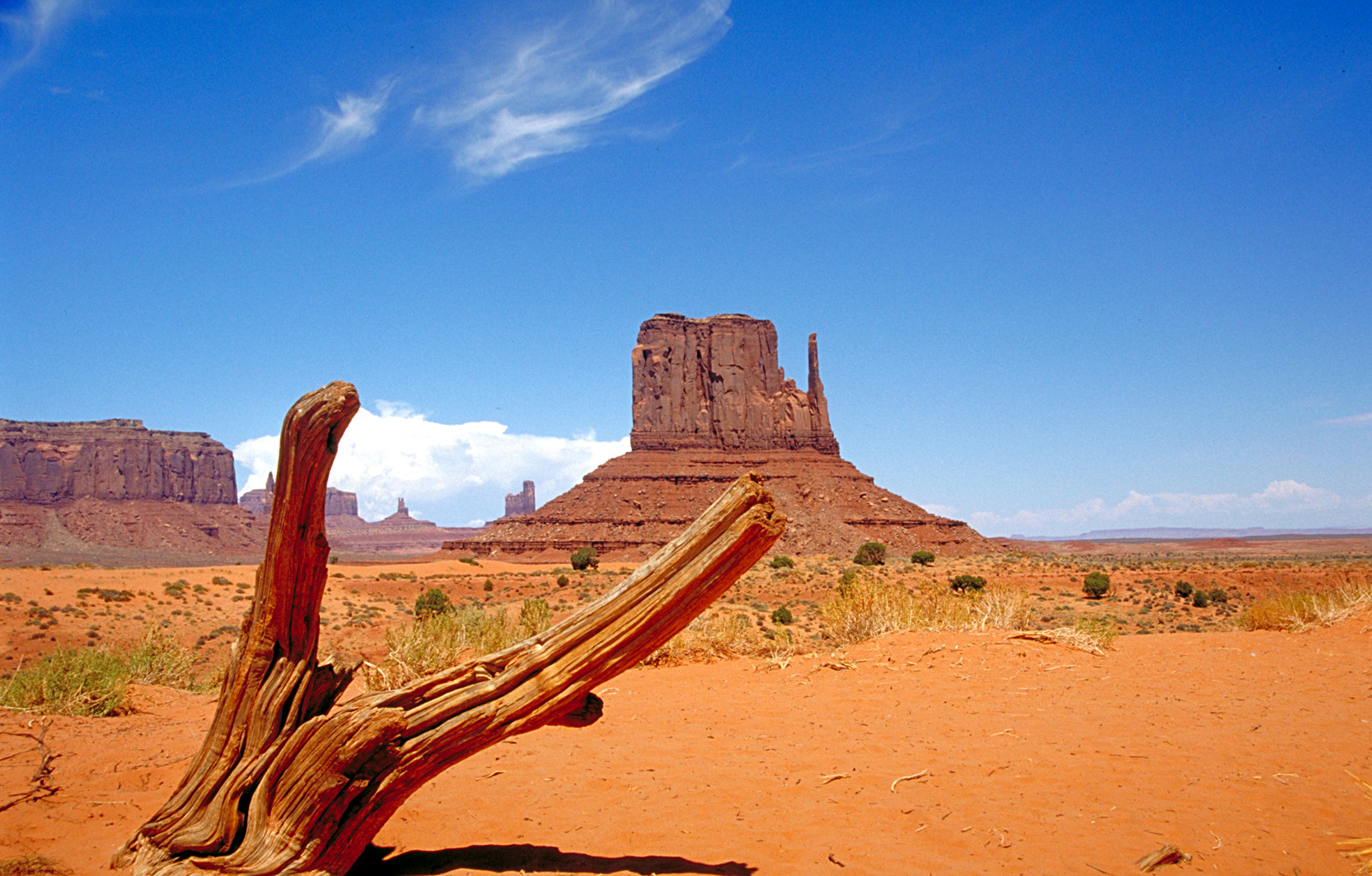
Climat aride (désert dans le Monument Valley, Utah).

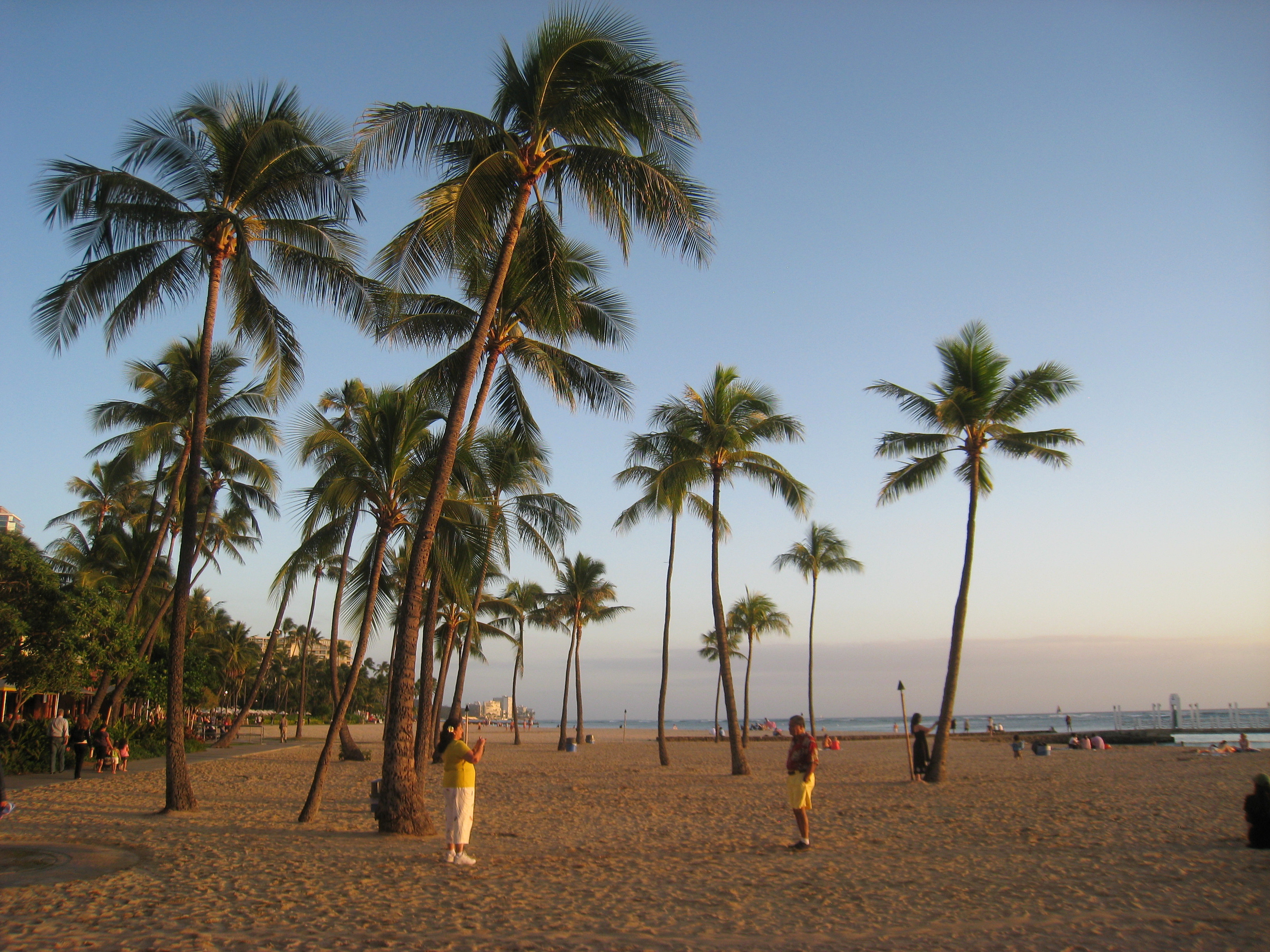
Climat tropical (plage à Hawaï).

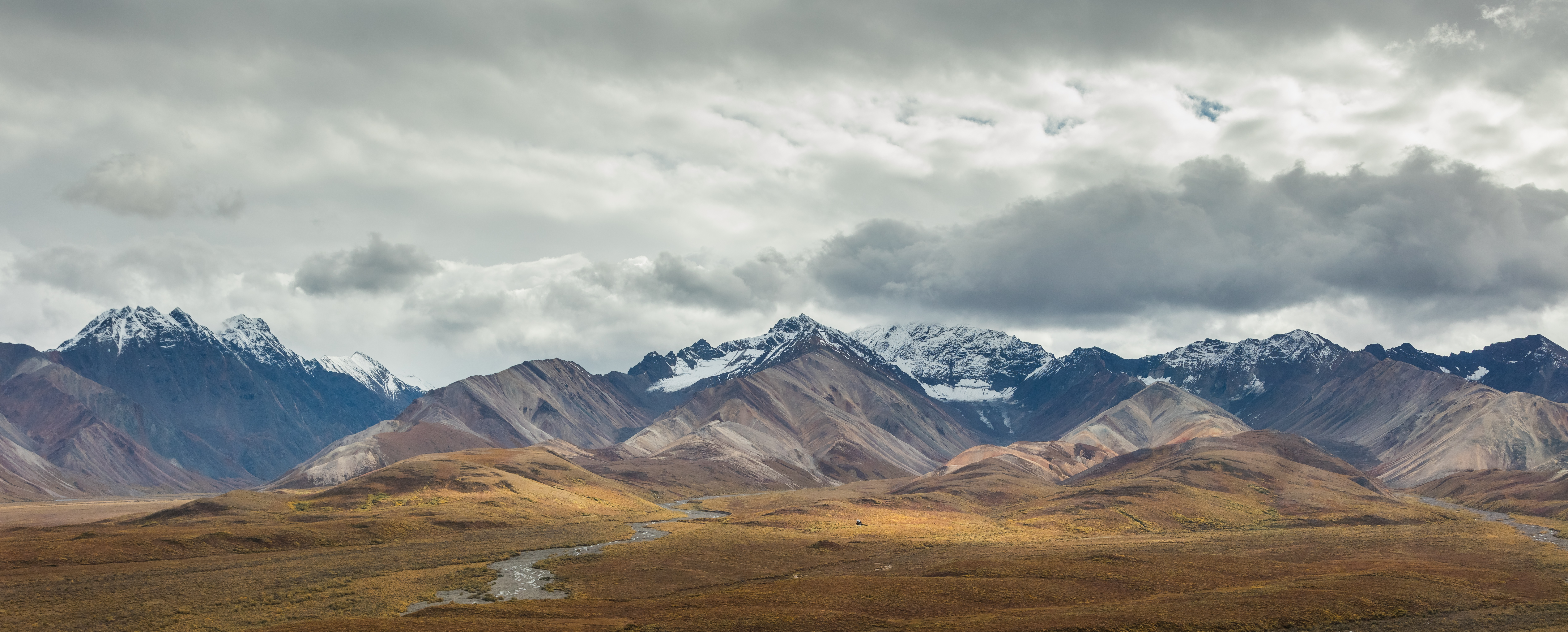
Climat polaire (taïga en Alaska).

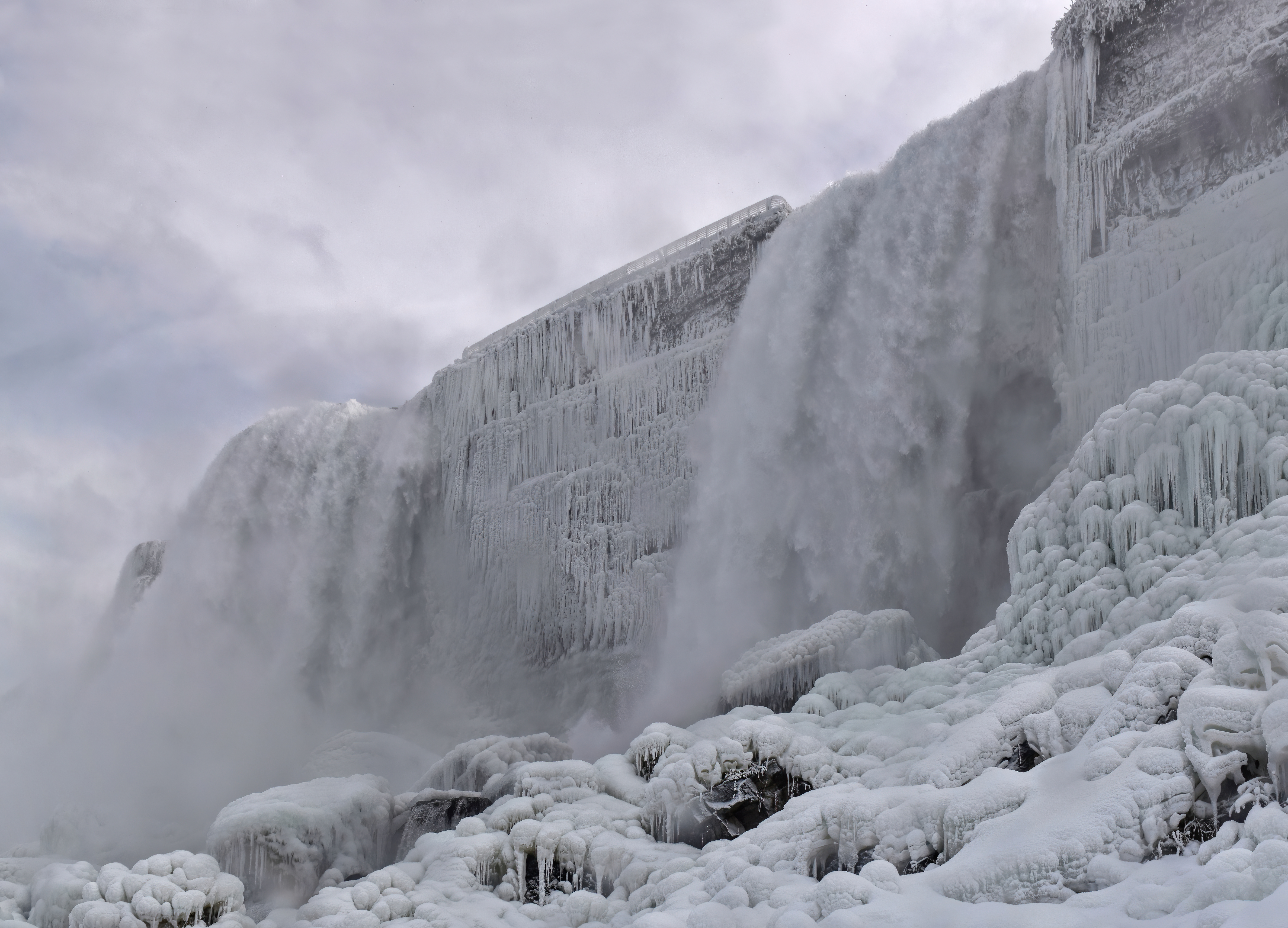
Climat continental (Chutes du Niagara en hiver, État de New York).

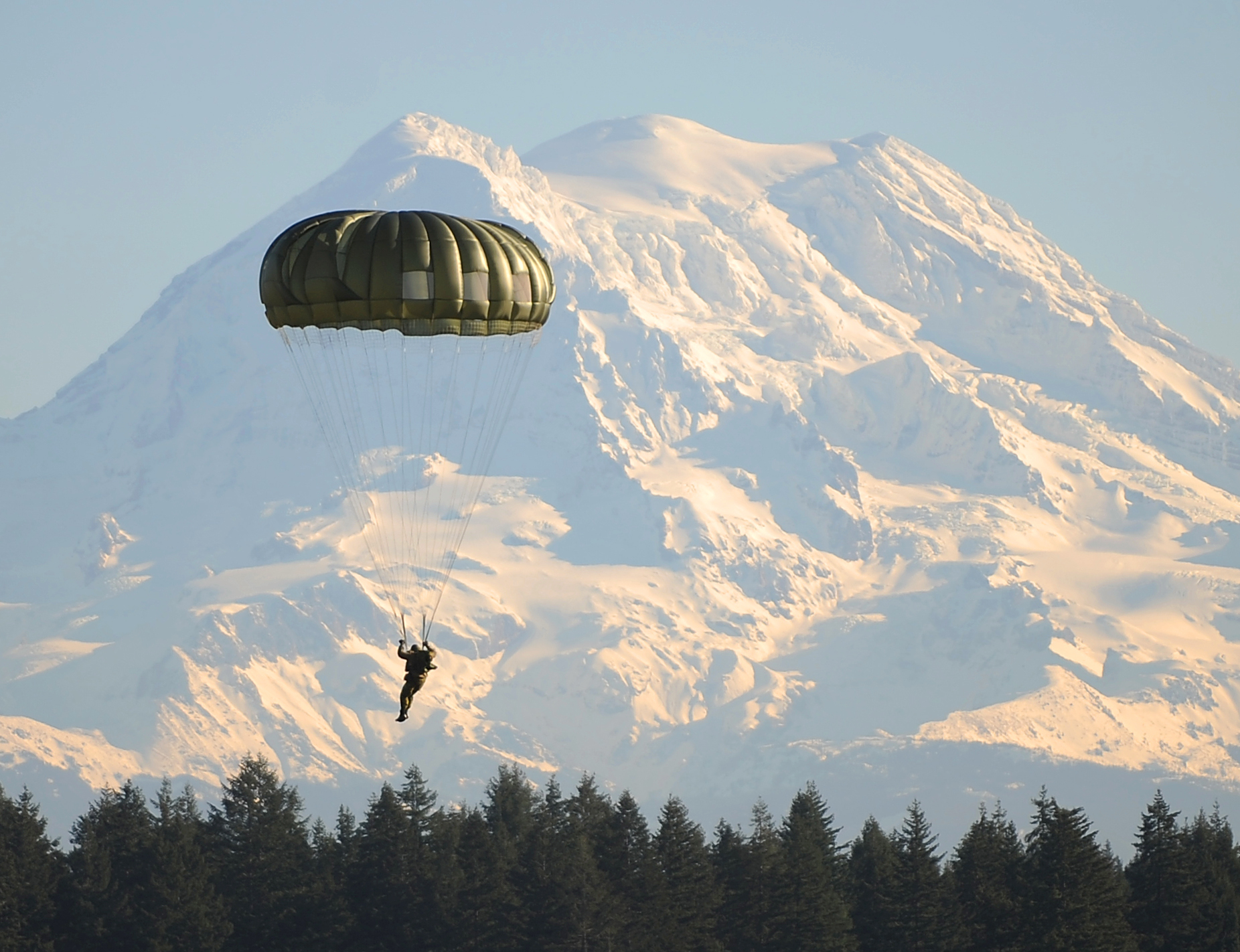
Climat montagnard (Mont Rainier, État de Washington).

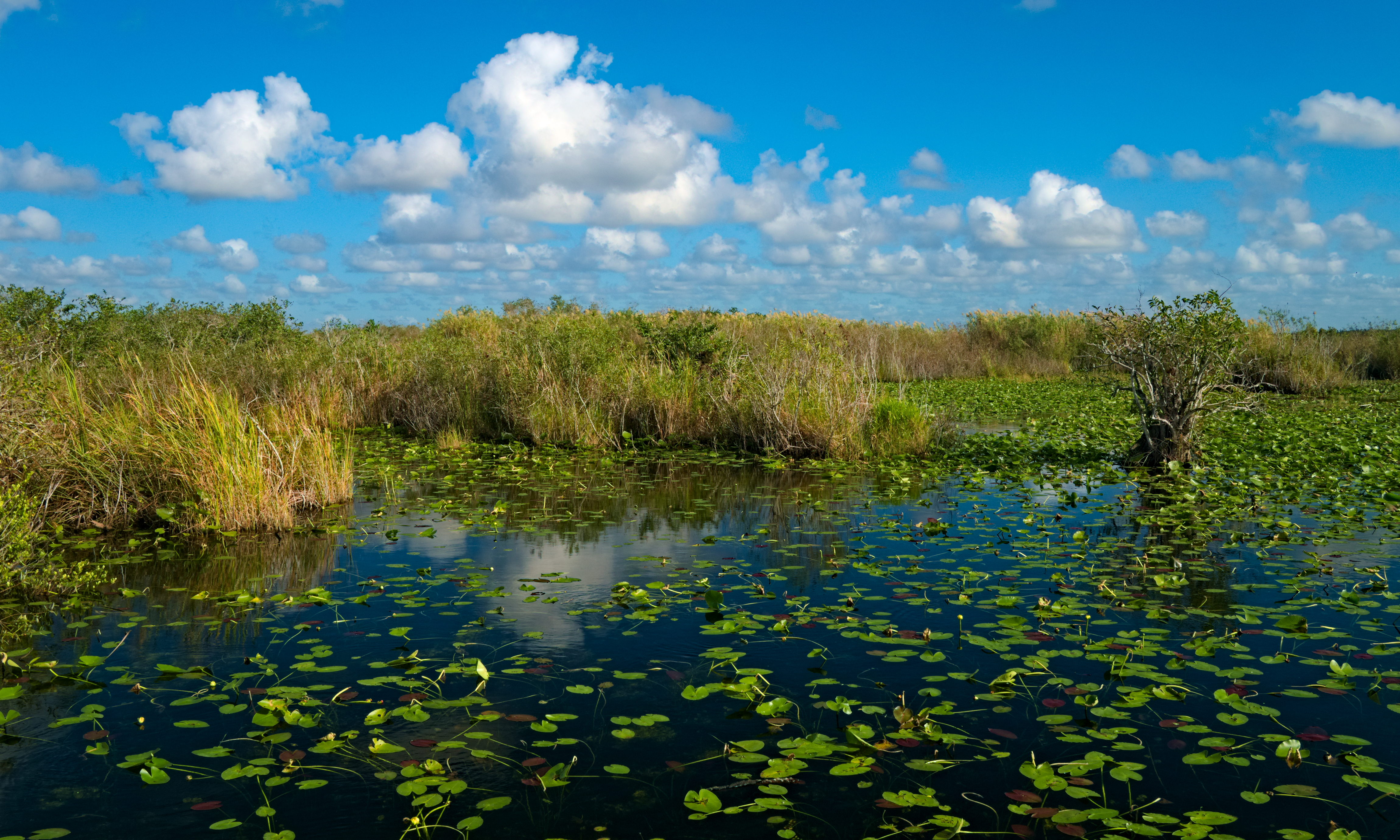
Parc national des Everglades (Floride), déclaré Patrimoine mondial par l'UNESCO en 1979.

L'immensité du territoire, la grande variété des reliefs et des climats produisent des paysages très divers selon les régions. Les grands ensembles naturels du pays suivent grossièrement une organisation méridienne : à l'est, une plaine de plus en plus large en allant vers la Floride, borde l'océan Atlantique. À l'est-nord-est du pays, la Nouvelle-Angleterre est soumise aux masses d'air polaires en hiver. Le Sud subit les influences tropicales. Vers l'intérieur se succèdent les collines du piémont puis les montagnes Appalaches, qui culminent à 2 037 mètres d'altitude et sont couvertes de forêts.
Les plaines et plateaux du centre du pays (Nouvelle-France) sont drainés par l'ensemble fluvial du Mississippi et du Missouri. Au nord-est, les Grands Lacs représentent une importante voie de navigation reliée au fleuve Saint-Laurent. Les régions du Sud (du Texas, à la Floride) subissent le passage des cyclones tropicaux (ouragans et tempêtes tropicales) à la fin de l'été, leur climat est subtropical humide sauf le sud de la Floride (région de Miami) déjà tropical. À l'est des montagnes Rocheuses s'étirent les Grandes Plaines fertiles puis les Hautes Plaines semi-arides, du Mexique au Canada. Aux États-Unis se trouve la Tornado Alley, une région couvrant plusieurs États ou parties d'États et où se produisent fréquemment des tornades.
L'Ouest américain (Nouvelle-Espagne) est dominé par les montagnes Rocheuses, la chaîne des Cascades et la Sierra Nevada qui encadrent des vallées (Vallée Centrale), plateaux (plateau du Colorado, plateau du Columbia) et des bassins d'altitude (Grand Bassin). Les montagnes Rocheuses culminent à environ 4 401 mètres dans le Colorado : le climat est montagnard et la végétation est étagée. Au nord se trouve le supervolcan du Yellowstone. Les bassins intérieurs sont marqués par l'aridité (désert des Mojaves, vallée de la Mort). La côte Pacifique est dominée par des chaînes de montagnes couvertes de forêts. L'influence maritime du Pacifique est immédiatement bloquée par les montagnes et est limitée à une étroite bande côtière. La région est soumise au risque volcanique (mont Saint Helens, mont Rainier) et sismique (faille de San Andreas). Le littoral des États de Washington et de l'Oregon est soumis au climat océanique très humide, celui de la Californie connaît un climat de type méditerranéen.
Située à l'extrémité nord-ouest de l'Amérique du Nord, l'Alaska est un État où dominent les montagnes et les volcans actifs (archipel Alexandre, îles Aléoutiennes) : le littoral subit les influences océaniques alors que l'extrême nord subit un climat polaire. Enfin, l'archipel d'Hawaï est constitué d'une série de points chauds et connaît un climat tropical.
La plupart des volcans en activité se situent à l'ouest, en Alaska et sur l'archipel d'Hawaï :
- Mont Blackburn (4 996 m), Alaska
- Mont Rainier (4 392 m), Washington
- Mont Shasta (4 322 m), Californie
- Mauna Loa (4 171 m), Hawaï
- Mont Adams (3 743 m), Washington
- Mont Hood (3 429 m), Oregon
- Pic Glacier (3 213 m), Washington
- Mont Redoubt (3 108 m), Alaska
- Mont Saint Helens (2 549 m), Washington

#### Hydrographie
| Nom         | Longueur en km | Bassin hydrographique en km2 |
| ----------- | -------------- | ---------------------------- |
| Missouri    | 4 370          | 1 376 180                    |
| Mississippi | 3 778          | 2 981 076                    |
| Yukon       | 3 185          | 847 600                      |
| Río Grande  | 3 060          | 607 965                      |
| Arkansas    | 2 348          | 505 000                      |
| Colorado    | 2 317          | 629 100                      |
| Ohio        | 2 102          | 490 601                      |
| Columbia    | 2 044          | 668 217                      |
| Snake River | 1 670          | 279 719                      |
| Kuskokwim   | 1 165          | 120 000                      |
| Tennessee   | 1 049          | 105 870                      |

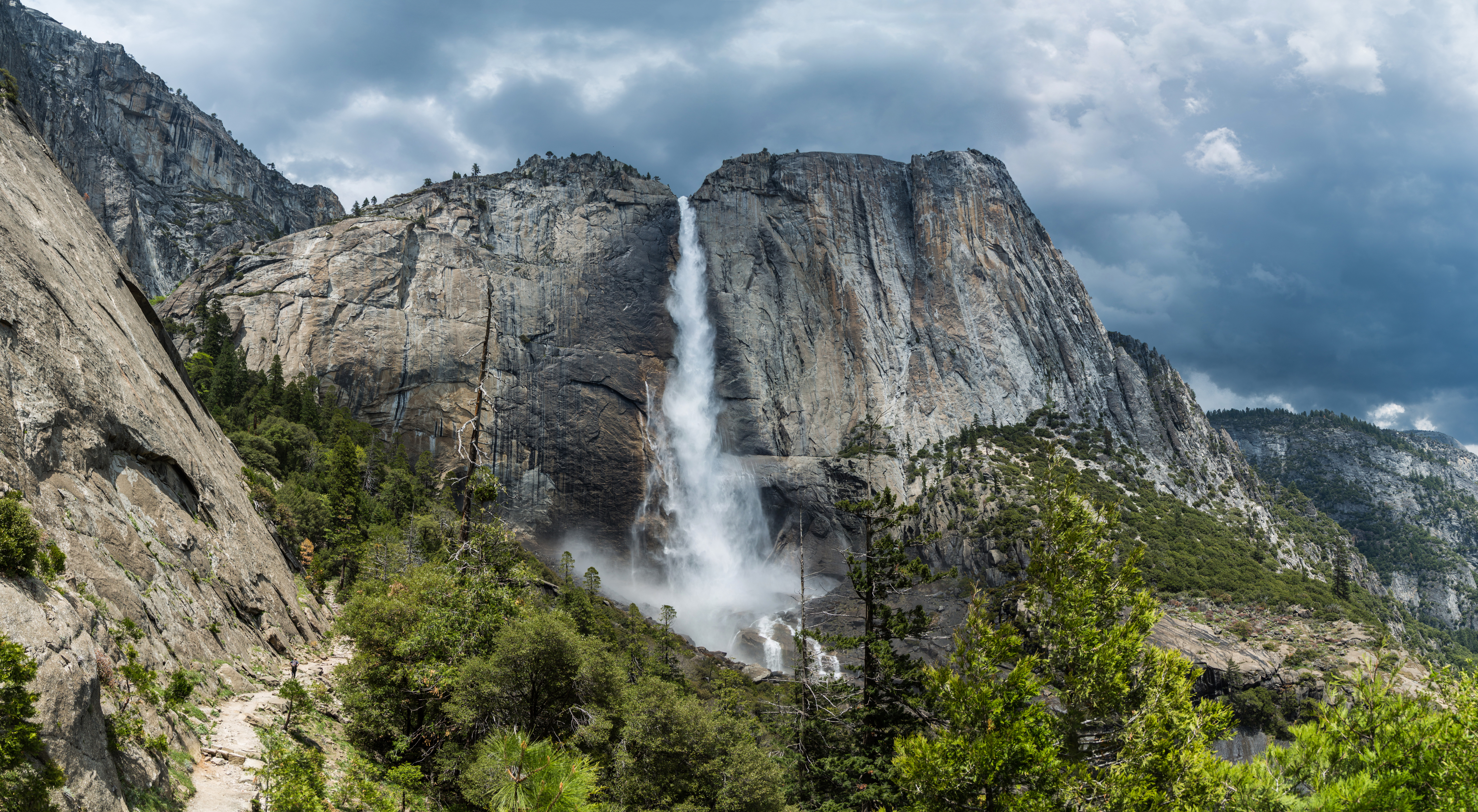
Chutes de Yosemite (Californie).

Les Grands Lacs représentent ensemble une superficie d'environ 250 000 km2, soit la moitié de la superficie de la France métropolitaine.
Liste des Grands Lacs, classés du plus grand au plus petit :
- Lac Supérieur
- Lac Huron
- Lac Michigan
- Lac Érié
- Lac Ontario

Les autres lacs importants sont :
- Lac Pontchartrain
- Grand Lac Salé
- Lac Champlain
- Lac Mead
- Lac Almanor
- Lac Powell
- Lac Utah
- Lac Tahoe

### Géographie humaine

#### Répartition de la population
Les 340 millions d'Américains sont répartis de façon inégale sur le territoire. La densité de population est, en effet, plus élevée à l'est du pays que dans l'ouest. La moitié de la population est concentrée à l'est du 100e méridien avec la mégalopole de BosWash, les rives des Grands Lacs (Chicago, Détroit, Milwaukee, Cleveland) et ChiPitts, les Appalaches et le littoral atlantique. Au-delà du 100e méridien, les densités faiblissent pour des raisons historiques — le peuplement s’est fait d’est en ouest — et naturelles (aridité). La façade pacifique est plus dense avec l'axe californien (San Francisco, Los Angeles) et le bras du Puget Sound dit Pugetopolis (Seattle, Portland). Les villes et les aires urbaines d'Austin et de Dallas au Texas comprennent également des millions d'habitants, tout comme Orlando et Miami en Floride. La densité moyenne des États-Unis est de 31 habitants par km2.
Les Américains se concentrent sur les littoraux, y compris ceux des Grands Lacs. À l'ouest du 100e méridien jusqu'au littoral du Pacifique et en Alaska, les densités sont globalement faibles, sauf en quelques villes isolées et en Californie. Cette dernière est l'État le plus peuplé des États-Unis et continue d'attirer les flux migratoires internes et externes.

#### Villes et population urbaine
Plus des trois quarts de la population est urbaine. Les États-Unis sont à la troisième place mondiale pour la population urbaine, en valeur absolue. Plus de 30 % des Américains vivent dans une métropole de plus de cinq millions d'habitants. Ces agglomérations sont récentes et structurées en réseaux. Leur poids économique est considérable pour le pays. Elles connaissent des difficultés liées à l'immigration, aux mutations sociales et à la mondialisation.
La mégalopole du BosWash, un groupe d'aires urbaines du nord-est du pays, s'étend sur 800 km entre Boston et Washington, D.C. en passant par New York.
| Rang | Ville                      | Population dans les limites de la commune | Densité par km2 | Aire métropolitaine | Aire métropolitaine | Région   | Illustration |
| Rang | Ville                      | Population dans les limites de la commune | Densité par km2 | millions            | rang                | Région   | Illustration |
| ---- | -------------------------- | ----------------------------------------- | --------------- | ------------------- | ------------------- | -------- | ------------ |
| 1    | New York, État de New York | 8 804 190                                 | 10 890,2        | 20,1                | 1                   | Nord-Est |              |
| 2    | Los Angeles, Californie    | 3 898 747                                 | 3 275,32        | 13,2                | 2                   | Ouest    |              |
| 3    | Chicago, Illinois          | 2 746 388                                 | 4 593,95        | 9,6                 | 3                   | Midwest  |              |
| 4    | Houston, Texas             | 2 304 580                                 | 1 301,8         | 7,1                 | 5                   | Sud      |              |
| 5    | Phoenix, Arizona           | 1 608 139                                 | 1 074,1         | 4,8                 | 11                  | Ouest    |              |
| 6    | Philadelphie, Pennsylvanie | 1 603 797                                 | 4 337,3         | 6,2                 | 7                   | Nord-Est |              |
| 7    | San Antonio, Texas         | 1 434 625                                 | 1 084,4         | 2,5                 | 24                  | Sud      |              |
| 8    | San Diego, Californie      | 1 386 932                                 | 1 456,3         | 3,3                 | 17                  | Ouest    |              |
| 9    | Dallas, Texas              | 1 304 379                                 | 1 339,7         | 7,6                 | 4                   | Sud      |              |
| 10   | San José, Californie       | 1 013 240                                 | 2 003,1         | 2                   | 35                  | Ouest    |              |

#### Répartition des activités et environnement
Les régions les plus dynamiques et les plus attractives sont situées dans la Sun Belt. La reconversion du Nord-Est du pays lui permet de tenir un rôle important.
Le développement sans précédent des activités humaines sur ce territoire (urbanisation, agriculture, exploitation des ressources énergétiques, infrastructures) ont eu un impact fort sur les paysages et l'environnement. Les États-Unis ont souvent été précurseurs dans le développement d'une politique environnementale ; ils ont les premiers mis en place depuis 1872 des parcs nationaux ; et une partie de la population est très active dans la protection de l'environnement. Dès les années 1970, la conscience écologique se développe aux États-Unis : le Jour de la Terre (Earth Day) célébré depuis 1970. L'Agence de protection de l'environnement (EPA) est le principal organe des politiques environnementales à l'échelon national. L'air, les paysages, l'eau et les sols ont été et restent néanmoins soumis à des contraintes fortes d'exploitations et de rejets, avec par exemple, l'exploitation pétrolière à partir du XIXe siècle puis plus récemment la croissance de l'exploitation du gaz de schiste.
Le Service américain de la pêche et de la faune sauvage estime que chaque année 72 millions d'oiseaux sont tués par les pesticides aux États-Unis
Les entreprises de forage ont utilisé 770 % d'eau supplémentaire par puits entre 2011 et 2016, tandis que les eaux usées toxiques relâchées ont augmenté de 1 440 %. La moitié des gazoducs et oléoducs en développement dans le monde en 2019, le sont en Amérique du Nord.[réf. nécessaire]Pour les États-Unis, ces nouveaux pipelines devraient être à l'origine de 559 millions de tonnes de CO2 par an d'ici à 2040. Le gouvernement prend des mesures en 2018 pour étendre considérablement le forage en mer dans les eaux américaines. Le ministère de l'Intérieur propose d'ouvrir presque entièrement le littoral du pays au forage.
Du fait de leurs émissions importantes de gaz à effet de serre, les États-Unis sont un acteur majeur du réchauffement climatique. En 2010, avec plus de 5 300 millions de tonnes par an (en baisse d'année en année), ils sont le deuxième pays émetteur de dioxyde de carbone du monde derrière la Chine. Cependant, des efforts sont réalisés pour diminuer ces émissions à tous les échelons, principalement à l'échelle locale. Ainsi, entre 1990 et 2016, les émissions de CO2 par habitant ont diminué de 21,9 %. Avec 15,5 tonnes par habitant en 2016, les États-Unis figurent parmi les premiers émetteurs de CO2 derrière le Canada, l'Arabie saoudite et les émirats du golfe arabo-persique.
Une grande partie des déchets produits par les États-Unis sont envoyés à l'étranger.[réf. nécessaire]
En 2018, 81 % des exportations américaines de déchets ménagers ont été expédiés en Asie. Alors que la Chine décide en 2018 de stopper les importations de déchets plastiques afin de ne plus être la « poubelle du monde », l'industrie du recyclage aux États-Unis s'en trouve bouleversé. Le prix du traitement des déchets augmente considérablement et de nombreuses villes préfèrent incinérer leurs déchets, affectant la qualité de l'air, ou ouvrir des décharges à ciel ouvert, source importante d'émission de méthane En 2015, les États-Unis ont produit 262,4 millions de tonnes de déchets, soit 4,5 % de plus qu'en 2010 et 60 % de plus qu'en 1985 selon les données officielles : cela s'explique en partie par la croissance démographique et économique du pays. De nombreuses grandes villes appliquent les recommandations environnementales de l'Agenda 21 et mettent en œuvre des politiques ambitieuses de recyclage, à l'instar de San Francisco.
Pour l'année 2019, le jour du dépassement (date de l'année, calculée par l'ONG Global Footprint Network, à partir de laquelle l'humanité est supposée avoir consommé l'ensemble des ressources que la planète est capable de régénérer en un an) des États-Unis est le 15 mars Les États-Unis sont le 2e pays (après le Luxembourg) dont la consommation dépasse le plus les capacités de la planète.
Le nombre de coléoptères aux États-Unis a chuté de 83 % depuis les années 1980.

### Transport
De loin dominés par l'automobile et l'avion, les transports aux États-Unis s'effectuent également en train et, dans les grandes agglomérations, en transports en commun. Le pays est souvent vu comme le « Pays de la voiture ».

#### Transport routier

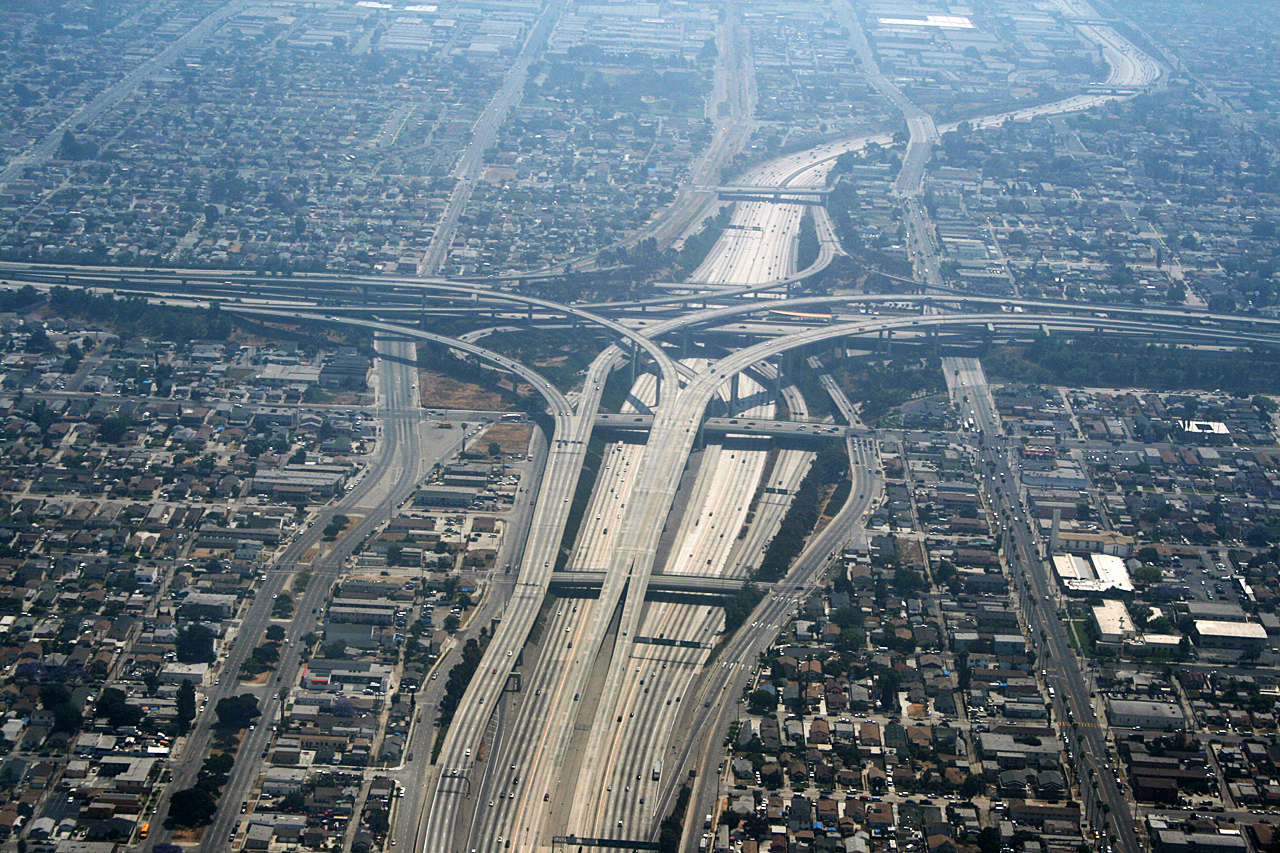
Échangeur Judge Harry Pregerson, Los Angeles, Californie.

Le réseau routier américain comprend 6 334 859 km de routes, dont 80 000 km d'autoroutes. Les Interstate highway (« autoroute inter-États »), également appelées « routes fédérales », sont gérées par l'État fédéral et financées par un fonds fiduciaire (Highway Trust Fund), ce sont les routes les plus récentes du pays.
Une partie du réseau routier est gérée par les États eux-mêmes dans le cas des routes nationales (U.S. Highways ou U.S. Routes). Ces routes nationales font partie du réseau original des États-Unis, construites à partir des années 1920. Parmi elles, se trouve la route 66, l'une des plus mythiques du pays, le traversant de Chicago à Los Angeles.
Enfin, les routes locales sont gérées par les comtés ou par les villes.
L'état des chaussées est considéré en 2023 par l'administration fédérale, pour 39% d'entre elles, comme mauvais ou médiocre. L'Infrastructure Investment and Jobs Act (en) adopté en 2021 est l'outil législatif fédéral devant remédier à la situation.

#### Transport aérien

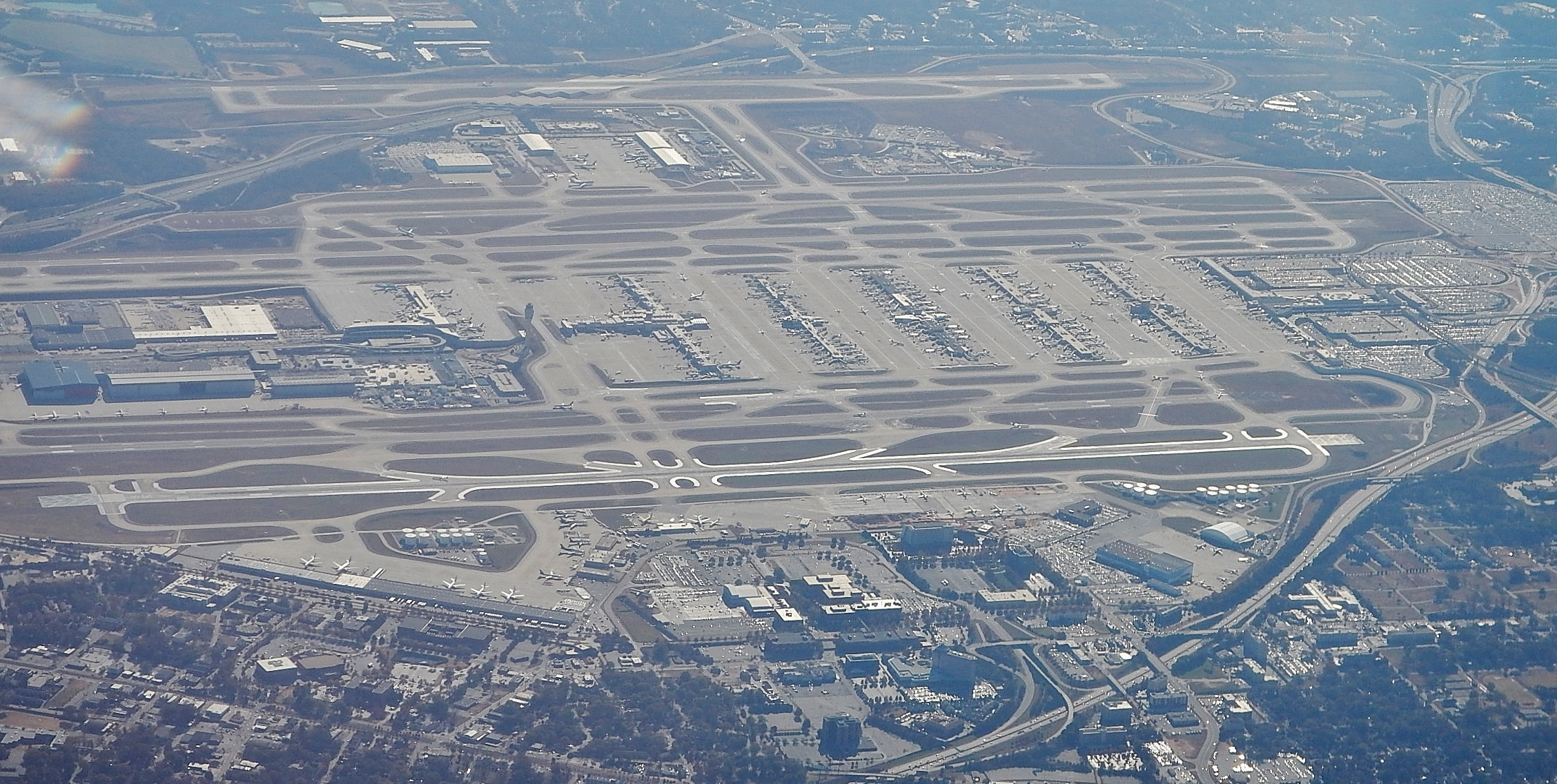
Vue aérienne de l'aéroport d'Atlanta, le premier aéroport du monde pour le nombre de passagers.

Avec 14 947 aéroports, les États-Unis sont le pays possédant le plus grand nombre d'aéroports au monde. En augmentation depuis plus de 10 ans, le trafic aérien représente 229 millions de passagers en 2017.
Plus gros aéroport du monde en termes de fréquentation, l'aéroport international Hartsfield-Jackson d'Atlanta, en Géorgie, est un hub central mondial d'échange aérien.
En raison de la taille du pays, une grande partie des voyages entre les États s'effectuent par avion. Il faut compter environ 6 h pour traverser le pays d'est en ouest en avion, contre plusieurs jours en voiture ou en train.

#### Transport ferroviaire
Le transport ferroviaire sert principalement pour le transport de fret. 40 % des marchandises voyagent en train dans le pays, en raison du faible coût de ce type de transport sur de longues distances. Le réseau de passager est très disparate. Les seules lignes à grandes vitesses sont situées dans le couloir du Northeast Corridor entre Boston et Washington. Le principal opérateur est Amtrak.

#### Transport en commun

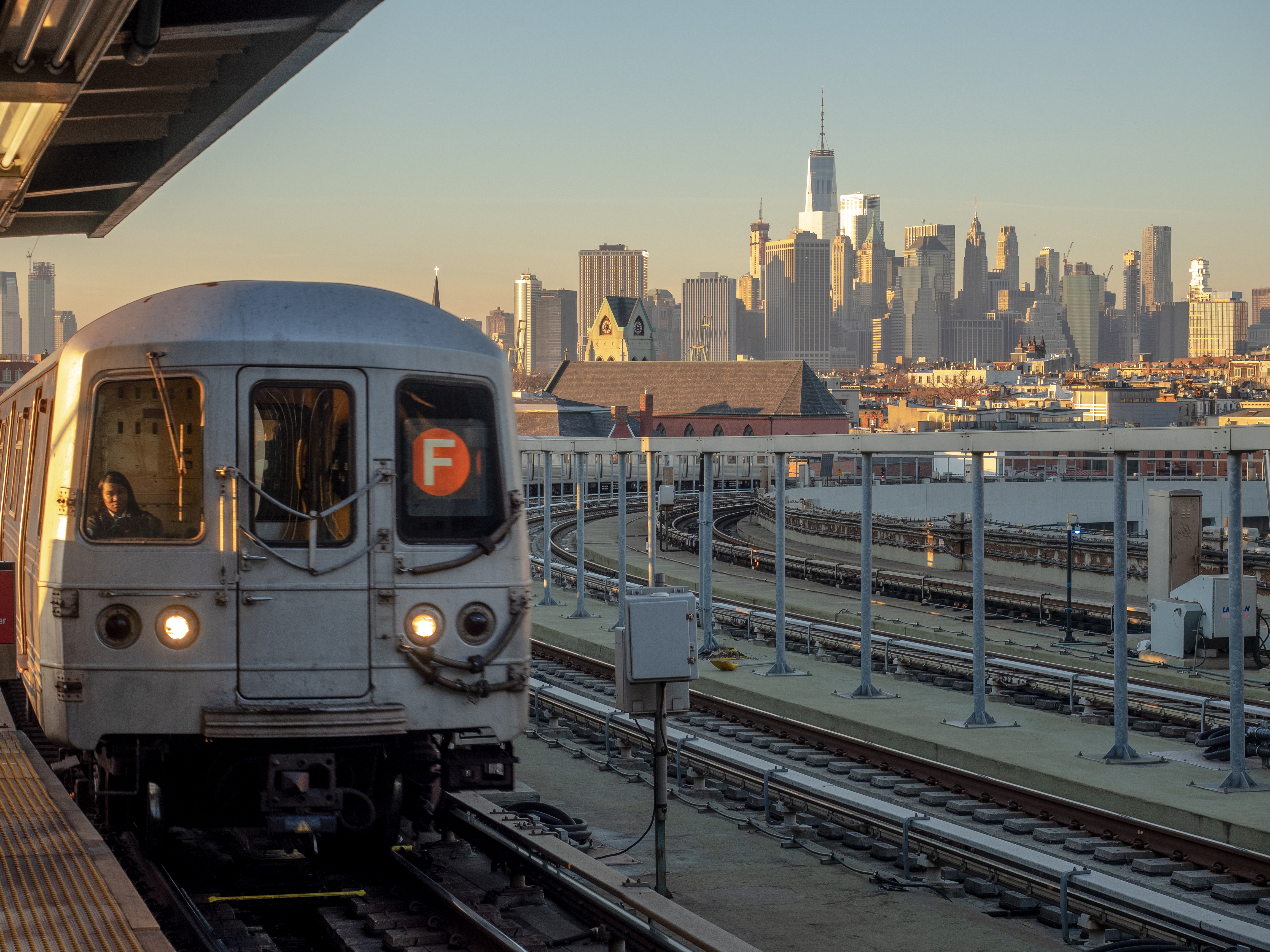
Ligne F du métro de New York.

La plupart des grandes villes américaines possèdent un réseau de transport en commun. Mais, à l'exception notable de la ville de New York, les transports en commun sont caractérisés par une faible utilisation. Seuls 10 % des Américains utilisent régulièrement les transports en commun (hors New York).
La ville de New York, la plus peuplée des États-Unis, fait office d'exception. Les transports en commun y sont très développés, et très empruntés. En particulier, le métro de New York, comprenant 24 lignes et fonctionnant 24h/24, fait partie intégrante du mode de vie des New-Yorkais.
La ville de Chicago, dans une moindre mesure, possède également un réseau de transport en commun relativement développé. En particulier, il se caractérise par son métro aérien, formant une boucle dans le centre de la ville.

## Économie

### Situation générale
Les États-Unis sont devenus dans les années 1870 la première puissance économique mondiale. En 2014, le PIB est de 17 416 milliards de dollars, soit environ un cinquième du PIB mondial.
Les États-Unis sont la première puissance économique mondiale, selon le PIB nominal, devant la Chine, mais la seconde après la Chine depuis 2014, selon les dernières estimations de la Banque mondiale, pour le PIB à parité de pouvoir d'achat (PPA). En 2017, le PIB américain est également supérieur à celui de l'Union européenne. Le pays se place à la huitième place mondiale pour le PIB par habitant et à la quatrième place à parité de pouvoir d'achat. Les États-Unis possèdent une économie mixte dans laquelle le secteur public en 2007 représente 12,4 % du PIB. Le taux de chômage est relativement faible, entre habituellement 3 et 5 % de la population active. Cependant, la crise économique de 2008 a entraîné une remontée du chômage si bien que ce taux atteigne 7.2 % en décembre 2008 (d'après le Bureau of Labor Statistics), et atteint 9,9 % en avril 2010. Le PIB américain a augmenté de 32 % entre 2000 et 2008 tandis que le budget de l'État fédéral est passé durant la même période de 1 798  à   2 931 milliards de dollars soit une augmentation de presque 40 %.

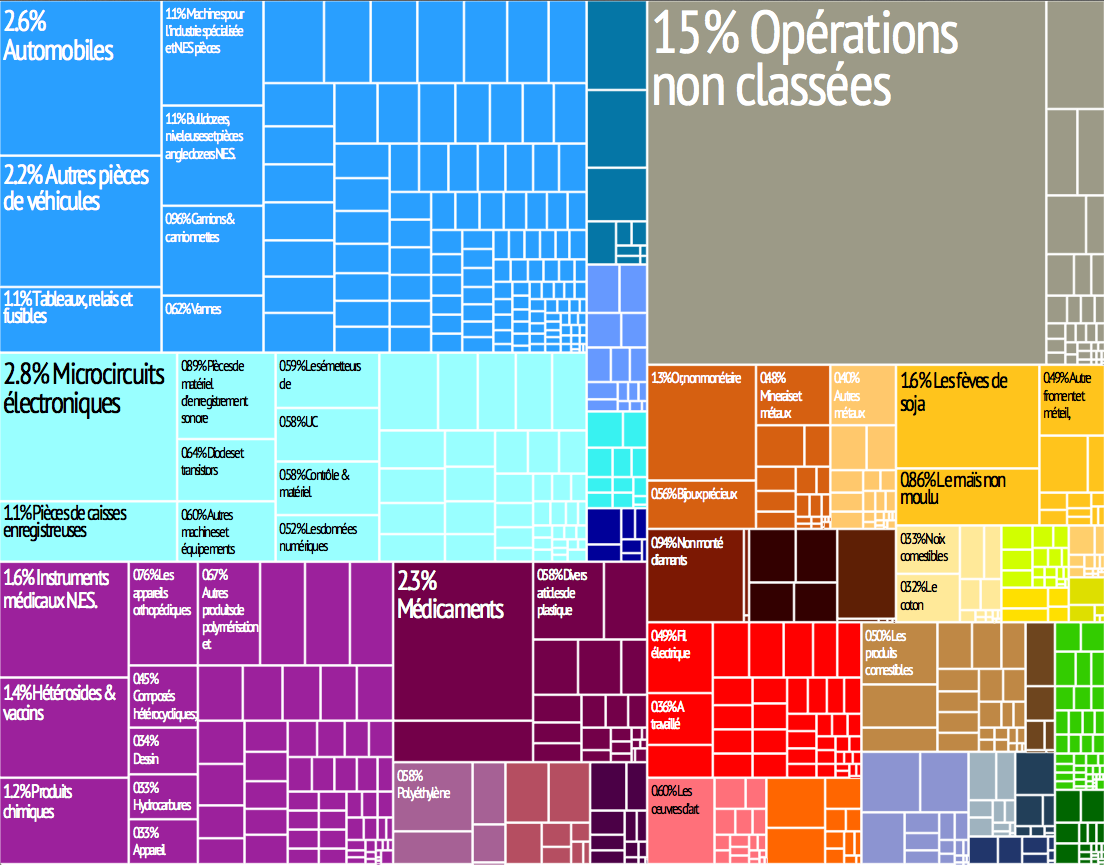
Représentation graphique des exportations des États-Unis dans 28 catégories de couleurs

Les secteurs les plus dynamiques sont la chimie, l'informatique, l'aérospatiale, la santé, les biotechnologies et les industries de l'armement, même si l'avance s'est réduite depuis la fin de la Seconde Guerre mondiale. Le principal point fort de cette économie post-industrielle reste le secteur tertiaire (grande distribution, services financiers et bancaires, assurances, production cinématographique, tourisme…), qui contribue pour 75 % du PIB.
Les États-Unis sont les plus grands importateurs de biens et les troisièmes exportateurs derrière la Chine et l'Allemagne. Le Canada, la Chine, le Mexique, le Japon et l'Allemagne sont les principaux partenaires commerciaux. La balance commerciale américaine est déficitaire, en particulier avec la Chine. Le matériel électrique constitue la principale exportation ; le pays importe de nombreux véhicules automobiles. Les bourses de New York (New York Stock Exchange) sont les premières du monde.

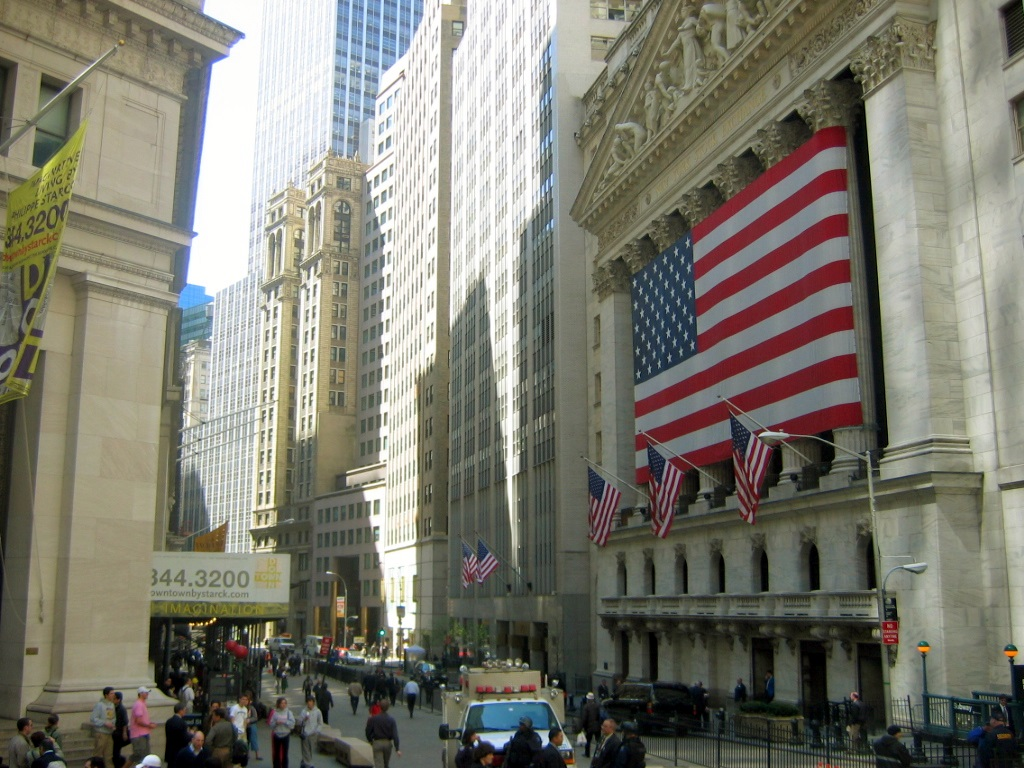
Wall Street, à New York, lieu symbolique de l'économie américaine.

En 2016, la dette publique américaine est la plus élevée du monde avec plus de 19 000 milliards de dollars, devant l'Union européenne. En 2015, les États-Unis se classent 39e sur 179 pays pour la dette rapportée au PIB.
Plusieurs atouts expliquent la puissance de l'économie américaine : le territoire américain est immense, bien doté en ressources minières (deuxième producteur mondial de charbon, pétrole, gaz naturel, or, cuivre...) et agricoles. Il est situé entre les deux grands océans de la planète, l'océan Atlantique et l'océan Pacifique. Il est également bien maîtrisé par un réseau de transport varié (Grands Lacs, voies ferrées, ports, aéroports) et dense. La population est cosmopolite, mobile et bien formée. Le niveau moyen de vie est fort, même si les inégalités sociales sont importantes. Le dollar et la langue anglaise ont acquis un rayonnement international. L'État fédéral investit une part relativement importante du PIB dans la recherche et n'hésite pas à se montrer protectionniste. Les multinationales américaines sont présentes sur tous les continents et participent à la puissance économique du pays. Les États-Unis sont au cœur de l'ALENA, une organisation régionale qui favorise la libre circulation des marchandises et des capitaux. L'agriculture est très diversifiée, ce qui en fait à la fois un puissant contributeur aux marchés mondiaux des céréales et des oléagineux, mais aussi un producteur encore significatif de coton, grâce au climat des États les plus au sud, comme le Texas. Sur les six premières années de la décennie 2010, le pays a confirmé sa sixième place au palmarès des producteurs mondiaux de sucre, malgré un léger déclin. Parmi les points forts de son agriculture, le pays était aussi premier au palmarès des producteurs mondiaux de céréales au milieu des années 2010.
En 2013, la population active est de 155 millions de salariés, soit une augmentation de moins de 1 % depuis janvier 2008. Parmi eux, 87 % travaillaient à plein temps en 2012. 79 % de la population active américaine travaille dans les services. Avec environ 15,5 millions de personnes, la santé et la protection sociale sont les secteurs qui occupent le plus d'emplois. Le taux de syndicalisation est de 12 %, contre 30 % en Europe occidentale. La mobilité du travail est importante et les congés payés sont plus courts que dans les autres pays industrialisés. Les États-Unis maintiennent l'une des productivités du travail les plus élevées du monde (troisième en 2009 derrière le Luxembourg et la Norvège). Aucune loi n'oblige les entreprises à accorder des congés payés à leurs employés.[réf. nécessaire] En 2013, selon le Bureau des statistiques du travail, un quart des salariés américains, soit 28 millions de personnes, ne bénéficient pas de congés payés : 10 % des salariés à plein temps et 60 % de ceux qui travaillent à temps partiel n'ont pas de vacances ou ne sont pas rémunérés s'ils en prennent.
Depuis la crise économique de 2008, qui a lourdement affecté les plans épargne retraite des Américains, le nombre de personnes à travailler au-delà de 85 ans ne cesse d'augmenter. Elles sont 255 000 en 2018, soit près de 5 % de cette classe d'âge.
Selon une étude réalisée en 2018 par l'OCDE, les États-Unis présentent des inégalités de revenus beaucoup plus élevées et un pourcentage plus élevé de travailleurs pauvres que presque tous les autres pays développés, en grande partie parce que les travailleurs précaires ne reçoivent que très peu d'aides de l'État et du manque de conventions collectives. D'après la réserve fédérale, les 50 % d'Américains les plus pauvres ont perdu 32 % de leurs richesses, corrigés de l'inflation, depuis 2003. En revanche, le patrimoine des 1 % d'Américains les plus riches a doublé. Le coefficient de Gini, indice qui évalue les écarts de revenus, a atteint en 2018, son plus haut niveau depuis 1967, moment auquel les autorités américaines ont commencé à le calculer.

### Politique économique du gouvernement fédéral
Les États-Unis ont pris depuis longtemps (Buy American Act, 1933) des mesures visant à protéger leurs marchés publics contre les achats de biens manufacturés produits en dehors de leur territoire.
Au début des années 1990, le président Bill Clinton a lancé une politique très active d'intelligence économique, appelée politique d'advocacy (advocacy policy). L'efficacité de cette politique relève de la capacité d'obtention, d'échange et d'exploitation de l'information entre une multitude d'acteurs et de décideurs, fédérés par des réseaux d'intérêt et de connivences. La perception du monde qu'ont ces acteurs est résolument électronique et leur champ de vision est une planète sous emprise américaine. Le moyen pour cela est le contrôle le plus étroit possible du complexe informations-médias parce qu'il confère le pouvoir.[réf. nécessaire] L'efficacité de cette stratégie tient en grande partie à la relation forte entre le secteur public, le secteur privé, et la société civile.

### Principaux secteurs d'activité

#### Agriculture, pêche et mines
Les États-Unis sont une grande puissance agricole tant par la production que par les exportations. En 2019, les États-Unis sont le premier pays exportateur de produits alimentaires en valeur (120,7 milliards de dollars), le premier exportateur de céréales, le deuxième pays exportateur de blé derrière la Russie et le deuxième exportateur de maïs derrière le Brésil. Deuxième producteur mondial de céréales derrière la Chine, le pays est également leader pour la production de lait (99 millions de tonnes, deuxième producteur mondial), de légumes (30 millions de tonnes, troisième producteur mondial) et de fruits (25 millions de tonnes, quatrième producteur mondial).

#### Énergie

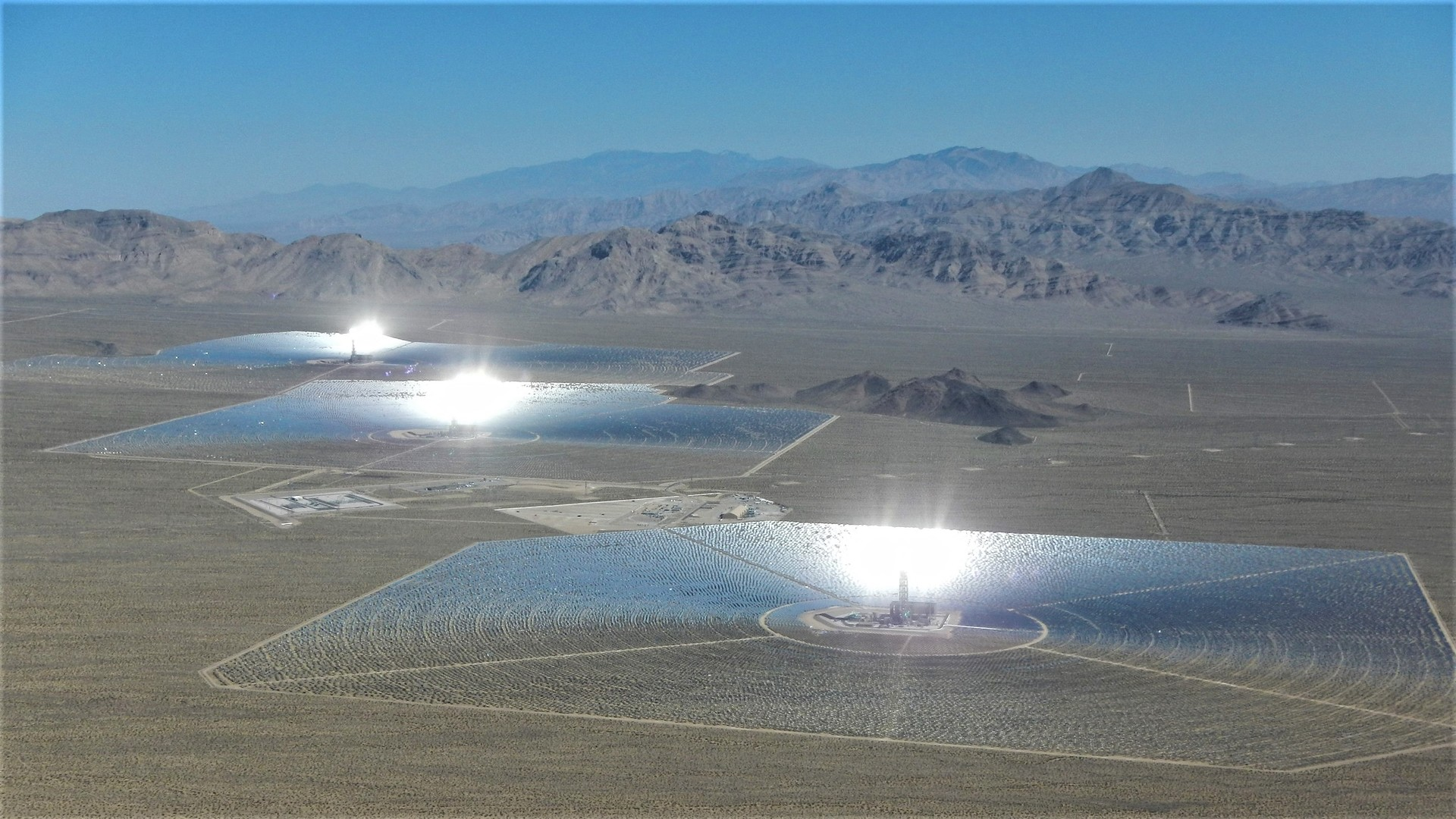
Centrale solaire d'Ivanpah dans le sud de la Californie, États-Unis. En 2014, elle était la plus grande centrale solaire thermique au monde.

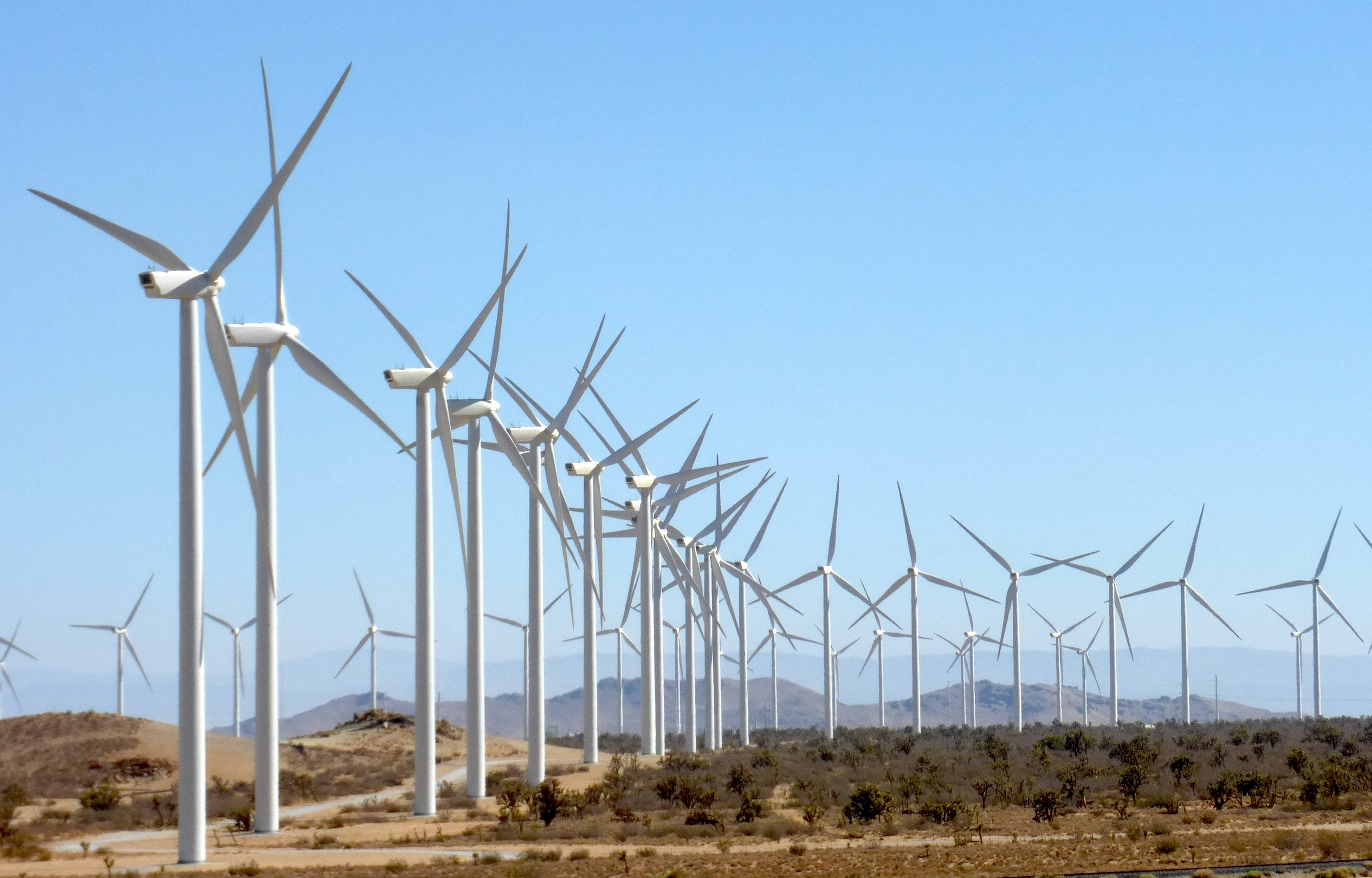
Parc éolien d'Alta Wind dans le sud de la Californie, États-Unis. En 2013, il s’agit du plus grand parc éolien du pays, avec une puissance installée combinée de 1550 MW.

La puissance de ce secteur de l'énergie est mise en évidence par les classements internationaux : les États-Unis sont en 2020 au 1er rang mondial pour la production de pétrole (17 % du total mondial), devant la Russie (12,4 %) et l'Arabie Saoudite (12,3 %) ; ils sont au 1er rang mondial pour la production de gaz naturel (23,6 % du total mondial), de produits pétroliers, d'électricité nucléaire (30,2 % du total mondial), géothermique et à base de biomasse, au 2e rang mondial pour la production totale d'électricité, celle d'électricité éolienne et pour la production d'électricité solaire photovoltaïque, au 5e rang mondial pour la production de charbon, etc.
Les États-Unis sont, malgré leurs vastes ressources, restés globalement importateurs nets d'énergie de 1953 à 2018 ; leur taux de dépendance a culminé à 30,1 % en 2005, puis a rapidement reculé jusqu'à 3,6 % en 2018 grâce à la baisse de consommation produite par les délocalisations et la crise de 2008 et à la remontée des productions de pétrole et de gaz naturel rendue possible par les techniques de forage horizontal et de fracturation hydraulique. En 2020, les États-Unis sont parvenus au 2e rang mondial des exportateurs de gaz naturel derrière la Russie ; pour le charbon, le solde reste exportateur (14 % de la production) ; par contre, la production de pétrole des États-Unis ne couvre que 96 % de leur consommation en 2020.
Selon les données de l’Energy Information Administration des États-Unis, les énergies renouvelables représentaient environ 12,6 % de la consommation totale d’énergie primaire et environ 19,8 % de l’électricité produite aux États-Unis en 2020,. Depuis 2019, l’énergie éolienne est la première source d’électricité renouvelable du pays. L’énergie éolienne a produit 337,9 térawattheures d’électricité en 2020, ce qui représentait 8,4 % de la production totale d’électricité du pays et 43,2 % de la production totale d’électricité renouvelable. En octobre 2021, la capacité nominale de production d’énergie éolienne aux États-Unis était de 129 256 mégawatts (MW). L’énergie hydroélectrique est le deuxième source d’électricité renouvelable du pays, générant environ 7,3 % de l’électricité totale du pays en 2020 ainsi que 36,4 % de la production totale d’électricité renouvelable. L’énergie solaire fournit une part croissante de l’électricité aux États-Unis, avec plus de 50 GW de capacité installée générant environ 1,3 % de l’approvisionnement total en électricité du pays en 2017, contre 0,9 % l’année précédente. Les principales centrales photovoltaïques aux États-Unis sont Mount Signal Solar (en) (600 MW) et Solar Star (579 MW). Depuis que les États-Unis ont été les pionniers de la technologie de l’énergie solaire thermique dans les années 1980 avec Solar One, plusieurs autres centrales de ce type ont été construites. La plus grande est la centrale solaire d'Ivanpah (392 MW), au sud-ouest de Las Vegas. D’autres sources d’énergie renouvelables incluent la géothermie, avec The Geysers dans le nord de la Californie le plus grand complexe géothermique au monde[Quand ?].

#### Tourisme
Le tourisme durable et le tourisme responsable sont très débattus depuis les années 2020 aux États-Unis. C'est dans ce pays que le premier hôtel zéro carbone a ouvert ses portes en 2022. Il souhaite à accueillir 90 millions de voyageurs internationaux par an, comme avant le COVID avec des dépenses totales de 279 milliards de dollars par an. Les États-Unis étaient avant la pandémie le troisième pays le plus visité au monde derrière la France et l'Espagne. Selon le magazine français Challenges, le simple fait de réserver un aller Paris/New-York pour une personne correspond à l'émission de une tonne de CO2, soit l’équivalent de 1.961 repas végétariens.

### Chiffres-clés
Quelques chiffres récents :

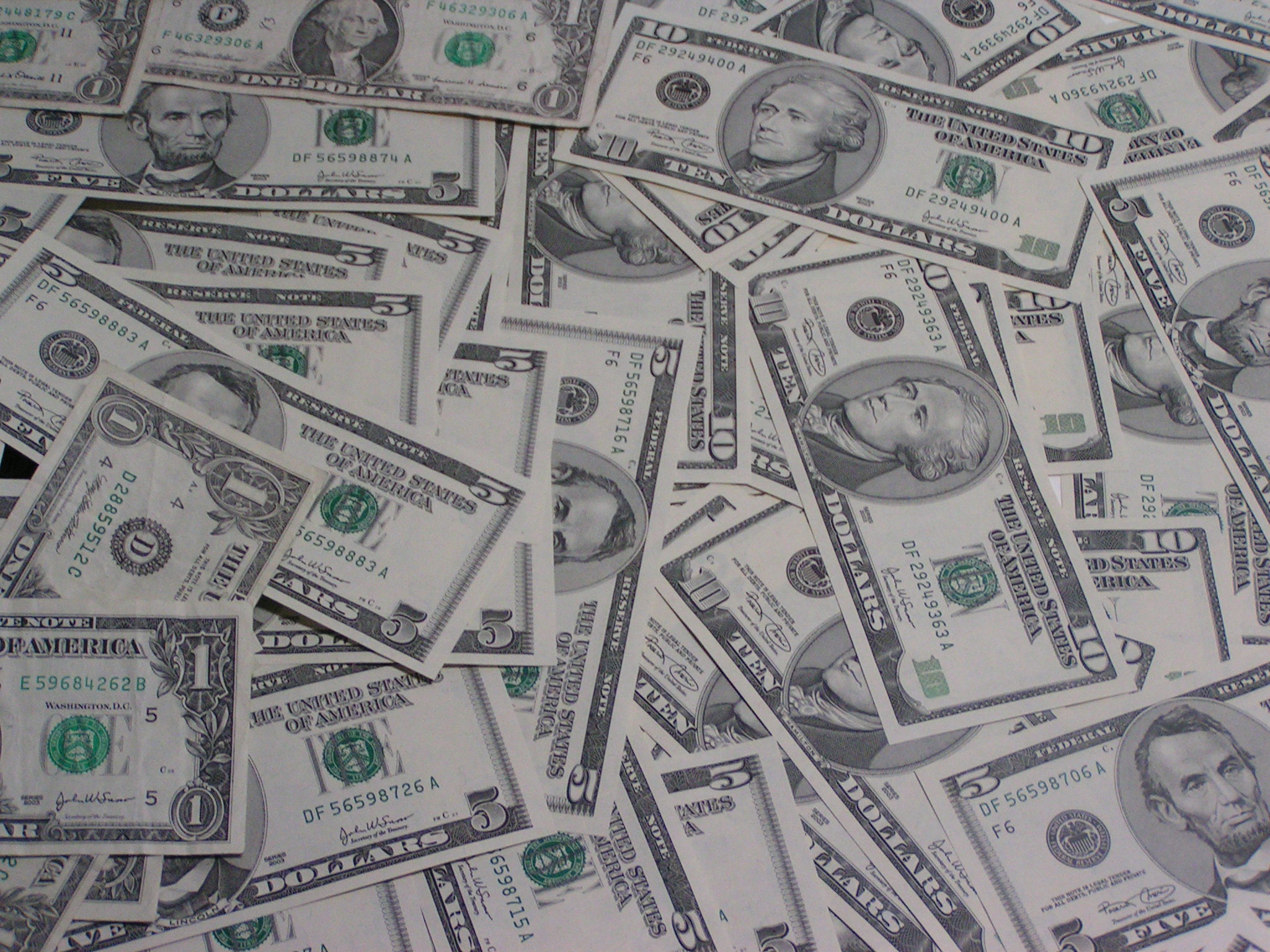
Dollars américains.

- PIB par habitant en PPA en 2004 : 39 498 $[139]
- Investissement (FBCF, 2004) : 19,6 % du PIB[139]
- Recherche et développement (en % du PIB, en 2003) : 2,6 %[139]
- Taux d'inflation (2005) : 3,4 %[139]
- Répartition de la population active (en % en 2004)[139]
  - Secteur primaire : 1,7 %
  - Secteur secondaire : 20,8 %
  - Secteur tertiaire : 77,4 %
- L'économie américaine a créé deux millions d'emplois nouveaux en 2005
- Déficit commercial cumulé en mai 2007 : 296 milliards de dollars[140]

## Population et société

### Caractéristiques générales
| Indicateur                                | Valeur         | Année |
| ----------------------------------------- | -------------- | ----- |
| Revenu moyen (en $ constant et par foyer) | 46 326         | 2005  |
| IDH                                       | 0,927          | 2022  |
| Coefficient de Gini                       | 0,469          | 2005  |
| Pauvreté                                  | 12,6 % à 3,3 % | 2005  |

Les États-Unis sont un pays riche et développé, mais traversé par de fortes inégalités sociales. Avec un Indice de développement humain (IDH) de 0,927 en 2022, le pays se classe au vingtième rang des États les plus développés de la planète. Selon le Bureau du recensement des États-Unis, le revenu brut moyen était de 46 326 dollars en 2005. Il est le plus élevé du pays dans le New Jersey (60 246 $) et le plus bas dans le Mississippi (34 396 $). À parité de pouvoir d'achat, ces niveaux de revenus sont parmi les plus élevés au monde. En 2006, 10 % des ménages les plus riches concentrait près de 50 % du revenu. Le pour cent le plus riche en recevait 23 %. Cette dernière catégorie a bénéficié entre 2002 et 2006 des trois quarts de la progression des revenus. La part des Américains vivant sous le seuil de pauvreté a légèrement augmenté pendant les deux mandats de George W. Bush et surtout durant le mandat de Barack Obama qui a connu la crise des subprimes. En 2017, les mariages de mineurs (la majorité est atteinte à 21 ans aux États-Unis) sont encore légaux dans vingt-cinq États des États-Unis. Selon l'association Unchained at Last, 248 000 enfants et adolescents ont été mariés dans le pays entre 2000 et 2010 ; un mariage d'enfant étant défini par l'Unicef et le département d'État des États-Unis comme « un mariage formel ou une union informelle avant l'âge de 18 ans ».
En 2016, les États-Unis se situent au dix-septième rang des pays de l'OCDE pour le taux de travail des femmes. D'après une étude du Bureau du recensement de 2014, les salariées gagnent en moyenne 21 % de moins que leurs collègues hommes. L'écart s'accentue quand elles sont noires (36 % de moins) ou hispaniques (44 %). Les États-Unis comptent parmi les quatre pays — avec le Eswatini, le Lesotho, et la Papouasie-Nouvelle-Guinée — à ne pas garantir de congé maternité payé.
En 2023, selon le Centre pour le contrôle et la prévention des maladies américain, l'espérance de vie des Américains à la naissance était de 78,4 ans (75,8 ans pour les hommes et 81,1 ans pour les femmes). L'espérance de vie avait diminué pendant cinq ans entre 2014 et 2021, mais elle a augmenté en 2022 (+1,1 an) et en 2023 (+0,9 an). Des chercheurs mettent en cause la pandémie de Covid-19 ainsi que la crise des opioïdes et des suicides pour cette baisse sans précédent.

### Santé et protection sociale

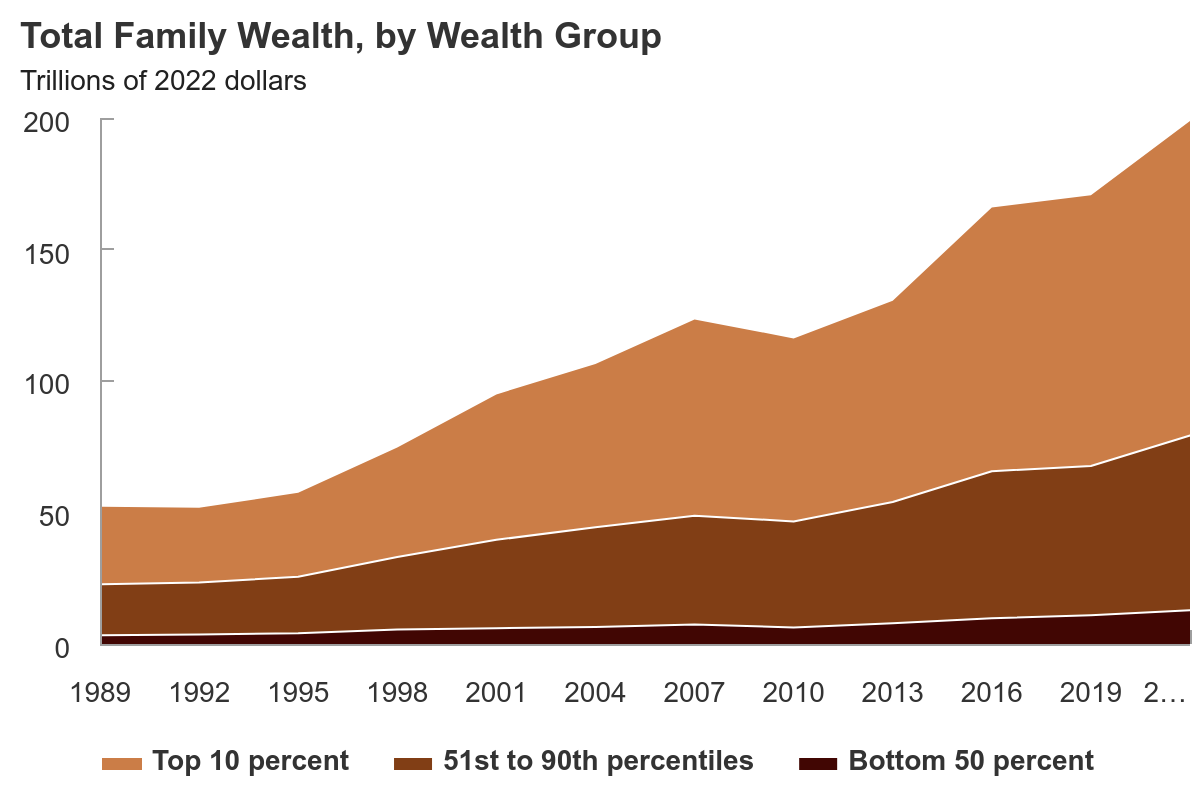
Inégalité entre riches et pauvres

La protection sociale aux États-Unis couvre 90 % de la population américaine. Depuis le New Deal et la création de l'État-providence (Welfare State), le gouvernement met en œuvre plusieurs programmes afin d'aider les personnes âgées ainsi que les Américains en difficulté. Medicare est une couverture médicale pour tout Américain de plus de 65 ans qui a cotisé pendant au moins 10 ans avant sa retraite. (Medicaid remplace Medicare pour les Américains à bas revenus.) Le gouvernement fédéral prévoit aussi Aid to Families with Dependent Children (AFDC) pour les enfants, puis Temporary Assistance for Needy Families (TANF) pour les mères au foyer, Early Childhood Intervention et SCHIP pour les enfants en difficulté, Social Security pour les retraités, Supplemental Security Income (SSI) pour les aveugles, les handicapés, les retraités sans antécédents de travail adéquats et les immigrés âgés après cinq ans d'autorisation sur le territoire, Low Income Home Energy Assistance Program (LIHEAP) pour les plus pauvres, Old-Age, Survivors, Disability and Health Insurance (OASDHI) pour les chômeurs et les veuves, etc.
En 2000, 180 millions d'Américains bénéficiaient de la sécurité sociale. Le système de répartition des aides sociales est pluraliste et décentralisé : l'État fédéral donne une enveloppe fixe aux 50 États fédérés. La protection sociale dépend de la situation de l'individu : l'assurance maladie n'est pas obligatoire. L'organisation fédérale des États-Unis entraîne des inégalités géographiques quant aux dépenses et aux redistributions sociales. La philosophie dominante est que la meilleure assurance sociale reste le plein emploi : les divers gouvernements qui se succèdent cherchent avant tout à maintenir la croissance économique et à faire baisser le chômage. Contrairement aux idées reçues, le sort des pauvres ne laisse pas indifférent aux États-Unis. La pauvreté est largement prise en charge par les Américains dans le cadre des associations caritatives (plus de 650 000 dans tout le pays), des organisations religieuses et des institutions philanthropiques ; les États-Unis sont le premier pays du monde pour le bénévolat : 93 millions d'Américains le pratiquent à différents degrés. Il implique surtout les retraités et les femmes. Le bénévolat américain est particulièrement développé dans le domaine des arts et contribue au fonctionnement de nombreuses institutions culturelles.

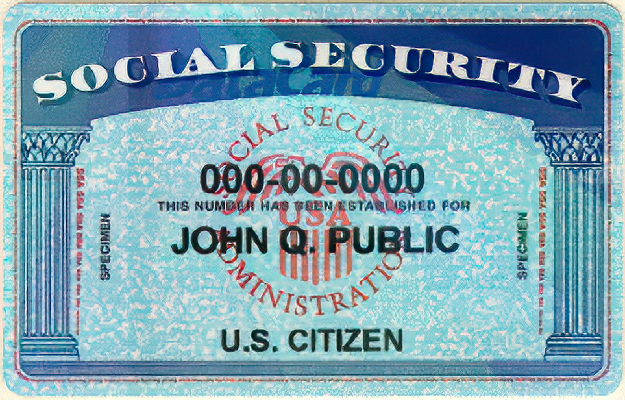
Carte de sécurité sociale américaine.

En 2005, le système des retraites procurait plus de la moitié de leurs revenus aux deux tiers des retraités des États-Unis. Le système des retraites américain est très complexe : la Social security est un système de retraite fédérale calculée en fonction du nombre d'années travaillées, des cotisations versées et de l'inflation. En 2025, le paiement moyen de Social Security est de 1 976 $ par mois pour les retraités ; il est de 967 $ pour Supplemental Security Income ou SSI pour ceux qui auraient peu d'années travaillées (comme des handicappés et des immigrés âgés). À la fin des années 1990, le gouvernement fédéral dépensait 289 milliards de dollars pour le système des retraites obligatoires. Les Pensions sont payées par les grandes entreprises et les administrations publiques. Enfin, la retraite par capitalisation consiste en des plans d'épargne-retraite et des fonds de pension. Les retraités les plus pauvres reçoivent des aides fédérales complémentaires (OASDHI) et les soins (le système Medicaid, qui est gratuit). Le reste participe au système de santé fédéral (Medicare) et payent une cotisation mensuelle (185 $ en 2025).
Le taux de mortalité maternelle aux États-Unis est le plus élevé des pays développés. En augmentation depuis les années 1980, il se situe en 2016 à 42,8 pour 100 000 naissances vivantes pour les Afro-Américaines. Pour les femmes blanches, le taux est moindre, mais élevé lui aussi : 12,5, contre 9,6 en France et 4 en Suède.[réf. nécessaire]. Selon la National Organization for Women, ce record tient à l'absence d'assurance-maladie pour de nombreuses mères. Le système de santé américain est généralement considéré comme peu efficace et très inégalitaire.[réf. nécessaire]Avec moins de 3 lits d'hôpitaux pour 1 000 habitants (6 en France), une espérance de vie inférieure à la moyenne des pays de l'OCDE, les États-Unis comptent 30 millions de personnes qui n'ont aucune couverture santé, tandis qu'un Américain sur deux est sous-assuré.

### Démographie et immigration
| Indice                                   | Indice                                        | Année |
| ---------------------------------------- | --------------------------------------------- | ----- |
| Population (millions d'hab.)             | 331                                           | 2020  |
| Densité (hab./km2)                       | 33,2                                          | 2008  |
| Croissance démographique (%)             | 0,98                                          | 2024  |
| Espérance de vie (années)                | Hommes : 75,8 Femmes : 81,1 Population : 78,4 | 2023  |
| Population de 65 ans et +                | 12,4 %                                        | 2005  |
| Indice de fécondité                      | 1,88                                          | 2012  |
| Taux de natalité (pour 1 000)            | 13,83                                         | 2011  |
| Taux de mortalité (pour 1 000)           | 8,38                                          | 2011  |
| Taux de mortalité infantile (pour 1 000) | 6,06                                          | 2004  |
| Taux de migration (pour 1 000)           | 4,18                                          | 2011  |
| Âge médian (années)                      | 36,7                                          | 2008  |
| Euro-américains (%)                      | 77,4                                          | 2014  |
| Afro-américains (%)                      | 13,2                                          | 2014  |
| Asiatiques (%)                           | 5,4                                           | 2014  |
| Amérindiens (%)                          | 1,2                                           | 2014  |
| Métis ou autres (%)                      | 2,8                                           | 2014  |
| Hispaniques (%)                          | 17,4                                          | 2014  |

Avec plus de 331 millions d'habitants, la population des États-Unis représente environ 4,5 % de la population mondiale. Selon le Bureau du recensement à la date du 1er avril 2020, la population résidente des États-Unis se chiffrait à 331 449 281. La dernière estimation annuelle (2024) du Bureau du recensement est de 340 110 988 habitants.

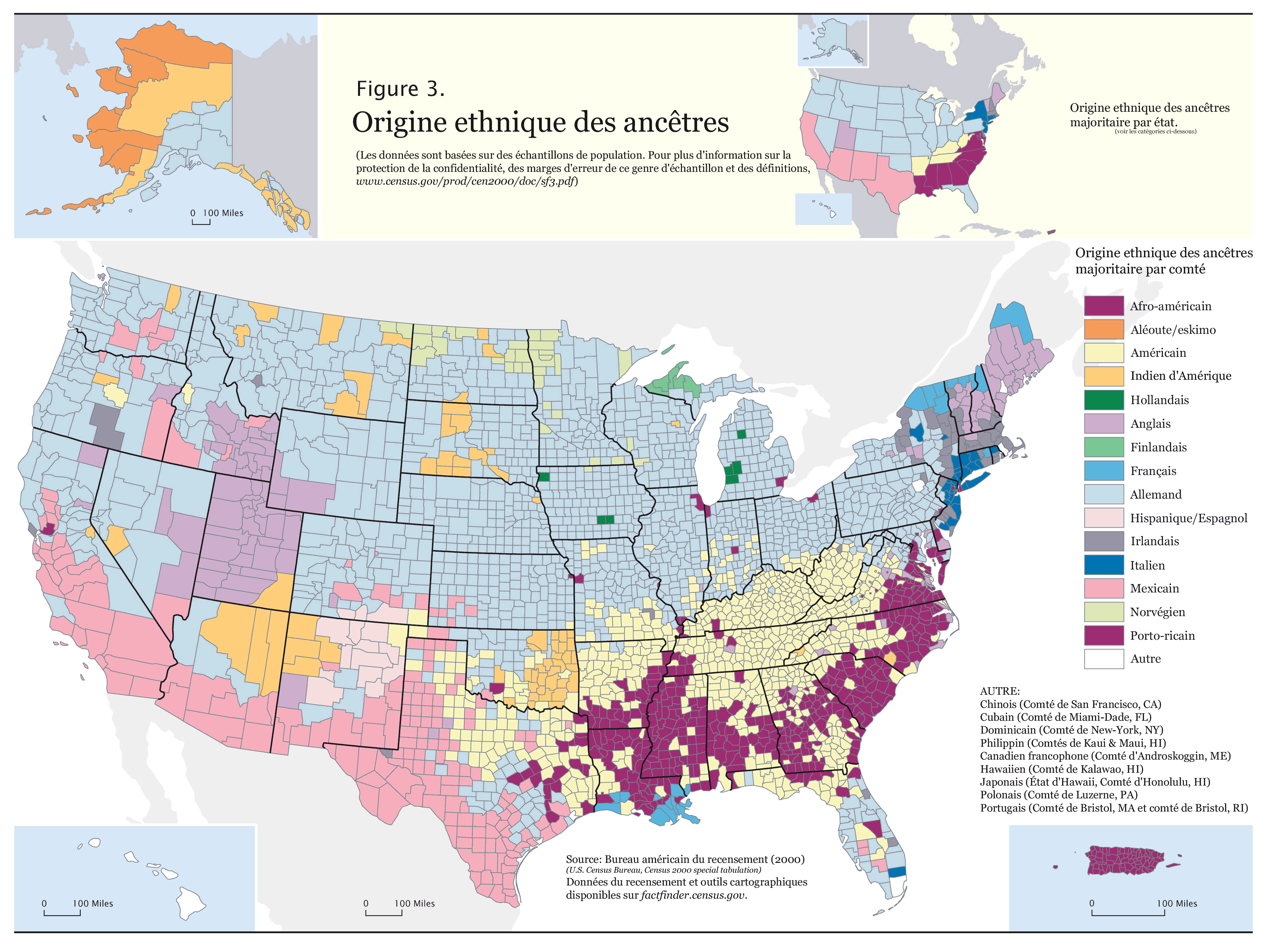
Origine ethnique des ancêtres à travers les États-Unis (selon le recensement de 2000).

La population américaine a augmenté de 22,7 millions, soit 7,4 %, entre les recensements officiels de 2010 et de 2020. La croissance démographique annuelle était de 0,98 % en 2024. Entre le recensement de 2020 et la dernière estimation de 2024, la population américaine a augmenté de 2,6 %. L'indice de fécondité en 2012 est de 1,88 enfant par femme. Le nombre d'immigrés clandestins est estimé à 12 millions de personnes, soit 4 % de la population totale. En 2006, 1,27 million d'immigrés ont reçu une carte de résidence légale. Le Mexique est leur premier pays d'origine depuis deux décennies suivent, depuis 1998, la Chine, l'Inde et les Philippines.
Dans le recensement de 2020, les cinq États les plus peuplés étaient la Californie (39,5 millions d'habitants), le Texas (29,1 millions), la Floride (21,5 millions), l'État de New York (20,2 millions), et la Pennsylvanie (13 millions). Six États sur 50 avaient une population inférieure à 1 million d'habitants : par ordre décroissant, le Delaware, le Dakota du Sud, le Dakota du Nord, l'Alaska, le Vermont, et le Wyoming, qui constitue l'État le moins peuplé avec moins de 577 000 habitants. Finalement, le recensement montre que les dix États les plus peuplés abritent les deux tiers de la population, tandis que 3 % de la population réside dans les dix États les moins peuplés. En 2020, le Sud (126,2 millions d'habitants, soit 38 % de la population) et l'Ouest (78,5 millions d'habitants, soit 23,5 % de la population) rassemblaient plus de 60 % de la population totale. Ils sont aujourd'hui plus peuplés que le Nord-Est (57,6 millions d'habitants, soit 17 % de la population), centre historique du peuplement et de la révolution industrielle. Depuis les années 1950, on observe un déplacement du centre de gravité du pays depuis le Nord-Est (qui abritait 26 % de la population en 1950) vers le Sud-Ouest. Ce sont, en effet, les États de l'Ouest et du Sud qui enregistrent toujours la plus forte progression démographique. Ainsi, entre 1980 et 1990, 54,3 % de la croissance démographique nationale s'est faite au bénéfice des trois États de Californie, de Floride et du Texas. Cette tendance a perduré entre 1990 et 2000, le taux de croissance de l'Ouest ayant été de 19,7 % et celui du Sud de 17,3 % tandis qu'il s'établissait à 5,5 % dans le Nord-Est ; en 2020, le Texas et la Floride sont désormais plus peuplés que l'État de New York. Entre 1990 et 2000, pour la première fois, tous les États américains ont vu leur population augmenter, au premier rang desquels le Nevada. Comme au cours de la décennie précédente (+ 42 %), il a de nouveau enregistré le taux de croissance le plus important (+66 %). L'Arizona, le Colorado et l'Utah affichent des croissances atteignant plus de 30 %.
Structure par âge (estimation 2011) :
- 0-14 ans : 20,1 % (hommes : 32,1 millions, femmes : 30,8 millions) ;
- 15-64 ans : 66,8 % (hommes : 104,4 millions, femmes : 104,8 millions) ;
- + 65 ans : 13,1 % (hommes : 17,8 millions, femmes : 23,4 millions).

La démographie des États-Unis diffère, sur certains points, de celle des autres pays industrialisés et développés :
- Les États-Unis sont le premier pays d'immigration du monde : en 1991, ils ont accueilli plus de 1,8 million d'immigrants et, en 2005, ils comptent officiellement 36 millions d'habitants nés à l'étranger, soit 12,4 % de la population.
- La natalité y est plus forte et dynamique que dans les autres pays riches.
- Ils sont au troisième rang des pays les plus peuplés, derrière la Chine et l'Inde.
- Un tiers environ des habitants se réclament aujourd'hui d'ancêtres appartenant à une minorité.
- Il existe une cinquantaine d'agglomérations de plus d'un million d'habitants.
- Onze ou douze millions de clandestins travailleraient aux États-Unis, provenant essentiellement d'Amérique latine.

La répartition de la population par groupe ethnique se modifie. Dès 2030, la population blanche devrait diminuer[réf. nécessaire]. En 2060, les populations hispaniques devraient constituer près d'un tiers des Américains.
| Profil démographique             | 1940   | 1970   | 1990   | 2015   |
| -------------------------------- | ------ | ------ | ------ | ------ |
| Blancs                           | 89,8 % | 87,5 % | 80,3 % | 77,1 % |
| —Blancs non-hispaniques          | 88,4 % | 83,2 % | 75,6 % | 61,6 % |
| Noirs                            | 9,8 %  | 11,1 % | 12,1 % | 13,3 % |
| Hispaniques et Latino-Américains | 1,4 %  | 4,7 %  | 9,0 %  | 17,6 % |
| Asiatiques                       | (X)    | 0,3 %  | 3,9 %  | 5,6 %  |

### Langues
| Langues    | Nombre de locuteurs | %       |
| ---------- | ------------------- | ------- |
| Anglais    | 245 478 064         | 78,37 % |
| Espagnol   | 41 254 941          | 13,17 % |
| Chinois    | 3 404 634           | 1,09 %  |
| Tagalog    | 1 715 436           | 0,55 %  |
| Vietnamien | 1 523 114           | 0,49 %  |
| Arabe      | 1 390 937           | 0,44 %  |
| Français   | 1 175 318           | 0,38 %  |
| Coréen     | 1 073 463           | 0,34 %  |
| Russe      | 1 044 892           | 0,33 %  |

La langue nationale de facto des États-Unis est l'anglais (plus précisément l'anglais américain). Aucune loi n'a été votée par le Congrès américain pour préciser la ou les langues officielles à l'échelle fédérale. Toutefois, un décret présidentiel de Donald Trump en 2025 a officialisé l'anglais dans toutes les agences administratives du pouvoir exécutif. En outre, 32 États sur 50 ont voté de telles lois au profit de l'anglais comme langue officielle, dernièrement la Virginie-Occidentale en 2016. L'État de Hawaï est officiellement bilingue anglais-hawaïen. Les États de l'Alaska et du Dakota du Sud reconnaissent les langues amérindiennes en plus de l'anglais. L'espagnol possède un statut spécial dans l'État du Nouveau-Mexique, sans qu'il ne soit officiel. De la même façon, le français possède un statut particulier, mais non officiel en Louisiane et dans le Maine.
Dans quatre territoires insulaires, l'anglais ainsi qu'une ou deux langues autochtones sont officiels : l'espagnol à Porto Rico, le samoan dans les Samoa américaines, le chamorro dans l'île de Guam, le chamorro et le carolinien dans les Îles Mariannes du Nord. L'anglais est la seule langue officielle dans le territoire des Îles Vierges des États-Unis.
Au XXIe siècle, les deux principaux partis politiques fédéraux ne semblent pas enclins à voter une loi au niveau fédéral, car elle pose le problème de la part de plus en plus importante des hispanophones dans certains États. Débattre de l'anglais comme langue officielle était considéré par ces partis comme une mise en conflit entre les électeurs anglophones et les électeurs issus d'une immigration récente. Des groupes de pression, comme U.S. English ou English First, tentent d'imposer l'anglais.
En 1968, en Louisiane, le Conseil pour le développement du français en Louisiane (CODOFIL), organisme d'État chargé de promouvoir le français en Louisiane est créé, à l'initiative de James Domengeaux, représentant et avocat francophone. Par la suite, le français gagne un statut spécial dans cet État (toutefois, la Louisiane n'est pas déclarée officiellement bilingue). Les lois de 1968 en faveur de la renaissance francophone sont votées à l'unanimité par la Chambre des représentants et le Sénat de la Louisiane.
Trois ans plus tard, en 1971, Edwin Edwards devient le premier gouverneur francophone de la Louisiane au XXe siècle. La ville de Lafayette, à 208 km à l'ouest de La Nouvelle-Orléans et au cœur de la région de l'Acadiane, est en outre membre de l'Association internationale des maires francophones (AIMF).

### Éducation et enseignement
Les États-Unis sont le premier pays à fonder un système d'enseignement public et gratuit. Dans le domaine de la pédagogie, le pays est le berceau du progressisme scolaire, sous l'impulsion du philosophe John Dewey. L'école joue un rôle essentiel pour la formation du citoyen et de manière plus générale, pour la bonne santé de la démocratie. Son évolution reflète les dynamiques et les problèmes de la société américaine. L'enseignement supérieur est un élément clé du soft power des États-Unis.

#### Organisation et financement

Bâtiment du Ministère de l'Éducation des États-Unis, Washington D.C.

Aux États-Unis, l'enseignement n'est pas organisé de façon centralisée : il est essentiellement sous la responsabilité des états fédérés. L'organisation décentralisée, qui permet une grande souplesse au système éducatif américain, se déploie à trois échelons : local, étatique et fédéral. À l'échelon local, les districts scolaires (school districts) gèrent leur budget et le contenu des programmes, recrutent les professeurs ainsi qu'un directeur de l'éducation (en). Jusque dans les années 1980, les districts scolaires étaient majoritairement financés par les impôts locaux. Aujourd'hui, ils dépendent surtout des états fédérés. À cet échelon, l'éducation dépend d'un Department of Education et d'un State Board of Education. La Constitution des États-Unis laisse aux états fédérés une indépendance totale dans l'organisation scolaire, le choix des manuels, le salaires des enseignants et le budget consacré à l'enseignement. Ce système est marqué par d'importantes disparités géographiques. Enfin, à l'échelon national, le Ministère de l'Éducation (U.S. Department of Education) fixe les principales orientations et promeut des programmes éducatifs, à la fois dans secteur public et dans le secteur privé. L'État fédéral ne finance qu'une part très minoritaire de l'éducation (moins de 10 % des dépenses consacrées aux établissements du primaire et de secondaire). Il consacre son attention à corriger les inégalités d'accès à l'éducation, grâce à des programmes comme Head Start.

#### Enseignements primaire et secondaire

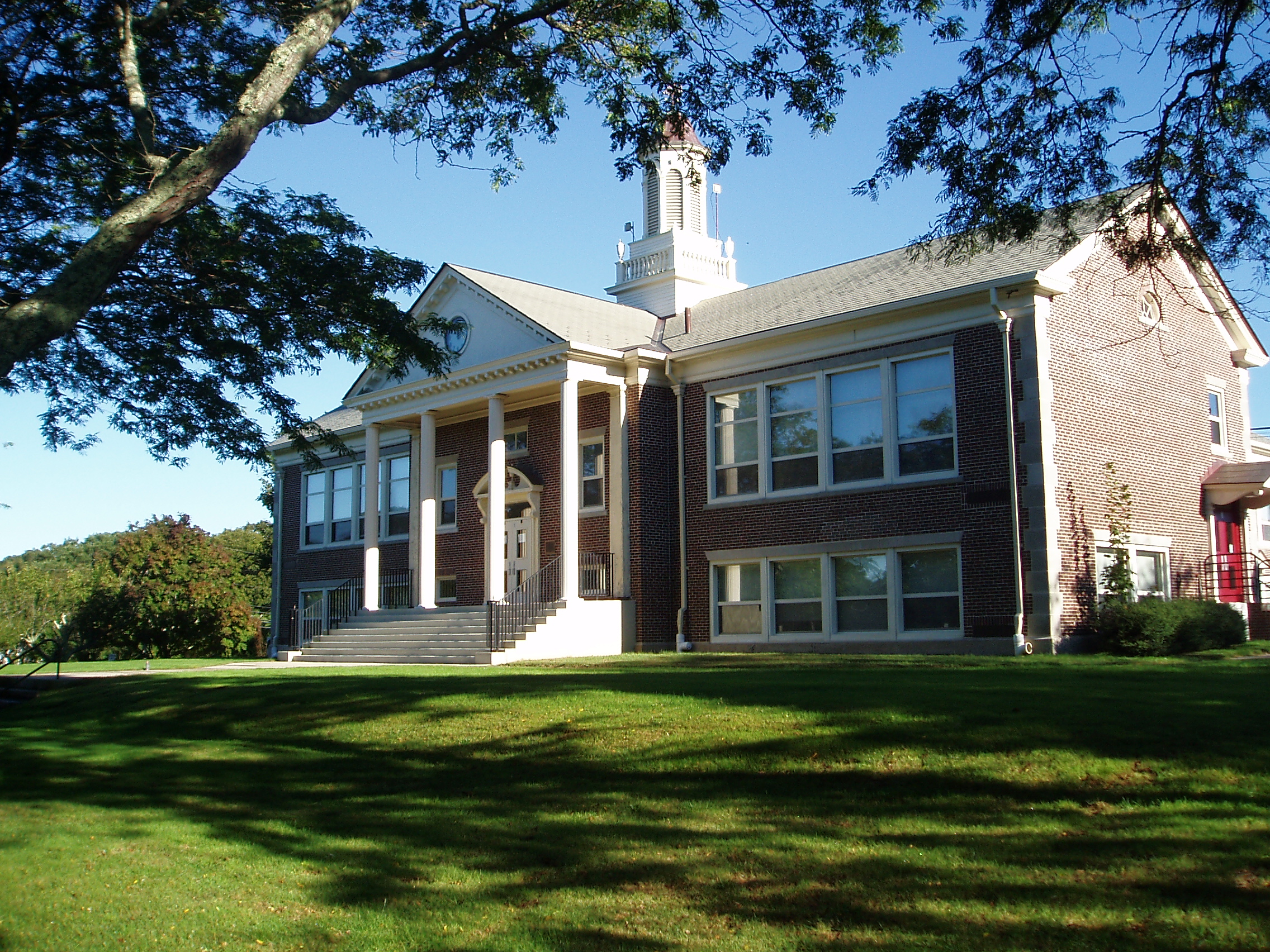
Teaticket School, Falmouth, Massachusetts

La majorité des 50 millions d'élèves américains sont inscrits dans des écoles primaires et secondaires publiques et gratuites. L'école est obligatoire à partir de 6 ans, même si beaucoup d'enfants américains vont à l'école élémentaire qui se compose de la nursery school (de l'âge d'un an et demi à l'âge de 4 ans) et des kindergarten (entre 4 et 6 ans). Les elementary schools accueillent les enfants à partir de l'âge de 6 ans. Il existe également des middle schools et des junior high schools. Chaque niveau est appelé « grade » : le grade 4 correspond au CM1 en France, le grade 8 à la 4e. À compter du grade 4, les élèves ont chacun leur propre emploi du temps en fonction des options choisies. L'enseignement secondaire est prodigué dans les high schools qui offre une importante diversité de situations. Les prep schools sont les établissements secondaires qui préparent les élèves à entrer dans les meilleures universités des États-Unis. Un diplôme d’études secondaires (high school diploma) vient conclure le parcours dans le secondaire à la fin du 12e grade.

#### Enseignement supérieur

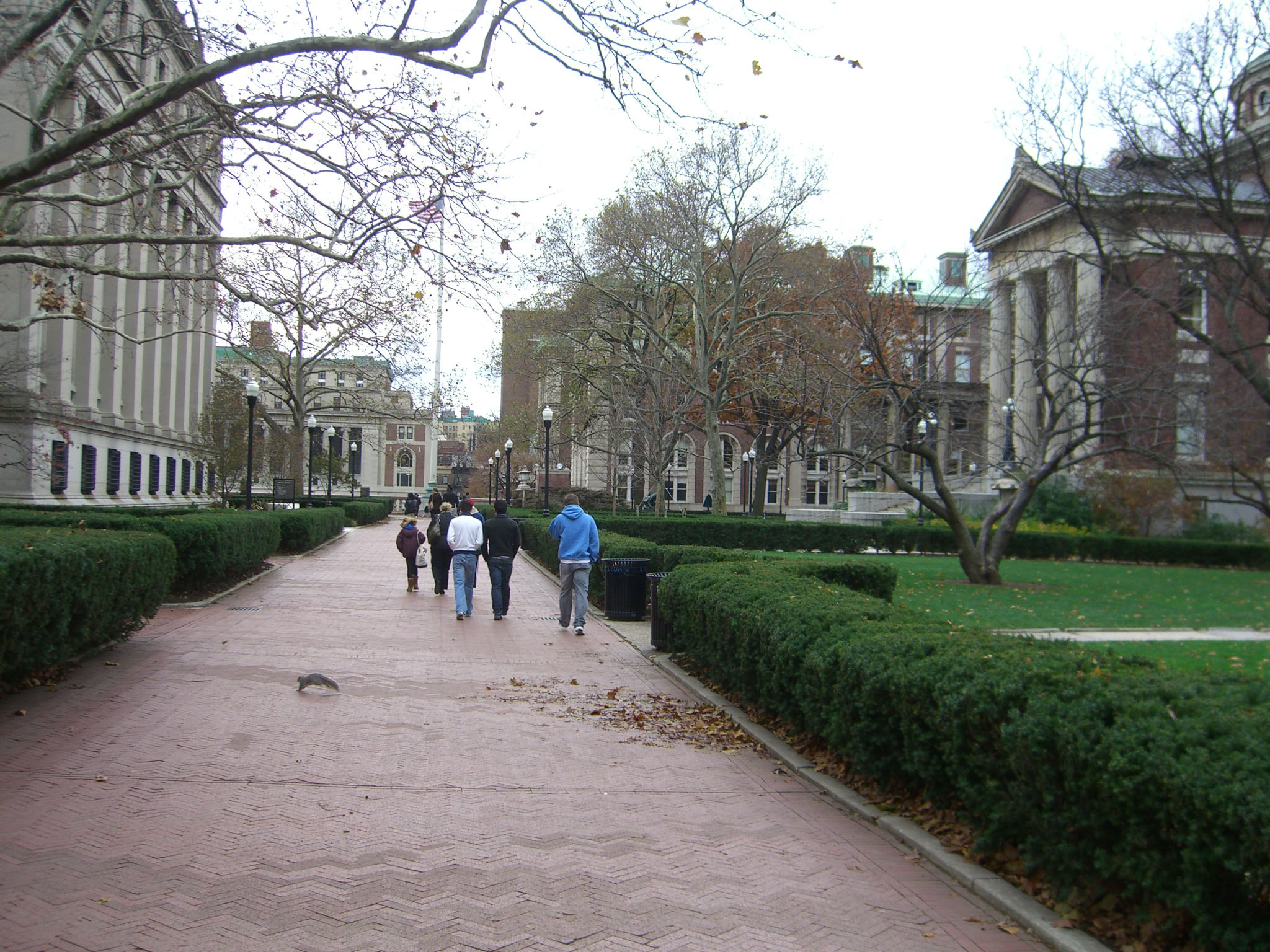
Campus de l'université de Columbia, New York

Fondé en 1636, le Harvard College dans le Massachusetts, est l'établissement d'enseignement supérieur le plus ancien des États-Unis. De nos jours, chaque état fédéré a au moins une université publique et une université privée. 19 millions de jeunes Américains fréquentent un établissement d'enseignement supérieur. La moitié des universités les plus prestigieuses se trouvent dans quatre États : trois États du Nord-Est (New York, Massachusetts, Pennsylvanie) et la Californie. Les études supérieures sont payantes, mais les frais de scolarité varient selon les établissements. Généralement, les universités sont dirigées par un conseil d'administration qui détermine la politique en matière d'enseignement et de recherche. L'État fédéré détient la majorité des sièges dans les conseils d'administration des universités publiques. Mais l'État fédéral joue un rôle important dans la recherche-développement. Il existe plusieurs types d'établissement d'enseignement supérieur aux États-Unis : le college prépare aux études undergraduates en quatre ans qui mènent au diplôme de bachelor, dont l'obtention est nécessaire à la poursuite des études graduates. Les deuxième et troisième cycles sont préparés dans les graduate schools. Les professional schools préparent aux études d'une seule discipline (droit, médecine, etc.). Les junior colleges et les community colleges donnent accès à des études courtes (deux années) et sont plus facilement accessibles que les autres établissements d'enseignement supérieur. Les community colleges préparent les étudiants à entrer dans le monde du travail et proposent des cours de rattrapage. Les étudiants qui fréquentent les community colleges peuvent par la suite intégrer l'université.

##### Les défis du système éducatif américain
L'État fédéral ne subventionne aucune école religieuse au nom de la liberté religieuse. Depuis 1962, la prière à l'école est prohibée par l'arrêt Engel contre Vitale,. Le premier amendement de la Constitution américaine garantit la non-ingérence de l'État dans les religions ; l'institution scolaire doit être neutre. Aux États-Unis, il existe des écoles confessionnelles chrétiennes, juives et islamiques.
Depuis la déségrégation raciale, les établissements d'enseignement favorisent la diversité ethnique dans les classes : le busing et les magnet schools sont des leviers pour atteindre ce but. Néanmoins, les résultats des élèves afro-américains restent en moyenne inférieurs à ceux de leurs homologues blancs. Les élèves ayant des difficultés scolaires et des handicaps sont intégrés aux classes ordinaires, notamment par l'Individuals with Disabilities Education Act (IDEA). Les Governors schools accueillent les élèves surdoués pendant la période estivale.
Le bilan du système éducatif américain est contrasté : dans le classement PISA, les États-Unis figurent au-dessus de la moyenne des pays de l'OCDE. L'enseignement favorise les innovations pédagogiques et tient compte des besoins particuliers de certains élèves. Mais les inégalités liées à l'appartenance ethnique sont toujours présentes. Les universités américaines dominent le classement de Shanghai : en 2021, sur les 20 meilleures universités du monde, 16 étaient américaines, la première étant, depuis plusieurs années, Harvard. Mais beaucoup d'étudiants américains doivent s'endetter pour accéder à l'enseignement supérieur.

## Sciences et culture

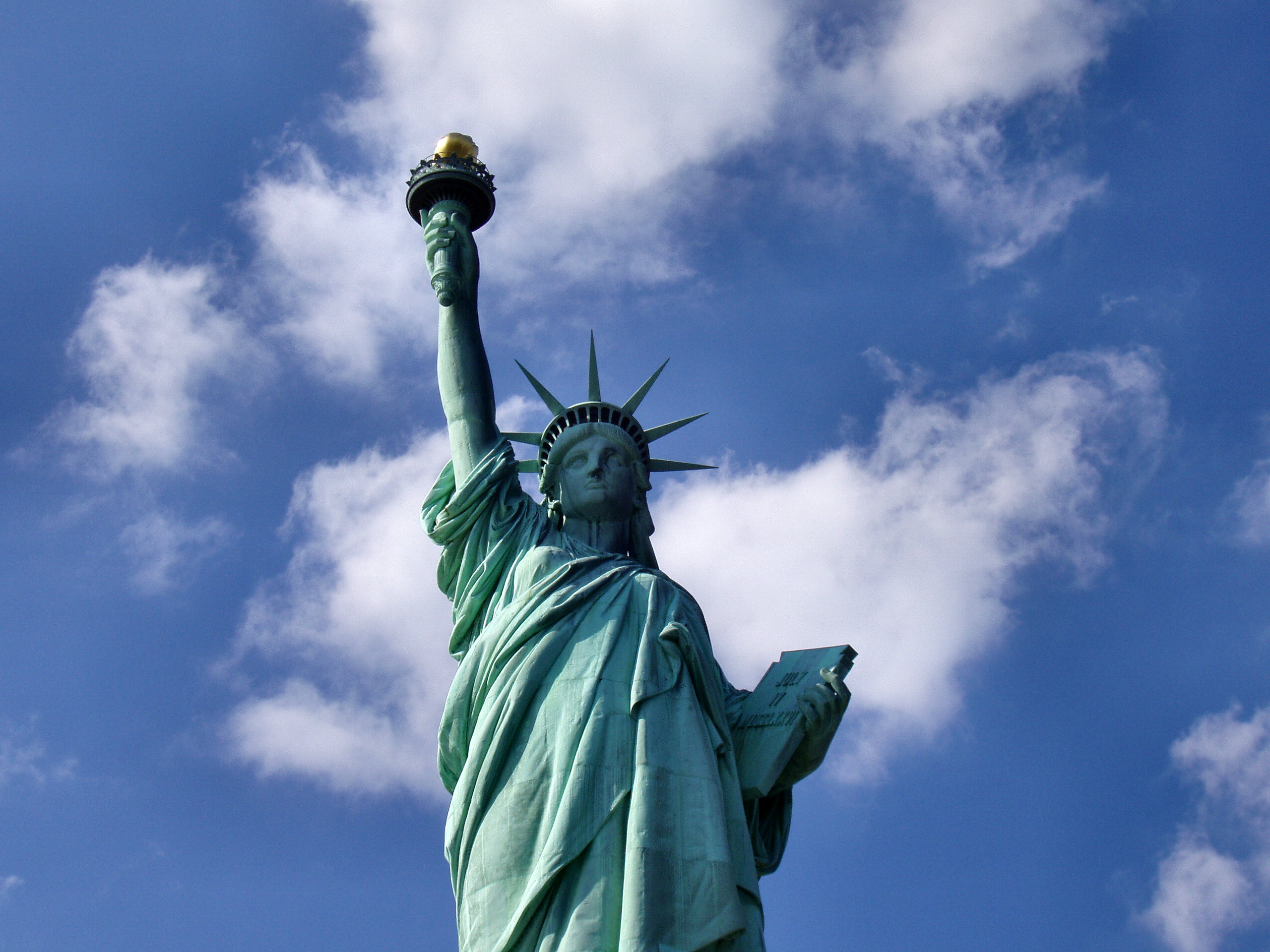
La statue de la Liberté est l'un des symboles des États-Unis et de manière plus générale un symbole de liberté, de démocratie et du rêve américain.

La culture américaine a une base anglo-saxonne, qui s'explique par les origines historiques du pays. L'anglais est la langue la plus parlée. Cependant, les apports d'autres cultures contribuent à faire des États-Unis un creuset culturel :
- l'héritage amérindien se lit dans certains mots et toponymes ;
- l'influence hispanique est forte en Californie, au Nouveau-Mexique et au Texas ainsi que dans plusieurs grandes villes ailleurs (New York, Miami en Floride, Hartford dans le Connecticut) ;
- l'influence française, mais surtout acadienne, est forte en Louisiane ;
- les immigrants européens ont également marqué la culture du pays.

### Science et techniques

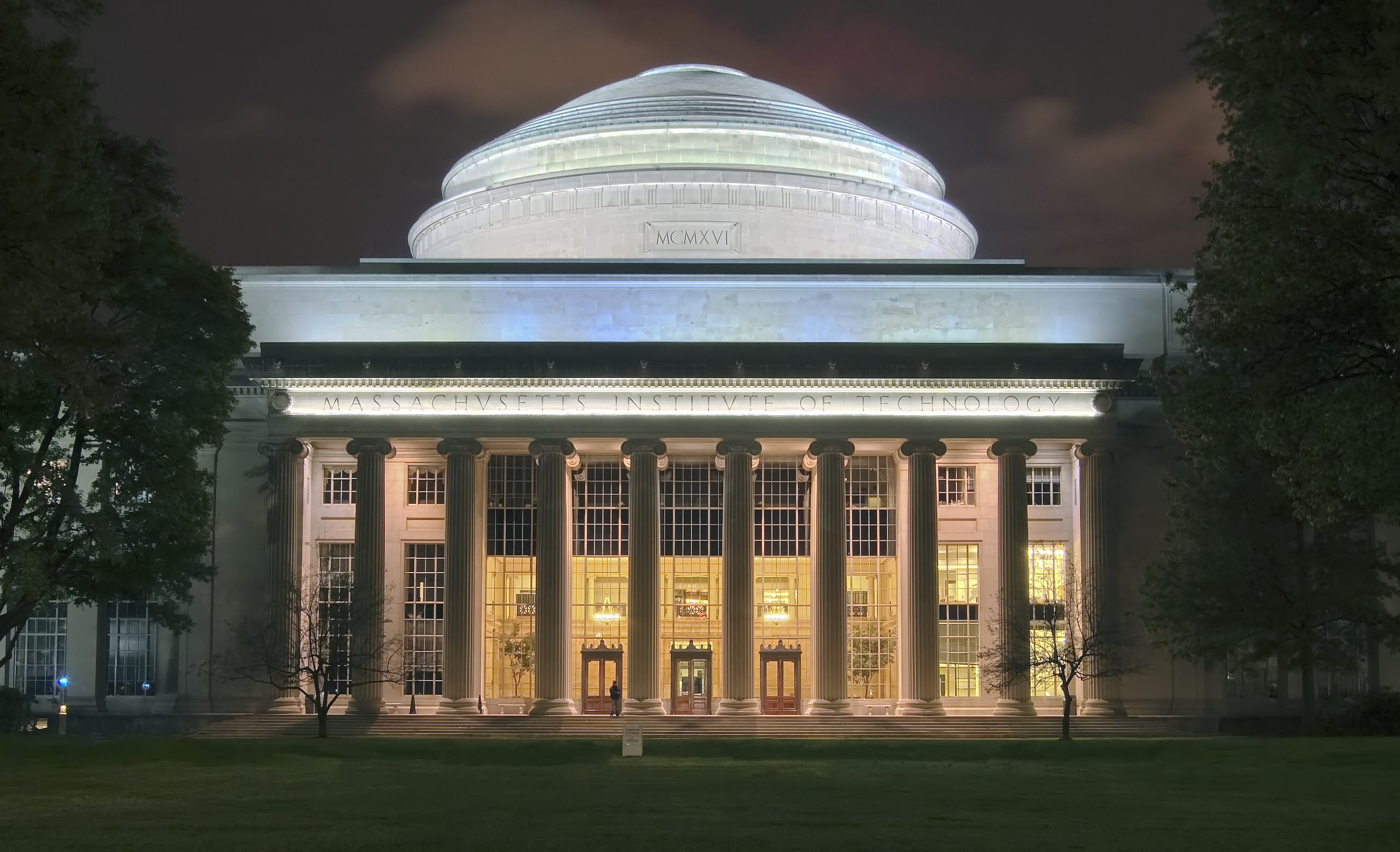
Le MIT est l'une des universités les plus prestigieuses au monde.

Depuis la fin du XIXe siècle, les États-Unis occupent les premiers rangs mondiaux pour la recherche scientifique et les innovations techniques. En 1876, Alexander Graham Bell dépose un brevet pour l'invention du téléphone. Le laboratoire de Thomas Edison met au point le phonographe, la lampe à incandescence et l'une des premières caméras. Au début du XXe siècle, les entreprises de Ransom E. Olds et d'Henry Ford expérimentent de nouvelles façons de produire les véhicules automobiles. En 1903, les frères Wright procèdent à l'un des premiers vols en avion. L'arrivée au pouvoir des nazis au début des années 1930 contraint de nombreux scientifiques européens à émigrer aux États-Unis, tels qu'Albert Einstein et Enrico Fermi. Au cours de la Seconde Guerre mondiale, le projet Manhattan fait entrer le monde dans l'âge atomique. La course à l'espace pendant la Guerre froide a produit d'importantes avancées dans l'armement et l'industrie aérospatiale. C'est aux États-Unis que sont nés l'ARPANET et l'internet.
Les systèmes informatiques pour la guerre en réseau (Network centric warfare) utilisés pour la première fois lors de la guerre du Golfe (1990-1991) se sont diffusés dans la plupart des entreprises stratégiques américaines, et assurent une domination par la connaissance technique. Le gouvernement fédéral apporte ainsi un soutien en information stratégique pour que les grandes entreprises américaines remportent des marchés à l'exportation.
Aujourd'hui, la recherche scientifique et technique reste en pointe notamment dans le domaine des OGM, grâce à d'importants investissements et des universités renommées. Une majorité des Américains aujourd'hui a un accès à internet, et 99 % sont possesseurs d'un poste de télévision (il y a aujourd'hui plus de téléviseurs que de résidents dans un foyer moyen, sans parler des postes qui se généralisent dans les lieux publics, tels les transports en commun, les ascenseurs ou les halls d'aéroports). En 2024, les États-Unis sont classés en 3e position pour l'indice mondial de l'innovation..

### Littérature et philosophie

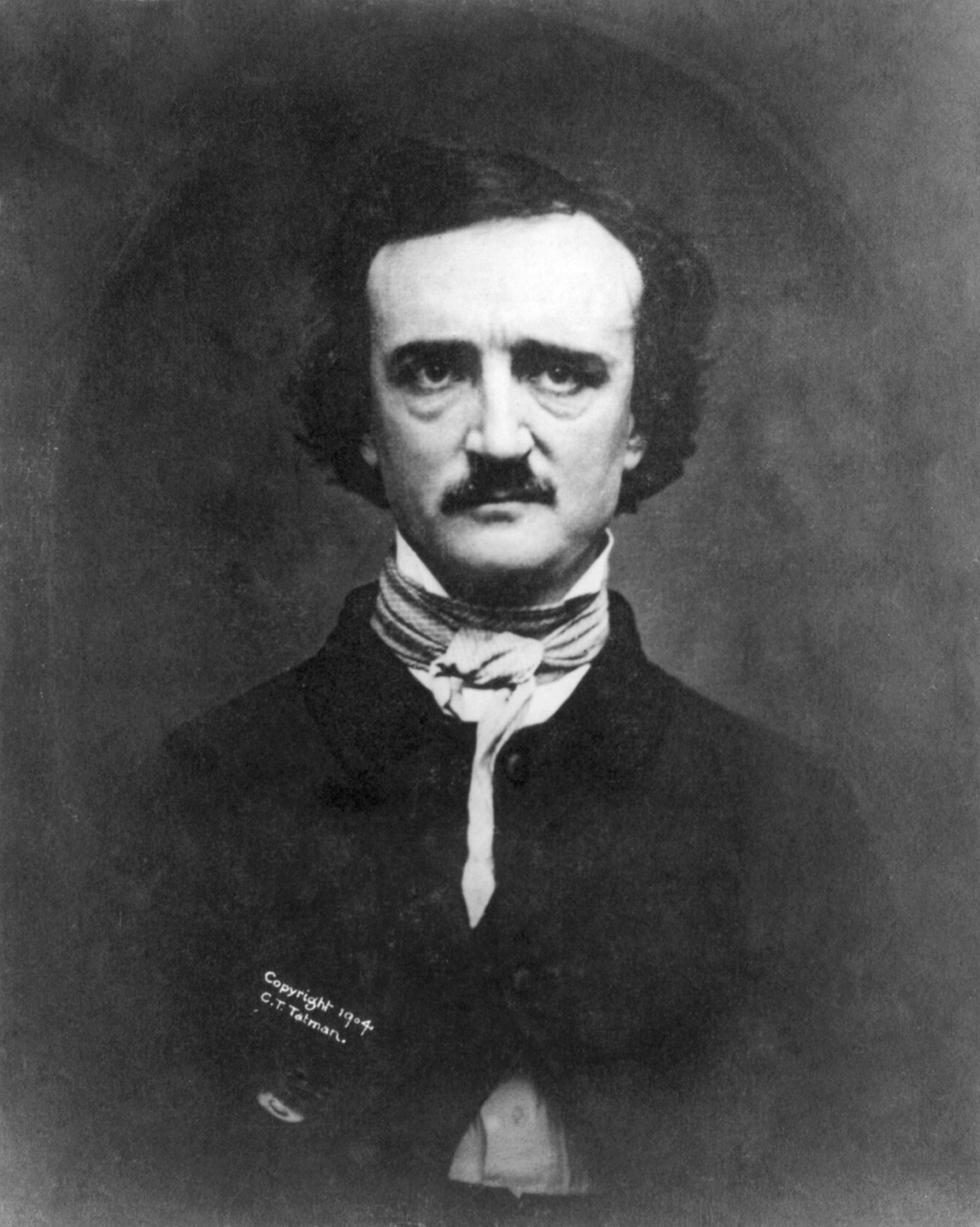
L'écrivain américain Edgar Allan Poe (1809-1849).

Au XVIIIe siècle et au début du XIXe siècle, la littérature américaine reste influencée par les œuvres et les auteurs européens[réf. nécessaire]. Vers le milieu du XIXe siècle apparaît une littérature proprement américaine avec des auteurs tels que Nathaniel Hawthorne, Edgar Allan Poe ou Henry David Thoreau. Le romancier Mark Twain et le poète Walt Whitman sont les principales figures littéraires des États-Unis dans la deuxième moitié du XIXe siècle. Emily Dickinson, qui n'était pas célèbre de son vivant, fut par la suite reconnue comme l'une des poétesses essentielles de l'Amérique.
Onze Américains ont reçu le prix Nobel de littérature au XXe siècle, Toni Morrison étant la dernière en 1993. Ernest Hemingway, lauréat de l'année 1954, et John Steinbeck, lauréat de l'année 1962, sont des écrivains majeurs du XXe siècle. Parmi les romans les plus importants, on peut citer : Les Aventures de Huckleberry Finn de Mark Twain (1885), Gatsby le Magnifique de F. Scott Fitzgerald (1925), Les Raisins de la colère de John Steinbeck (1939).
Le roman noir est un des genres littéraires les plus populaires.
Les transcendantalistes menés par Ralph Waldo Emerson et Henry David Thoreau sont à l'origine du premier mouvement philosophique américain au XIXe siècle. Après la guerre de Sécession, Charles Sanders Peirce puis William James et John Dewey développent le mouvement du pragmatisme. Au XXe siècle, Willard Van Orman Quine et Richard Rorty sont les représentants de la philosophie analytique.

### Arts plastiques et visuels
Au milieu du XIXe siècle, l'Hudson River School est un mouvement artistique, fondé par un groupe de peintres influencés par le romantisme. Leurs tableaux représentent les paysages américains. L'exposition de l'Armory Show en 1913 à New York est considérée comme le point de départ de l'art moderne aux États-Unis. Georgia O'Keeffe, Marsden Hartley et d'autres artistes expérimentent de nouveaux styles et mettent en œuvre une sensibilité unique. Après 1945, Jackson Pollock et Willem de Kooning font naître l'expressionnisme abstrait ; Andy Warhol et Roy Lichtenstein inventent le pop art.
L'art de la photographie se développe de manière précoce aux États-Unis, dès le XIXe siècle, avec des photographes comme Alfred Stieglitz, Edward Steichen, Ansel Adams, et bien d'autres. Dans le domaine de la bande dessinée, le comic et le comic strip sont deux genres nés dans la presse américaine. Les super-héros comme Superman (1938), Batman (1939) ou Spider-Man (1962), sont devenus des icônes et des symboles de l'Amérique.

### Architecture

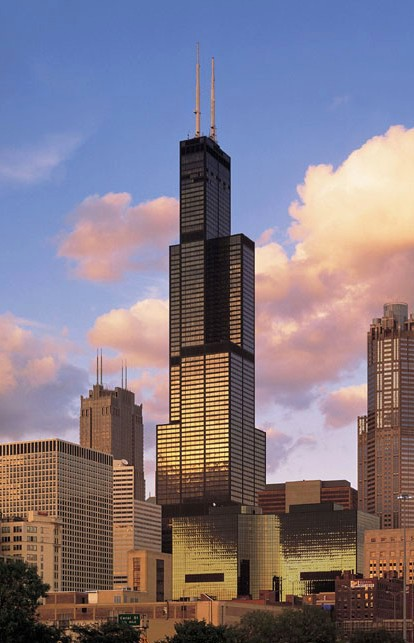
La Willis Tower à Chicago a été le plus haut gratte-ciel du monde de 1973 à 1998 et des États-Unis jusqu'en 2013. Il est à ce jour le second plus haut immeuble du pays après le One World Trade Center à New York.

L'architecture aux États-Unis est diverse selon les régions et s'est construite grâce aux apports extérieurs, qui n'ont pas été uniquement anglais. L'architecture amérindienne et coloniale a laissé peu de vestiges. Avec la naissance des États-Unis, les bâtiments publics sont influencés par l'Antiquité gréco-latine et reflètent l'idéal républicain. Au XIXe siècle se succèdent de nombreux styles tels que le Greek Revival, néogothique, City Beautiful, éclectisme, style Beaux-Arts, style victorien qui se rattachent aux traditions européennes.
L'architecture américaine s'émancipe vraiment à la fin du XIXe siècle avec la création d'un nouveau type de bâtiment : le gratte-ciel. Dans l'entre-deux-guerres, l'Empire State Building, le Chrysler Building et le Chicago Board of Trade Building sont des exemples fameux de style Art déco. La Prairie School inaugure la période de l'architecture organique aux États-Unis. Louis Sullivan et Frank Lloyd Wright sont considérés comme ses principaux représentants. Le siège de l'ONU à New York est l'illustration la plus remarquable du style international après 1945. Dans les années 1960, les œuvres majeures du postmodernisme sont le Lincoln Center et le Metropolitan Opera. Les années 1970-1980 sont marquées par l'édification de musées aux formes audacieuses (Musée Guggenheim, Walker Art Center, Getty Center) et les architectes Pei et Richard Meier.

### Musique et arts du spectacle

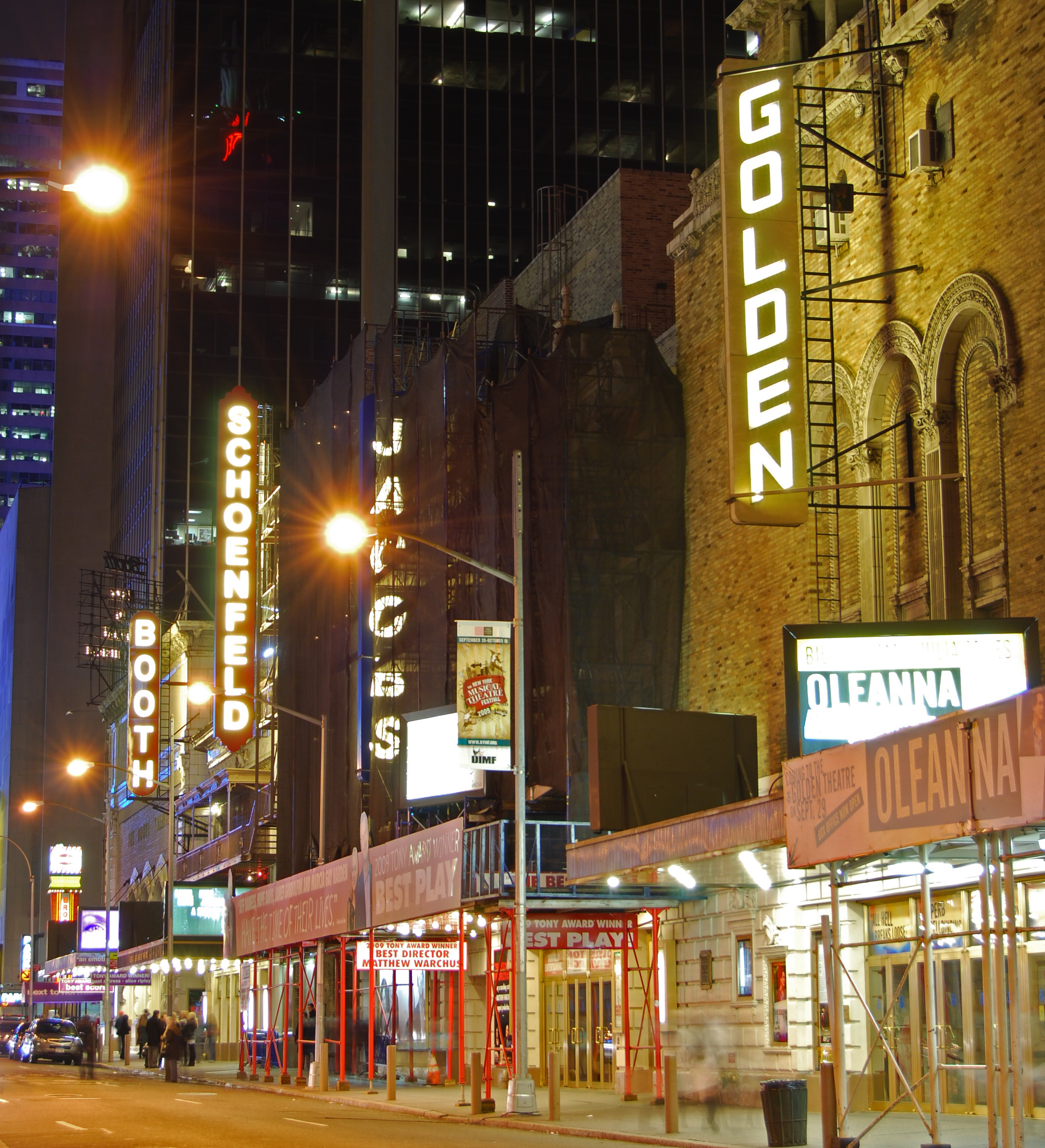
Broadway à New York.

Phineas Taylor Barnum est l'un des premiers promoteurs du théâtre américain, qui commença dans le quartier des spectacles à Manhattan en 1841. Edward Harrigan et Tony Hart (en) s'associent dans les années 1870 pour produire une série de comédies musicales à New York. Au début du XXe siècle, Broadway devient le centre de ce genre aux États-Unis. Les chansons et les mélodies d'Irving Berlin, Cole Porter et Stephen Sondheim deviennent des classiques. En 1936, le dramaturge Eugene O'Neill remporte le prix Nobel de littérature ; le prix Pulitzer de théâtre récompense Tennessee Williams, Edward Albee et August Wilson.
En musique, Charles Ives (1874-1954) est considéré comme l'un des premiers grands compositeurs américains dans les années 1910. Henry Cowell et John Cage ont essayé après lui de donner une approche américaine de la composition classique. Aaron Copland et George Gershwin développent une synthèse spécifiquement américaine de la musique populaire et classique.
Les États-Unis sont le berceau du gospel, du jazz, du blues, du rhythm and blues, du rock 'n' roll, de la soul, de la house music, du disco, du funk, du jazz fusion et du rap. Au XXe siècle, Isadora Duncan et Martha Graham furent les figures centrales de la création en danse moderne ; George Balanchine et Jerome Robbins sont les grands noms du ballet.
Les stars américaines de la musique populaire contemporaine sont Michael Jackson, Madonna, Whitney Houston dans les années 1980 et Mariah Carey, Britney Spears ou encore Eminem dans les années 1990; depuis le début du XXIe siècle, Lady Gaga, Katy Perry, Beyoncé, Taylor Swift sont devenues des célébrités mondiales.

### Cuisine

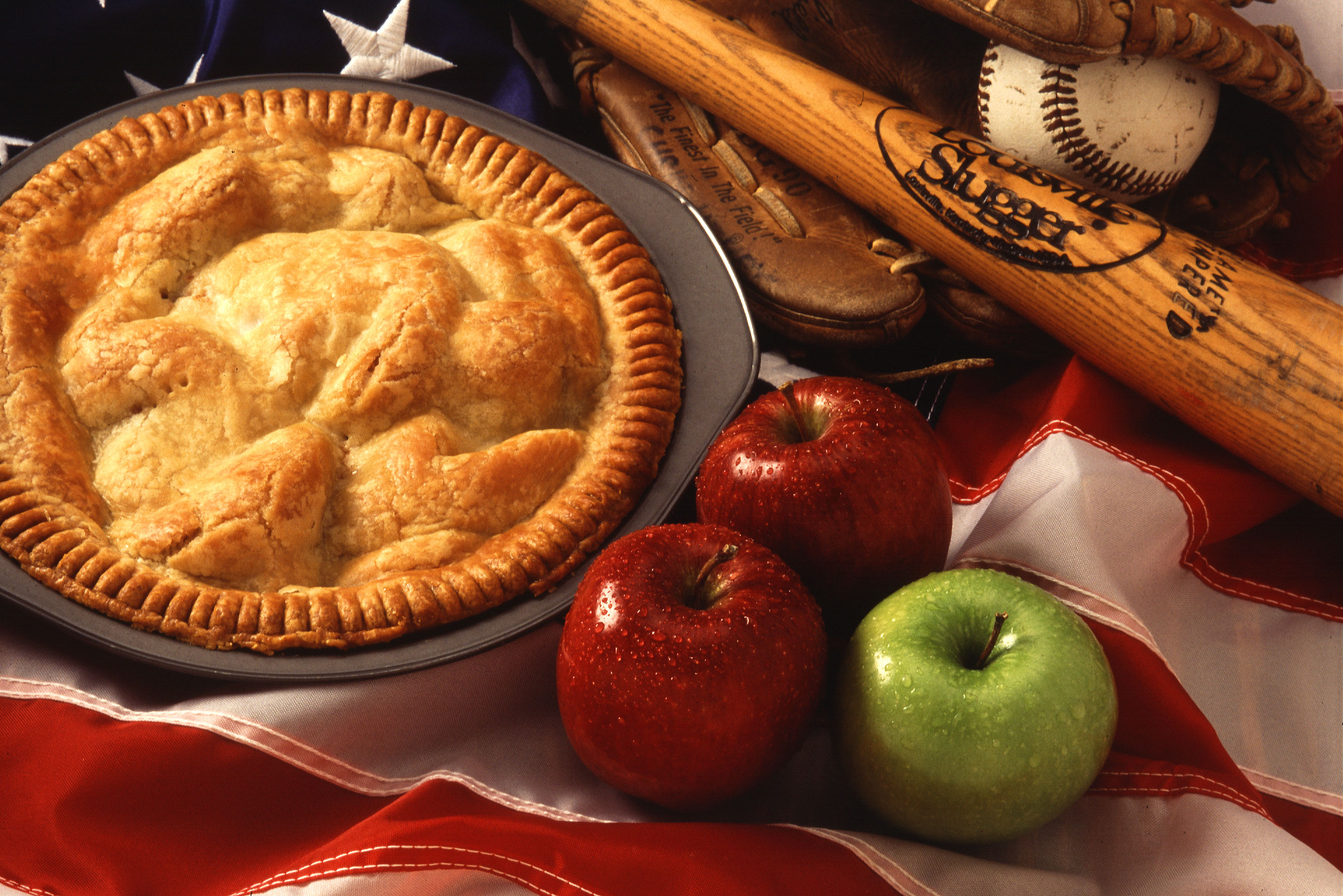
Un dessert américain : la tarte aux pommes (Apple pie).

La cuisine américaine est à l'image du peuplement du pays, c'est-à-dire diverse et métissée. Toutefois, les principaux apports sont allemand, hollandais et irlandais et ces influences perdurent jusqu'à nos jours. La cuisine amérindienne compte également beaucoup : les recettes traditionnelles des Indiens d'Alabama sont préservées et protégées comme un patrimoine culturel.
Il existe également de nombreux plats et cuisines régionaux : cuisine amish en Pennsylvanie, cuisine cadienne de la Louisiane, cuisine paysanne du Vieux Sud (dont la cuisine virginienne), californienne ou de la Nouvelle-Angleterre. C'est aux États-Unis que sont nés la cuisine rapide (fast-food) et les produits de consommation de masse, qui se sont diffusés dans le monde entier (Coca-Cola, McDonald's entre autres).

### Religion

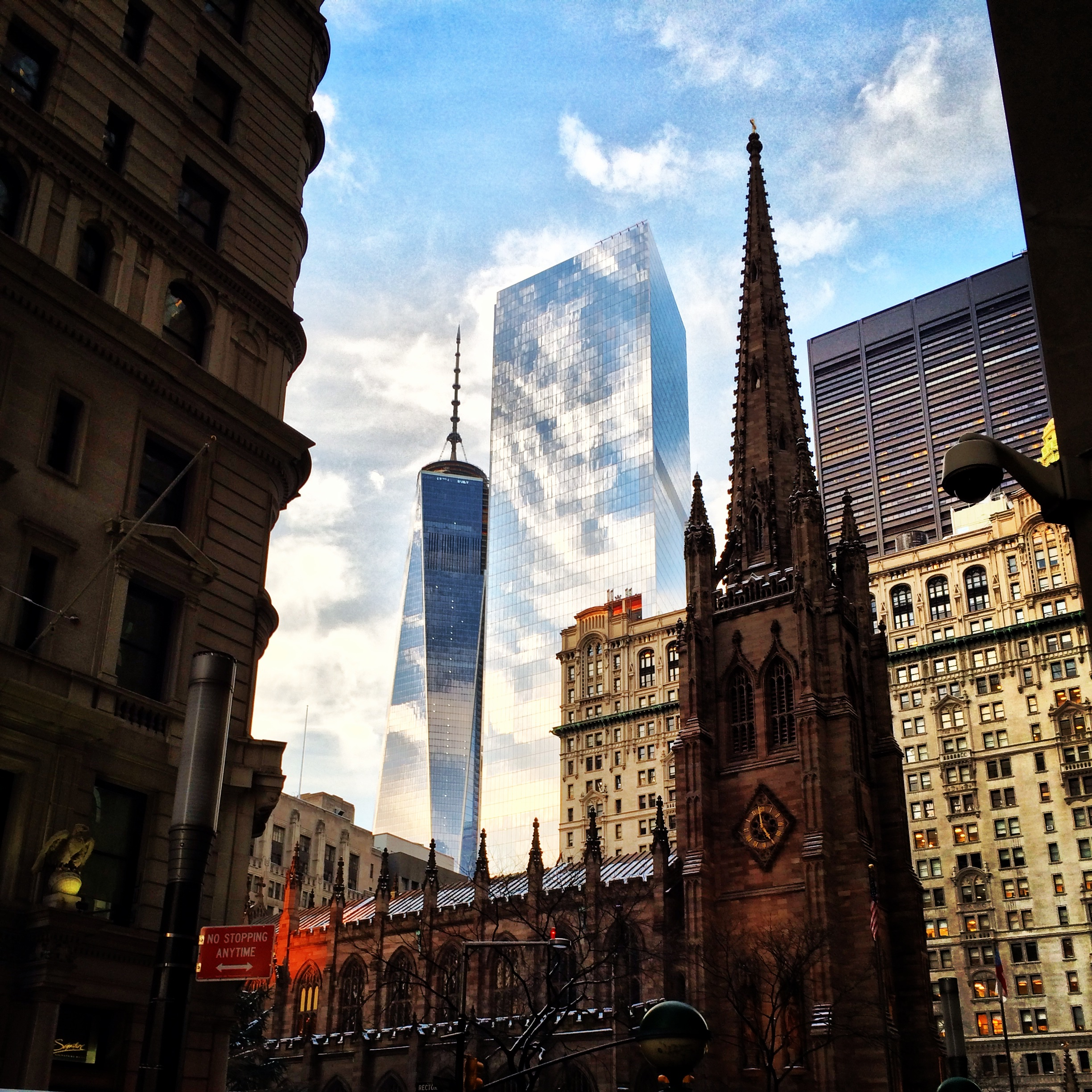
Trinity Church, une église de confession épiscopalienne.

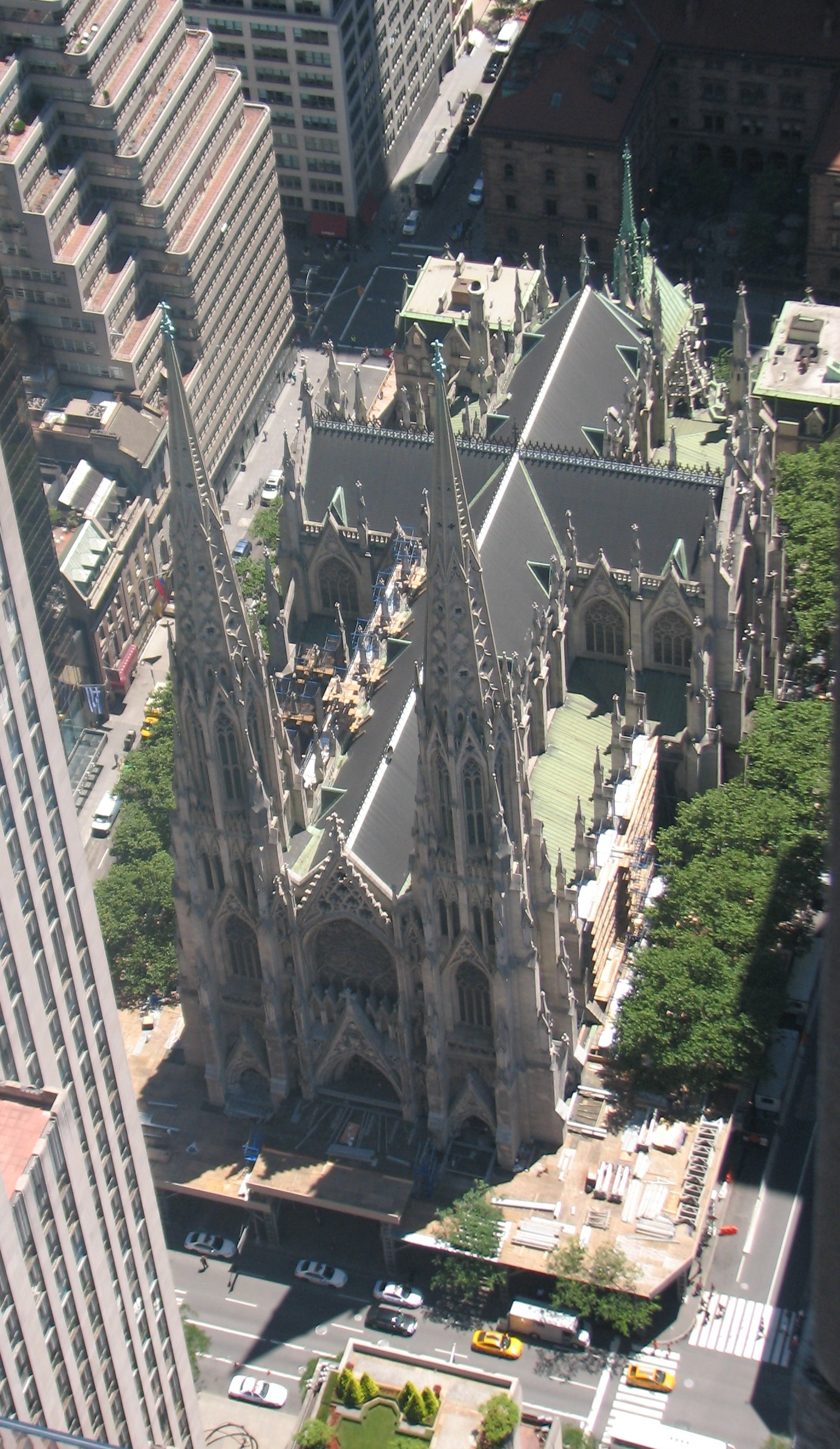
La cathédrale catholique Saint Patrick, New York.

Depuis la fin du XVIIIe siècle, la religion est officiellement séparée de l'État et ce principe est assuré par la constitution (article VI et premier amendement). Dans la constitution et dans la Déclaration des Droits, il n'est jamais fait référence à Dieu ou à la Providence. Cependant, il se retrouve sur la monnaie américaine : « In God We Trust » (qui signifie « En Dieu nous croyons ») est depuis 1956 la devise nationale et a été déclarée juridiquement compatible avec la constitution. Néanmoins, l'État fédéral ne subventionne aucune école religieuse au nom de la liberté religieuse. Depuis 1962, la prière à l'école est prohibée par l'arrêt Engel contre Vitale. Enfin, il ne faut pas oublier que le premier amendement garantit la non-ingérence de l'État dans les religions et la liberté de culte.
La société américaine accorde une place importante à la religion et à la spiritualité : par exemple, on peut trouver dans chaque chambre d'hôtel une Bible, dans les rues des drapeaux et autres vignettes clamant la souveraineté et la miséricorde de Jésus, et le président américain n'hésite pas à évoquer Dieu dans ses discours. On parle ainsi souvent de « religion civile ». La grande diversité des Églises et le dynamisme dont elles font preuve sont en grande partie expliqués par l'histoire du pays. Aujourd'hui encore, les différentes Églises sont impliquées dans la vie sociale et politique de la nation.

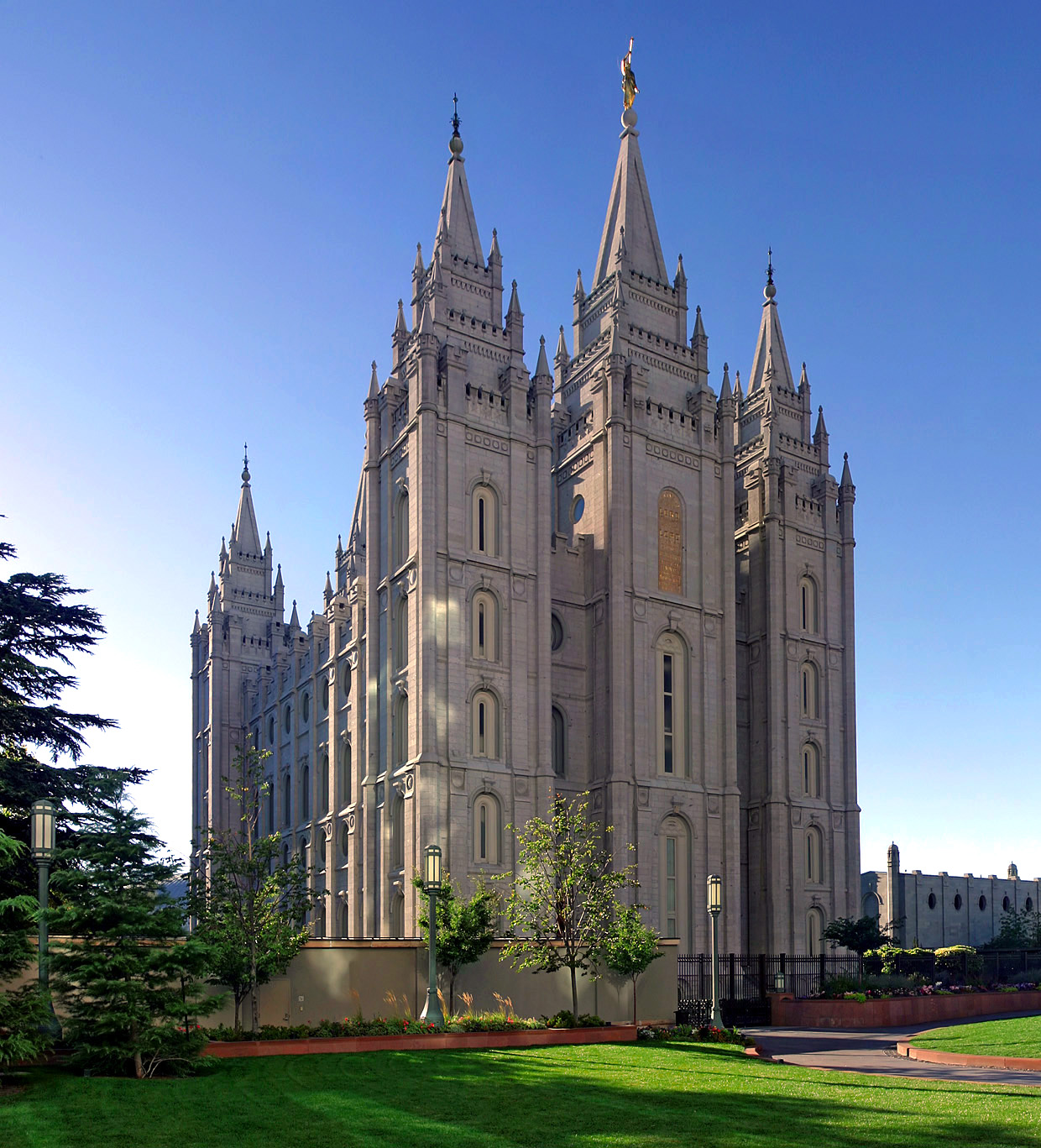
Temple de Salt Lake City.

L'athéisme a tendance à progresser aux États-Unis. Les athées américains s'organisent en associations parmi lesquelles la Secular Coalition for America est la plus puissante. Dans les universités, la Secular Student Alliance possède quelque 146 bureaux sur les campus du pays. La composante chrétienne se voit renforcée aux États-Unis du fait de l'immigration soutenue provenant des pays hispaniques dont les populations sont majoritairement catholiques redonnant ainsi vigueur au catholicisme américain notamment dans les États de Californie, Arizona, Texas et Floride.
D'après une étude réalisée en 2014 par le Pew Research Center, 70,6 % des Américains se déclarent chrétiens (dont 46,5 % protestants et 20,8 % catholiques), 22,8 % n'ont pas de religion et 5,9 % pratiquent une autre religion (judaïsme - 1,9 %, islam - 0,9 %, bouddhisme - 0,7 %, hindouisme - 0,7 %, autres religions - 1,8 %).

### Sport

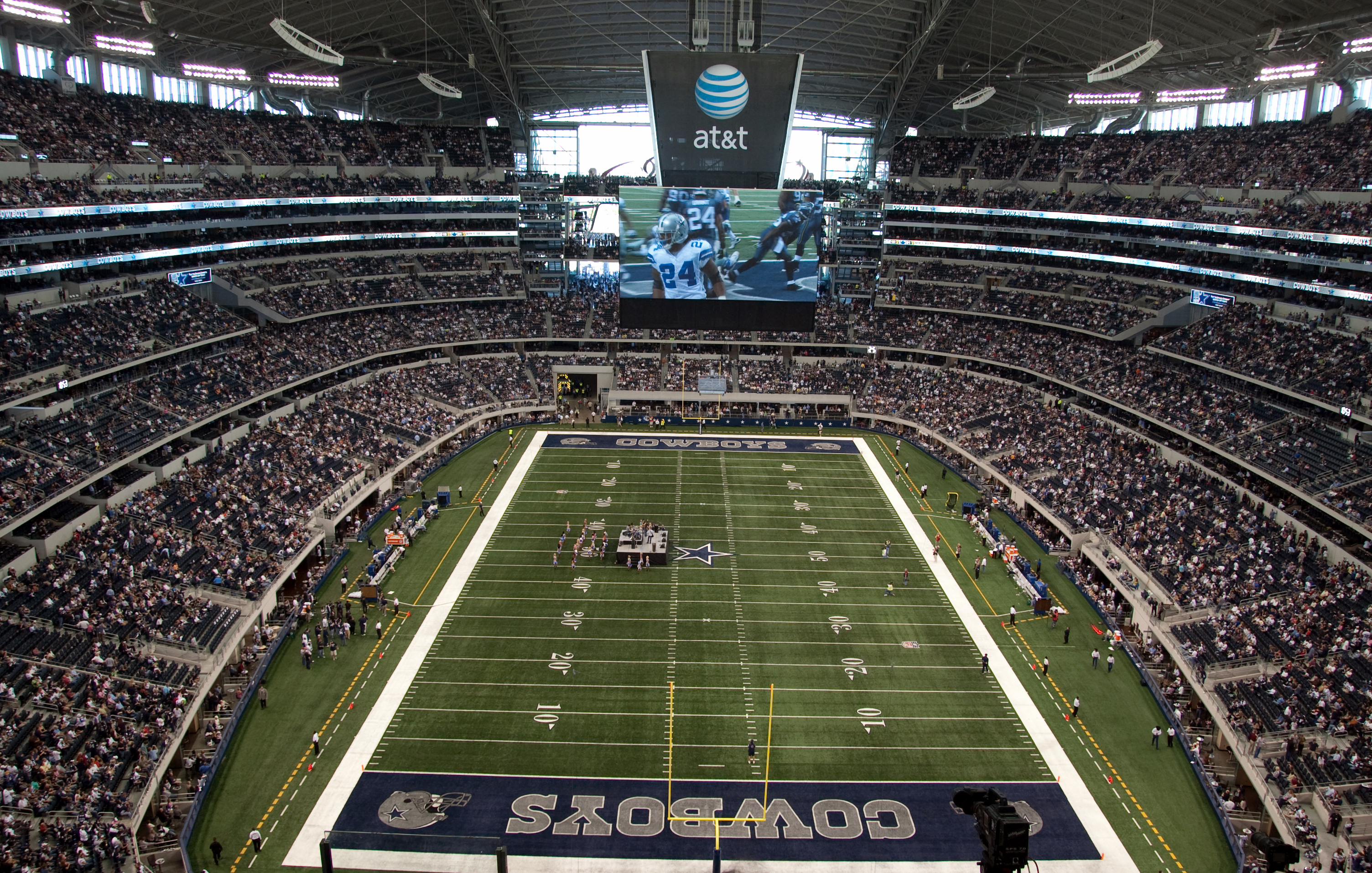
Le AT&T Stadium au Texas contient le plus grand écran géant du monde.

Depuis la fin du XIXe siècle, le baseball était considéré comme le sport national des États-Unis, avant d'être concurrencé puis égalé par le football américain. La compétition automobile (Nascar), le basket-ball et le hockey sur glace sont d'autres disciplines majeures (dans cet ordre) dans le pays. La boxe et les courses de chevaux sont les sports individuels les plus suivis, même s'ils sont concurrencés par le golf. Le football, appelé soccer aux États-Unis, est largement pratiqué par les jeunes et les équipes d'amateurs. Le tennis et d'autres sports de plein air sont également appréciés.
Si de nombreux sports ont été importés d'Europe, c'est aux États-Unis qu'est né le basket-ball : il fut inventé par le canadien James Naismith à Springfield (Massachusetts) en 1891. Quant à la crosse, elle dérive de pratiques autochtones précoloniales. Le surf existait dans les îles Hawaï dès le XVe siècle et fut remis au goût du jour par Duke Kahanamoku (1890-1968). Le skateboard et le snowboard ont été inventés aux États-Unis au XXe siècle.

Le Michigan Stadium, stade de football américain situé à Ann Arbor, Michigan (États-Unis).

Neuf jeux olympiques ont eu lieu à ce jour sur le territoire américain, cinq d'été (St Louis, 1904 ; Los Angeles, 1932 ; Los Angeles, 1984 ; Atlanta, 1996 ; Los Angeles, 2028), quatre d'hiver (Lake Placid, 1932 ; Squaw Valley, 1960 ; Lake Placid, 1980 ; Salt Lake City, 2002). Les athlètes américains ont remporté un total de 2 520 médailles depuis les débuts des jeux olympiques d'été, soit plus qu'aucun autre pays. Le pays occupe la quatrième place derrière l'Allemagne, la Norvège et la Russie pour les jeux olympiques d'hiver, avec 282 médailles. Plusieurs sportifs américains sont devenus célèbres dans le monde : on peut citer, parmi tant d'autres les joueurs de baseball Mickey Mantle et Babe Ruth, le boxeur Mohamed Ali, le joueur de tennis John McEnroe, l'athlète Carl Lewis, le joueur de basketball Michael Jordan, le golfeur Tiger Woods ou le nageur Michael Phelps.
Parmi les plus importantes manifestations sportives, on trouve le Super Bowl (finale du football américain), les World Series (finale de baseball), l'Indianapolis 500 (course automobile à la renommée mondiale), l'US Open de tennis, ou le marathon de New York. Une proportion importante des bourses d'études universitaires est attribuée à des athlètes. Le marché du sport professionnel aux États-Unis est d'environ 69 milliards de dollars, soit environ 50 % de plus que celui de l'ensemble de l'Europe, du Moyen-Orient et de l'Afrique réunis.

### Fêtes et jours fériés
| Date                        | Nom français                 | Nom américain                                        | Sens |
| --------------------------- | ---------------------------- | ---------------------------------------------------- | --- |
| 1er janvier                 | Jour de l'an                 | New Year's Day                                       | Nouvel an |
| Troisième lundi de janvier  | Jour de Martin Luther King   | Martin Luther King Day                               | Naissance de Martin Luther King, pasteur afro-américain militant pour les droits civiques des Noirs.              |
| Troisième lundi de février  | Jour de George Washington    | Washington's Birthday (communément, Presidents' Day) | Naissance de George Washington, premier président des États-Unis (22 février), et d'Abraham Lincoln (12 février). |
| Dernier lundi de mai        | Jour du Souvenir             | Memorial Day                                         | Souvenir des anciens combattants.                                                                                 |
| 19 juin                     | Le Juneteenth                | Juneteenth                                           | Commémoration de l'annonce faite tardivement en 1863 aux esclaves du lointain Texas de leur émancipation.         |
| 4 juillet                   | Jour de l'Indépendance       | Independence Day                                     | Commémoration de la déclaration d'indépendance de 1776.                                                           |
| Premier lundi de septembre  | Fête du Travail              | Labor Day                                            | Célébration de la contribution des travailleurs au pays, le premier défilé a lieu en 1882.                        |
| Deuxième lundi d'octobre    | Jour de Christophe Colomb    | Columbus Day                                         | Fête célébrée en l'honneur de Christophe Colomb.                                                                  |
| 11 novembre                 | Jour des anciens combattants | Veterans Day                                         | Commémoration de la fin de la Première Guerre mondiale.                                                           |
| Quatrième jeudi de novembre | Action de grâce              | Thanksgiving                                         | Remerciements à Dieu pour l'arrivée saine et sauve en Amérique du bateau le Mayflower.                            |
| 25 décembre                 | Noël                         | Christmas Day                                        | Nativité |

Certains jours sont fériés dans un État, mais pas dans l'autre : en Californie par exemple, le César Chávez Day (31 mars)